# Église Notre-Dame de Chamant
Pour les articles homonymes, voir Église Notre-Dame.
Ne doit pas être confondu avec Église Notre-Dame de Charmant.
L'église Notre-Dame est une église catholique paroissiale située à Chamant, dans le département de l'Oise, en France.
Son clocher roman a été bâti à la suite de la fondation de la paroisse en 1129. Il a été complété par un flèche octogone en pierre au cours du XIIIe siècle, qui en fait un ensemble remarquable, représentatif des clochers d'Île-de-France. Le chœur roman a été remplacé par une construction gothique rayonnant d'une grande simplicité vers 1260 ou quelques décennies après. Ce chœur actuel n'est pas voûté, et son seul ornement sont les trois fenêtres au remplage de type rayonnant tardif. Le reste de l'église a été rebâti pendant la première moitié du XVIe siècle. Seulement la chapelle de la Vierge au sud de la base du clocher et du chœur est voûtée d'ogives dès le départ. La nef et son unique collatéral au sud sont à l'origine d'une facture sommaire. Entre 1863 et 1877, une restauration discutable financée par Napoléon III apporte un voûtement néogothique, et une décoration intérieure dans le style troubadour. Les seuls éléments authentiquement gothiques flamboyants de la nef et du collatéral sont les grandes arcades et le portail méridional, qui est de belle facture. L'église Notre-Dame a été classée aux monuments historiques par arrêté du 4 mai 1921. Elle est aujourd'hui affiliée à la paroisse Saint-Rieul de Senlis. Les messes dominicales y sont célébrées d'octobre à avril à 11 h 15, sauf le premier dimanche du mois.

## Localisation
L'église Notre-Dame est située en France, en région Hauts-de-France et dans le département de l'Oise, dans le Parc naturel régional Oise-Pays de France, au nord de Senlis et à l'est de la forêt d'Halatte, sur la commune de Chamant, à l'est du bourg, rue de la baronne Léonino. L'élévation méridionale donne sur une place de forme triangulaire, qui se rétrécit vers le sud, et qui est délimitée par la rue au sud-est. La rue passe devant le chevet. Un parking est situé le long de l'élévation septentrionale. Il n'y a pas de façade occidentale, mais un simple mur, qui donne sur la cour du presbytère. L'église n'est pas bordée de constructions mitoyennes, et hormis son mur occidental qui est sans intérêt, elle est bien visible de tous les côtés. Le cimetière autour de l'église a été désaffecté au milieu du XIXe siècle. L'actuel cimetière sur la route de Balagny-sur-Aunette a été inaugurée en 1832.

## Histoire

### L'histoire de la paroisse

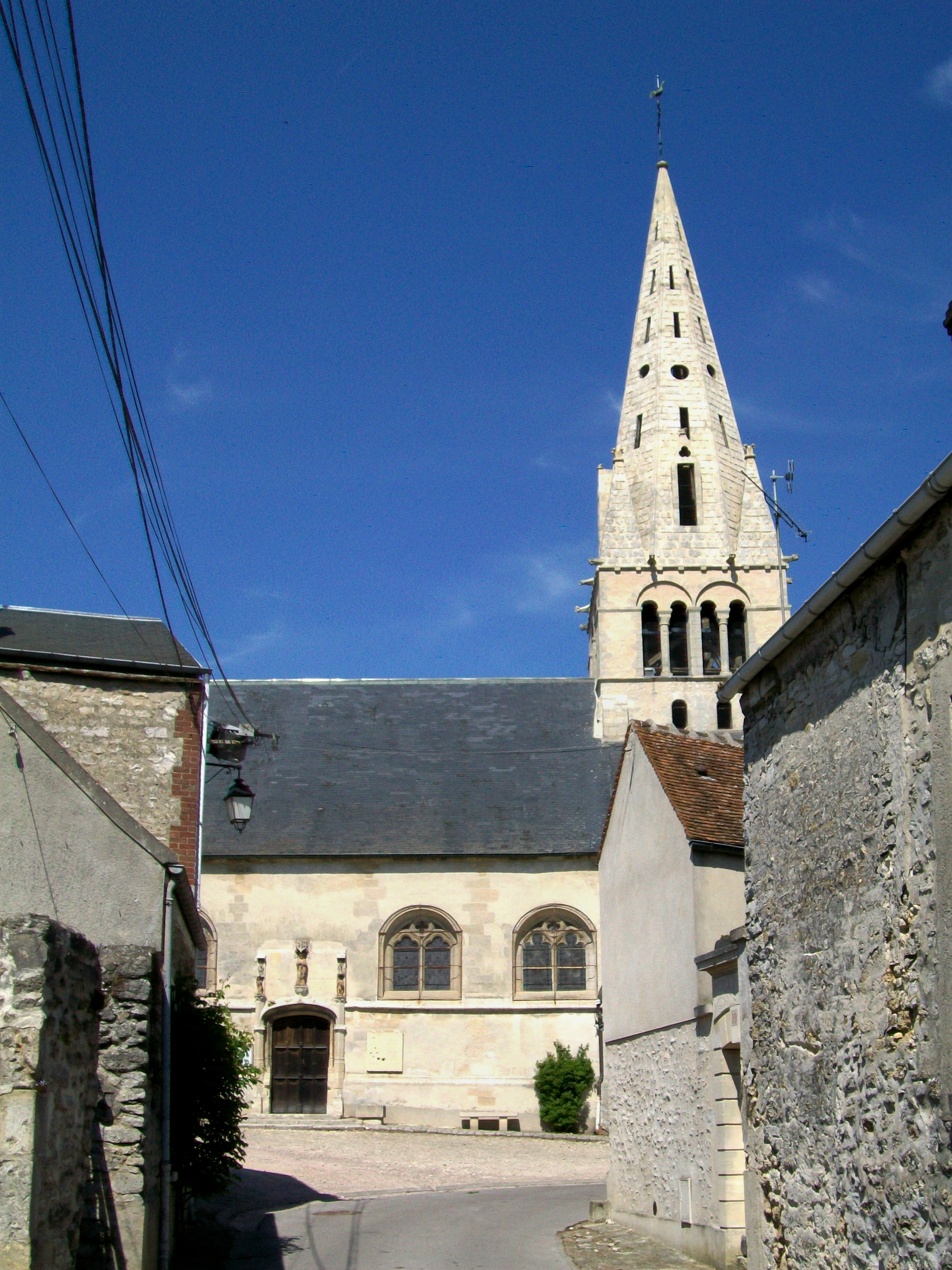
Approche par le sud, rue de la baronne Léonino.

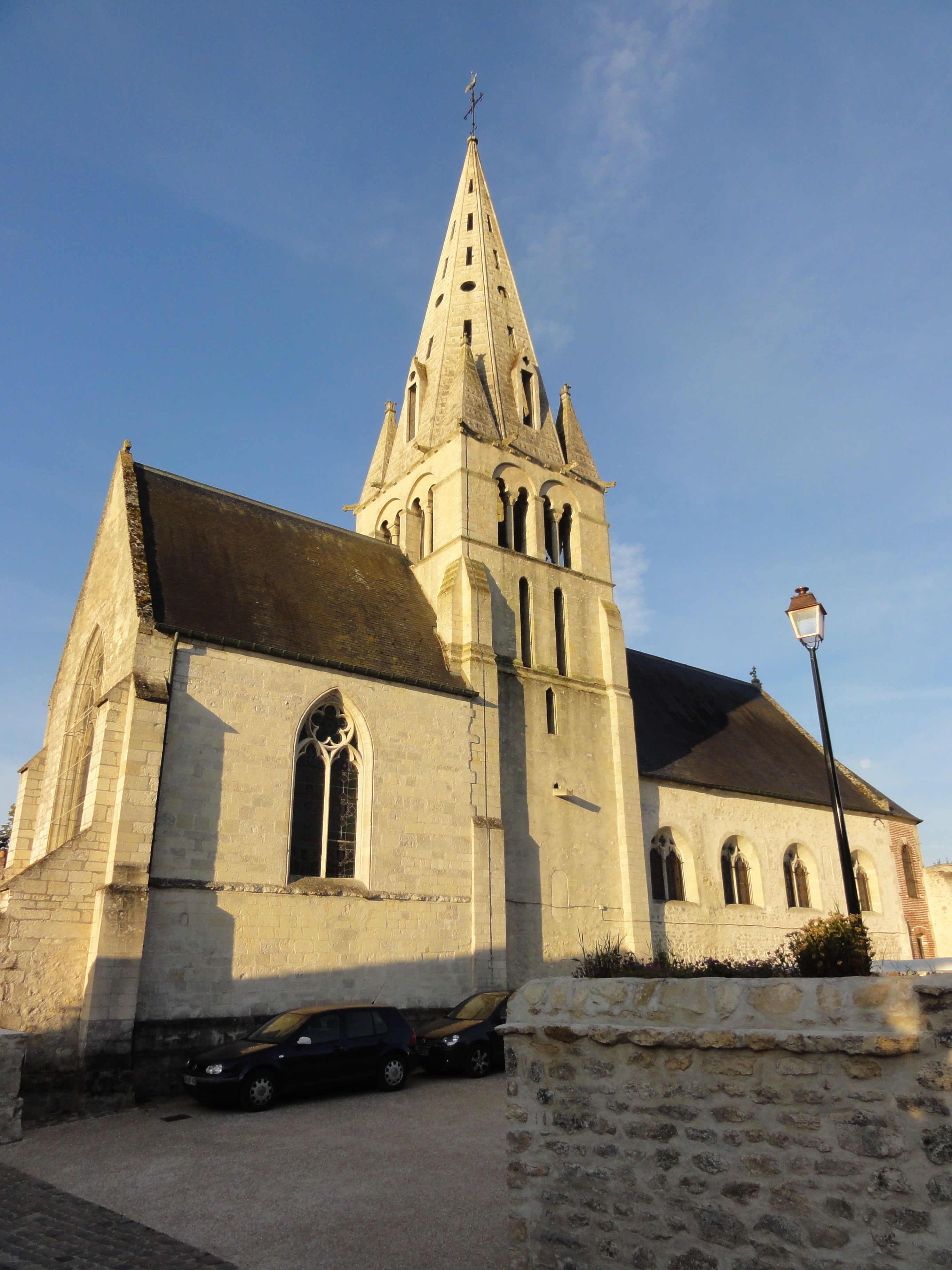
Vue depuis le nord-est.

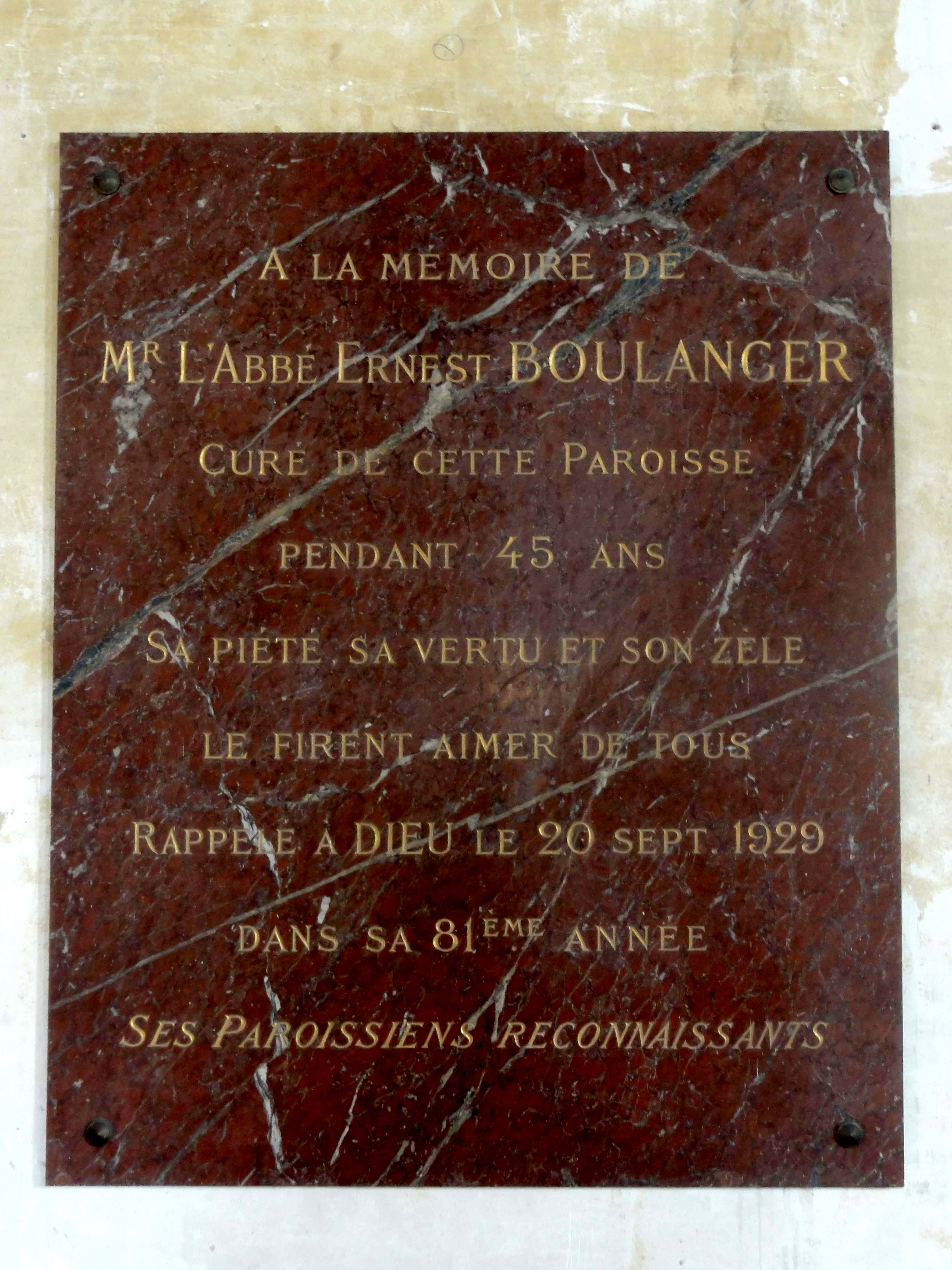
Plaque commémorative pour l'abbé Ernest Boulanger.

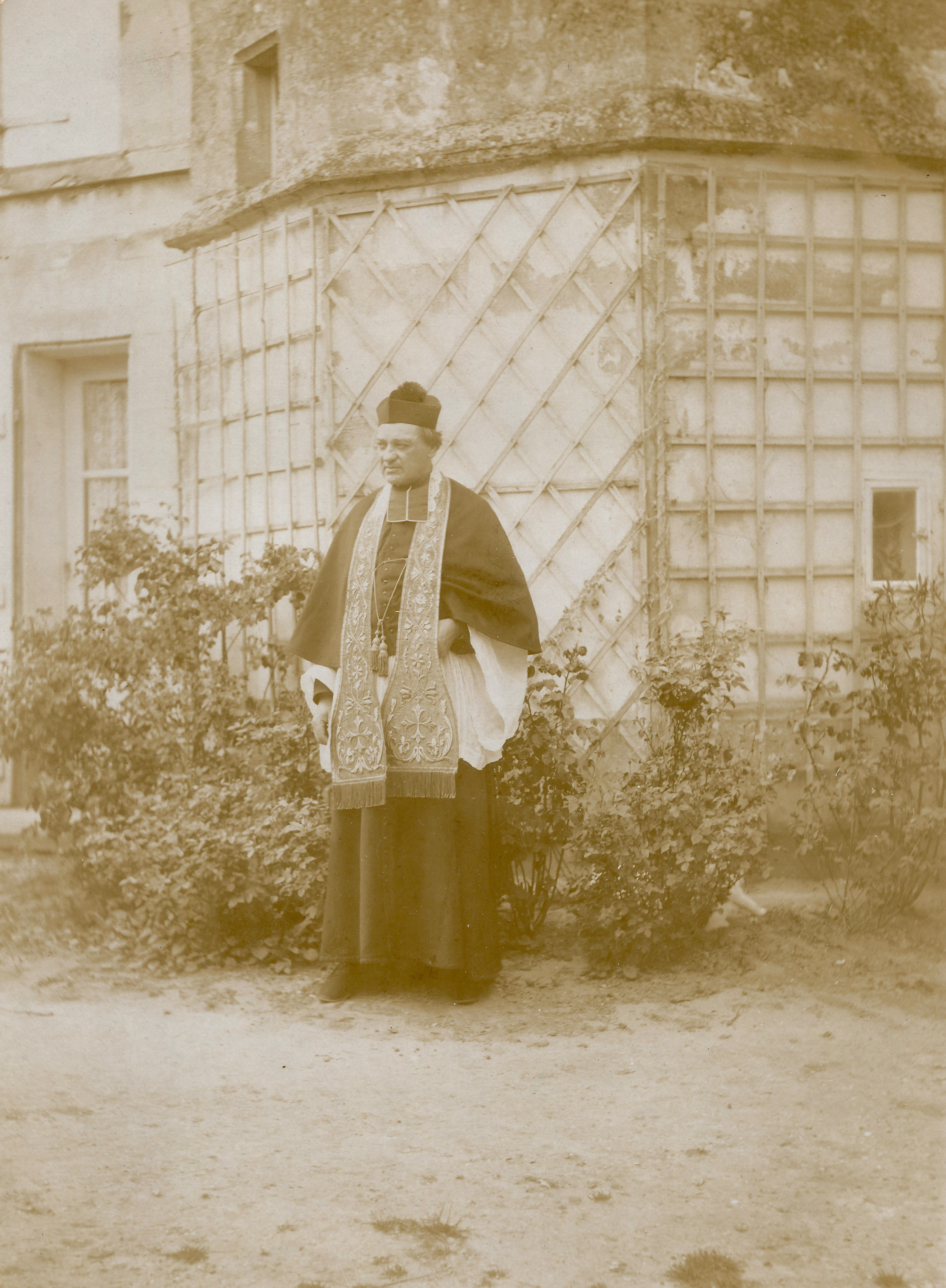
L'abbé Boulanger, curé de Chamant

Le village de Chamant est connu depuis la fin du XIe siècle, et est érigé en paroisse en 1129. Presque aussitôt, la paroisse de Malgenest, village disparu près de la chapelle de Bonsecours au nord de Senlis, lui est rattachée. Sous l'Ancien Régime, la paroisse relève du doyenné et du diocèse de Senlis. Le collateur de la cure est le chapitre de la cathédrale Notre-Dame de Senlis. Ce patronage est confirmé par une bulle pontificale donné par Luce III le 2 juillet 1182 à Velletri. La seigneurie de Chamant appartient également au chapitre cathédral jusqu'à la fin du XVIe siècle, quand elle est vendue aux Rouvroy de Saint Simon (c'est par erreur que Louis Graves indique l'évêque comme seigneur). Sous la Grande Jacquerie en 1358, l'église du Plessis est entièrement détruite. Par décision du 7 avril 1368, l'évêque de Senlis, Adam II de Nemours, réunit sa paroisse à celle de Chamant. Le Plessis devient ainsi le hameau du Plessis-Chamant. Graves rapporte qu'en cas d'occasions critiques, comme le dimanche après l'Assomption de l'année 1392 quand le roi Charles VI vient de subir ses premières crises de folie, le clergé de Senlis se transporte en procession à Chamant. La foule est nombreuse avec la participation de tous les chapitres, congrégations religieuses et paroisses de la ville. Un personnage illustre est nommé curé de Chamant en 1505 : il s'agit de  Charles de Blanchefort, neveu du cardinal Pierre d'Aubusson. Deux ans plus tard, il est nommé évêque de Senlis.
La Révolution française reste sans impact majeur sur l'exercice du culte à Chamant, ce qui est un fait exceptionnel, car sous la Terreur, la plupart des églises sont transformées en temples de la Raison en automne 1793, et le culte catholique reste interdit jusqu'au printemps 1795 au moins. Les prêtres qui continuent de célébrer l'Eucharistie clandestinement risquent la déportation. À Chamant, l'abbé Antoine Henry Arnould Bloquet, curé depuis 1784, n'a pas de crainte, car il est maire-adjoint depuis la création de la commune. Il ne rencontre pas de difficultés, et n'est pas dénoncé. À l'instar des quatre cinquièmes des prêtres du diocèse de Senlis, il a prêté serment sur la constitution civile du clergé, mais cet acte a rarement protégé les confrères de représailles au cas d'une dénonciation. Le presbytère, qui se compose de deux ailes probablement du XVIIIe siècle et d'une grosse tour du XVIe siècle, est vendu comme bien national à un cultivateur de Chamant, et l'abbé Bloquet doit se loger ailleurs. Le concordat de 1801 pérennise la liberté du culte, et apporte le rattachement du département de l'Oise au diocèse d'Amiens : le siège épiscopal de Senlis n'est plus pourvu. Le 15 thermidor de l'an XII, Mgr Jean-Chrysostôme de Villaret nomme de nouveau l'abbé Bloquet comme curé de Chamant et de la commune voisine de Balagny-sur-Aunette, qui finit par être annexée à Chamant en 1825. L'abbé Bloquet nomme trois marguilliers, et établit le budget annuel pour la paroisse. Il table sur un total de 636 francs, dont 400 francs pour le traitement du prêtre, 100 francs pour louer une maison pour le loger, 50 francs pour les chantres, 50 francs pour l'entretien des ornements liturgiques et du linge, 30 francs pour l'entretien des deux églises, et six francs bour le sacristain.
Après le départ de l'abbé Bloquet en 1811, la cure de Chamant demeure vacante. La desserte paroissiale est assurée par un vicaire de Senlis et des anciens religieux de l'abbaye Saint-Vincent de Senlis, qui a été dissoute à la Révolution à l'instar de l'ensemble des établissements religieux de France. Le 27 juin 1815, Chamant est pillé par les troupes prussiennes. En 1816, un curé est enfin nommé avec l'abbé Vimeux, qui est fort apprécié de la population, et reste jusqu'en 1833. Il rachète le presbytère sur ses propres deniers, et s'y installe (ses héritiers, les Rayez, le cèdent à la commune en 1861). Entre-temps, en 1822, le diocèse de Beauvais est rétabli, et regroupe désormais l'ensemble du département de l'Oise, avec la totalité du diocèse de Senlis sauf Survilliers. Pendant une longue période qui s'étend jusqu'en 1856, la cure demeure pour une nouvelle fois vacante. Des professeurs du lycée Saint-Vincent de Senlis (qui sont tous des prêtres séculiers), l'aumônier de l'hôpital de Senlis, et le curé de Villers-Saint-Frambourg se relaient pour lire les messes. En 1884, l'abbé Crétenet est suspendu de ses fonctions comme curé de Chamant à la demande du maire, car ayant injurié l'un des enfants préparant la première communion. Pour le remplacer, un jeune prêtre encore inexpérimenté est nommé. C'est l'abbé Ernest Boulanger, qui parvient à calmer le scandale et gagne la confiance de tous les habitants. Lors de la mise en œuvre de la loi de séparation des Églises et de l'État en 1905, il adopte une attitude ferme et digne tout en évitant l'affrontement avec les représentants de l'État. Sous la Première Guerre mondiale, il montre son courage et sa compassion. En 1928, il se retire au bout de quarante-quatre ans de ministère, et meurt le 29 septembre l'année suivante. Une plaque commémorative exprime la reconnaissance des paroissiens.
L'abbé Boulanger n'est pas remplacé pendant longtemps. Des professeurs du lycée Saint-Vincent reprennent le service paroissial, dont notamment des pères maristes (Société de Marie, SM). Au cours du XXe siècle, les paroisses de Barbery et de Mont-l'Évêque sont définitivement réunies à la paroisse de Chamant. Le dernier curé de Chamant est le père Gérard Noblet, lui aussi mariste. Né le 4 août 1919 à Paris, il est ordonné prêtre en 1947, et muté à Londres en 1965, avant d'être nommé curé de Chamant et aumônier du lycée Saint-Vincent en 1981. Le père Gérard Noblet prend sa retraite en 2004, mais reste actif jusqu'à sa mort le 24 février 2012. En 1996 déjà, la paroisse de Barbery, Chamant et Mont-l'Évêque avait perdu son indépendance en étant transformée en une communauté au sein de la nouvelle paroisse Saint-Rieul de Senlis, qui est l'une des quarante-cinq nouvelles paroisses définies en cette année. C'est une très grande paroisse qui regroupe l'ancienne ville épiscopale et seize petites communes des environs, dont deux (Chamant et Rully) possèdent deux églises, et un village (Villeneuve-sur-Verberie) en compte même trois. Avec Mgr François de Mauny, prêtre-coopérateur à la retraite, Chamant a toujours un prêtre résident. Les messes dominicales sont célébrées en l'église Notre-Dame d'octobre à avril à 11 h 15, sauf le premier dimanche du mois, quand elles se tiennent à Barbery. Pendant les autres mois, les messes dominicales ont lieu à Mont-l'Évêque.

### L'histoire de l'église

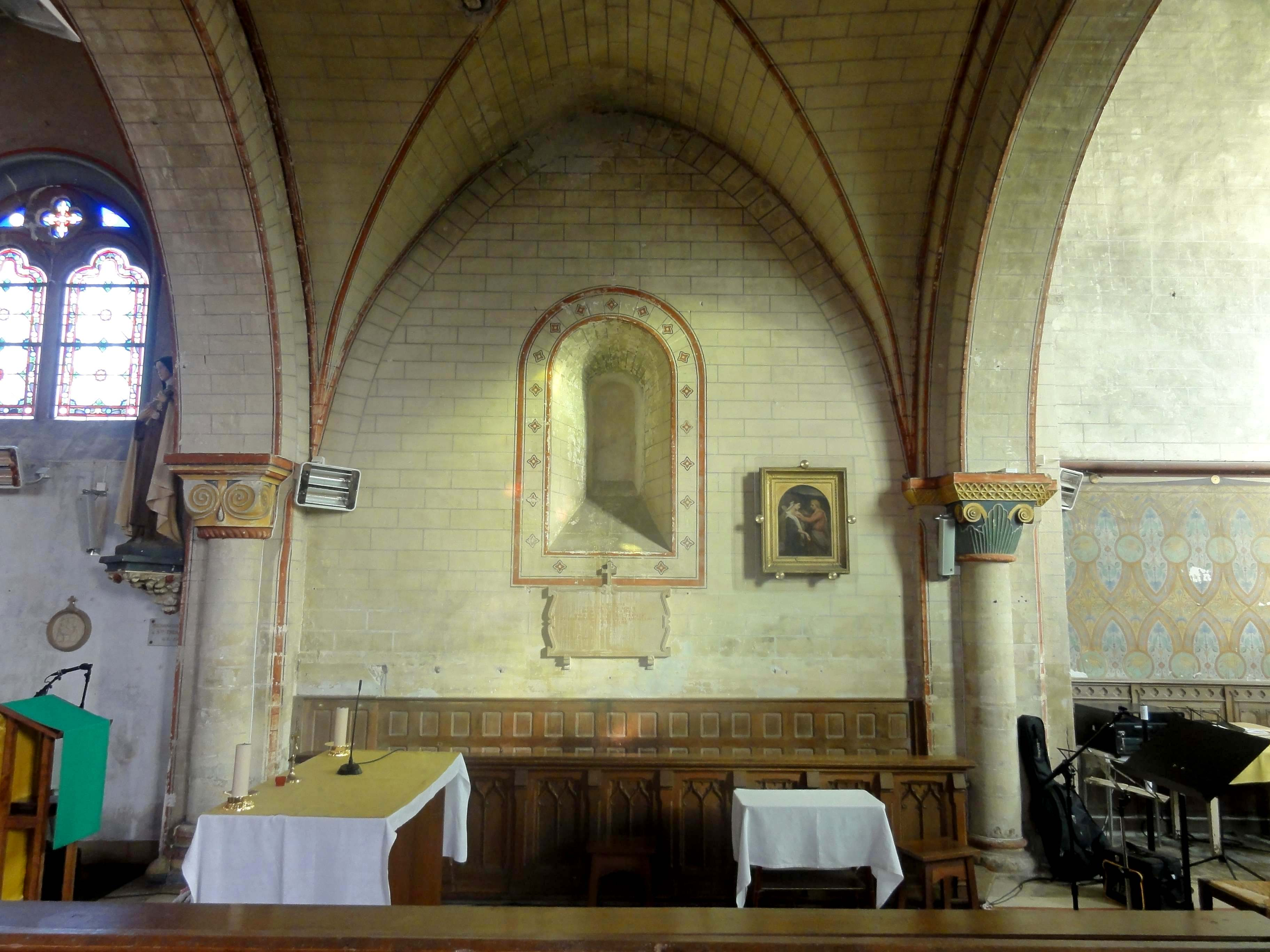
La base du clocher représente la partie la plus ancienne de l'église.

Selon Dominique Vermand, qui a étudié la plupart des églises du département, aucune partie de l'église actuelle n'est antérieure à la fondation de la paroisse en 1129. Eugène Müller estime pour sa part que la base du clocher remonte à la fin du XIe siècle ou au début du XIIe siècle, et s'appuie notamment sur les colonnettes à chapiteaux. Raymond Poussard a mal lu l'ouvrage du chanoine ; tout en faisant confiance à la datation que ce dernier suppose, il mentionne des dates que Müller n'indique pas. Louis Graves a visité l'église avant sa dernière transformation, mais mentionne une fois deux courts transepts (il veut dire croisillons du transept), tout en rappelant plus tard qu'une chapelle du XVIe siècle flanque la base du clocher au nord. Cette contradiction permet de douter du bien-fondé du bref descriptif fourni par Graves, et aucun auteur ne revient sur l'existence antérieure d'un croisillon nord, rendue peu probable par l'existence d'une baie romane au nord de la base du clocher. Hormis la base et les deux premiers étages, qui ne sont entièrement visibles que depuis le nord, le mur septentrional de la nef pourrait également subsister de la première église. Les fenêtres ont été refaites pendant le second quart du XVIe siècle, mais les traces de deux petites baies bouchées demeurent visibles à l'extérieur, côté nord. L'étage de beffroi du clocher est daté de 1125 environ par Eugène Müller, tandis que Dominique Vermand sous-entend une date de construction légèrement plus tardif. La flèche en pierre est de toute évidence inspirée par la tour sud de la cathédrale de Senlis, et n'appartient plus à la période romane. D'après Dominique Vermand, elle n'est pas antérieure à la fin du XIIe siècle. Jean-Pierre Trombetta ne l'étudie pas, mais la situe à une période non précisée du siècle suivant.

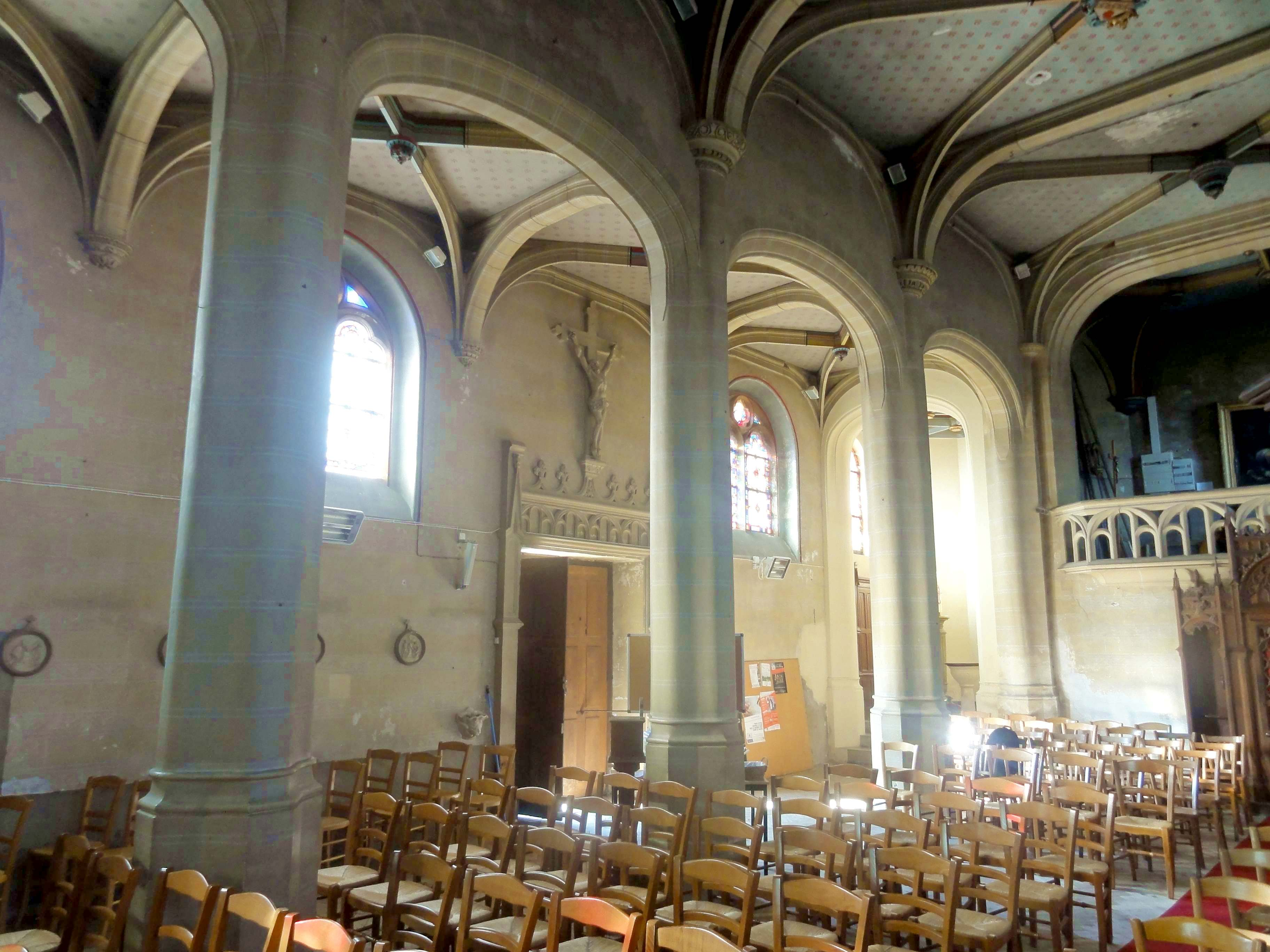
Nef, grandes arcades flamboyantes.

Après son achèvement autour de 1200, l'église se compose d'une nef sans bas-côtés, d'une base de clocher tenant lieu d'avant-chœur, et d'une abside qui est peut-être à chevet plat comme le chœur actuel, comme à la même époque à Avrechy, Francastel, Saint-Rieul de Louvres, Monchy-Saint-Éloi, Noël-Saint-Martin (commune de Villeneuve-sur-Verberie), Ormoy-Villers, Rocquemont et Saint-Christophe-en-Halatte. Un premier remaniement intervient à la fin du XIIIe siècle, selon Dominique Vermand et Jean-Pierre Trombetta, quand l'abside romane est remplacée par le chœur gothique rayonnant actuel. Le remplage de ses fenêtres comporte en haut des oculi pentalobés, qui n'ont pas été employés avant 1255-1260 à Saint-Amand-sur-Fion et dans la septième chapelle du nord de la nef de Notre-Dame de Paris. On les trouve à la même époque à Trumilly et dans la chapelle abbatiale de Chaalis. Le pentalobe devient fréquent à partir de 1270, quand on le trouve au vestibule de la chapelle de la Vierge de Saint-Germer-de-Fly et dans les chapelles des travées droites du chœur de Notre-Dame. Puis le motif se généralise à la fin du XIIIe siècle et au premier tiers du XIVe siècle. Les lobes en forme d'hémicycle, et non outrepassés, parlent en faveur d'une date proche de 1260 pour le chœur de Chamant. D'autres particularités semblent justifier une date moins haute. Jean-Pierre Trombetta et Dominique Vermand accusent la restauration néogothique à la fin du Second Empire de la suppression de la voûte d'ogives, dont l'existence ancienne reste à démontrer, mais Louis Graves parle déjà d'un plafond lambrissé en 1841, ce qui paraît plus probant, car l'on saisit mal pour quelle raison la voûte du XIIIe siècle aurait été supprimée par les restaurateurs, qui ont offert des fausses voûtes d'ogives à la nef et au collatéral. L'on ignore les effets de la Guerre de Cent Ans sur l'église Notre-Dame. Raymond Poussard avance que l'église est gravement endommagée sous la Grande Jacquerie. Tout ce que l'on sait avec certitude est que l'évêque de Senlis décide de la faire réparer en date du 7 avril 1368, au moment que l'abandon de l'église du Plessis est entériné.

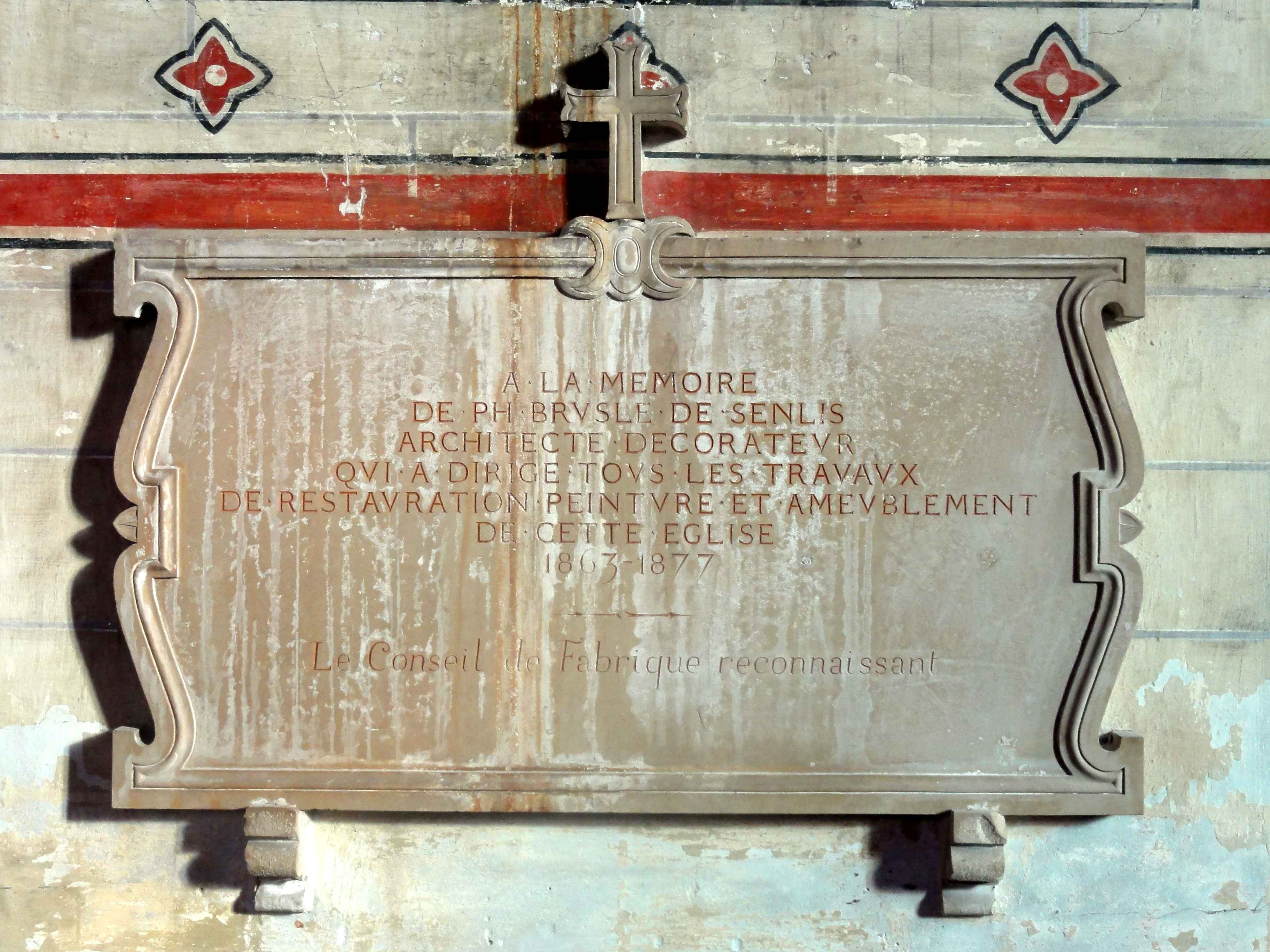
Plaque commémorative pour la restauration de l'église en 1863-77.

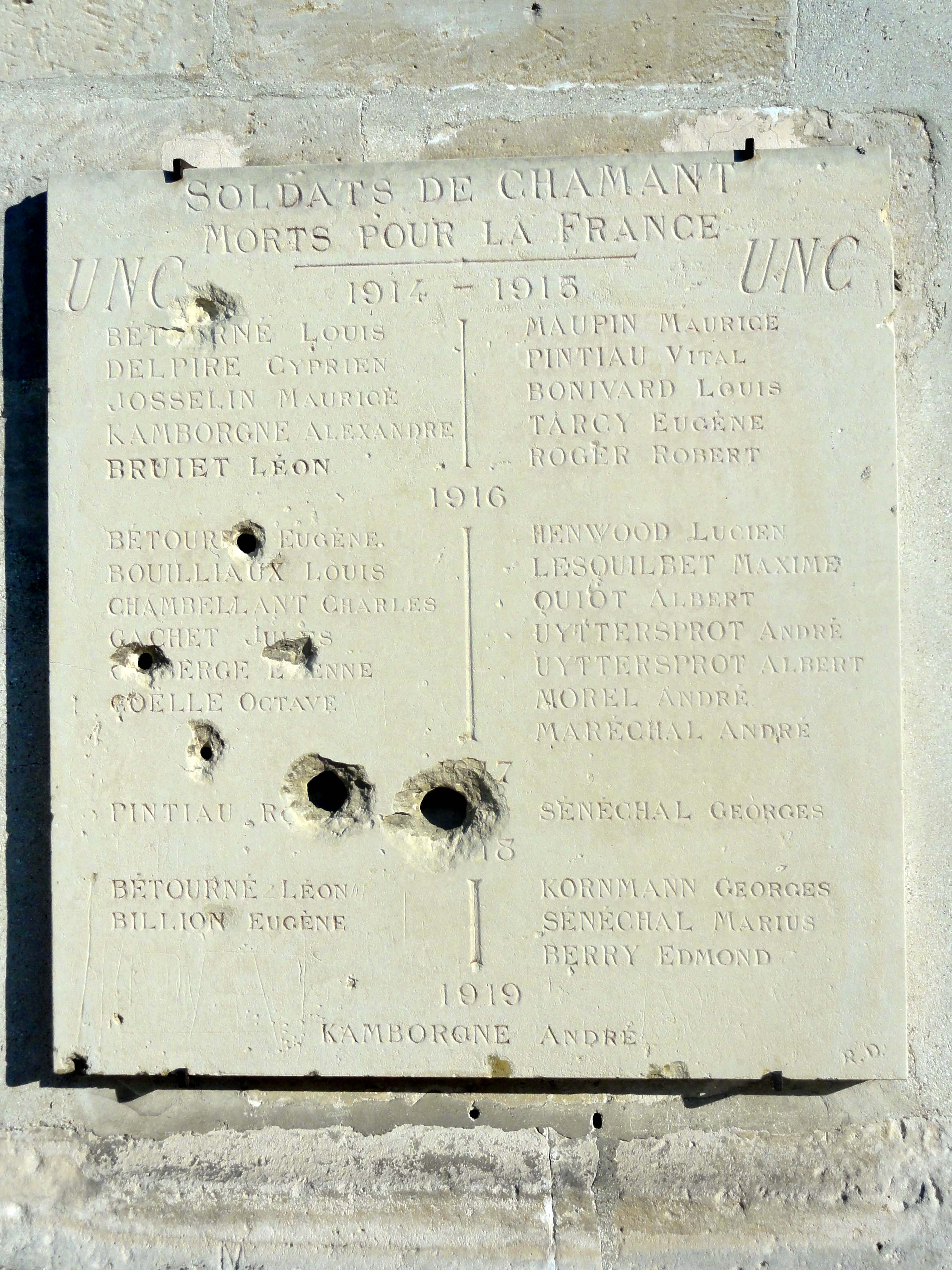
Impacts des tirs des combats de Libération sur le monument aux morts.

L'église est agrandie pendant la première moitié du XVIe siècle, si l'on veut suivre la datation proposée par Dominique Vermand. Les autres auteurs restent évasifs sur le sujet. D'abord, la chapelle de la Vierge aurait été construite au sud de la base du clocher et du chœur. Ensuite, une nouvelle nef accompagnée d'un collatéral auraient été bâties. Rien n'indique que ces dernières parties ont jamais été voûtées d'ogives. Comme le montrera le descriptif de l'intérieur de l'église, la datation des différents éléments n'est pas toujours évidente, et bien peu d'éléments peuvent être datés du XVIe siècle avec certitude : ce sont le portail et les grandes arcades. L'origine romane du mur septentrional de la nef n'est pas non plus exclue. — En 1857, le tombeau de Christine-Éléonore Boyer, première épouse de Lucien Bonaparte, est transférée du parc du château du Plessis-Chamant (sur la même commune) dans la chapelle de la Vierge de l'église. Le décor architecturé de la plaque funéraire est conçu par Eugène Viollet-le-Duc à la demande de l'empereur Napoléon III. Puis, l'ensemble de l'église est restaurée entre 1863 et 1877 grâce à la générosité de l'empereur. Comme l'indique la plaque commémorative dans la base du clocher, ces travaux sont dirigés par l'architecte-décorateur Philippe Bruslé, de Senlis. Ils dénaturent malheureusement le caractère de la nef et du collatéral, dont les fenêtres sont refaites, et dont le plafond plat (noté par Louis Graves) est remplacé par de fausses voûtes d'ogives plates, inspirées du style gothique perpendiculaire anglais. On trouve les mêmes voûtes dans le bas-côté de Mont-l'Évêque. Le décor peint et la polychromie architecturale sont du plus pur style troubadour. La chapelle baptismale et la tribune à l'ouest de la nef sont probablement ajoutées lors de la restauration ; aucun auteur n'en tient compte. Autour de 1900, l'église est repeinte grâce aux dons de plusieurs bienfaitrices. Ce sont leurs armes qui décorent les clés de voûte de la nef. Dans la première travée, l'on voit le blason de Mme Joachim Lefèvre, qui est issue des marquis de Sourdis. Les autres blasons n'ont pas pu être identifiés par Raymond Poussard. L'église Notre-Dame est classée aux monuments historiques par arrêté du 4 mai 1921. Elle est endommagée par les bombardements sous les combats de Libération fin août 1944. Le portail méridional est restauré avec talent par un artisan local en 1979, et les vitraux sont restaurés grâce aux reliquats des dommages de guerre alloués à la commune.

## Description

### Aperçu général

Plan de l'église.

Régulièrement orientée, l'église se compose d'une nef de quatre travées accompagnée d'un unique collatéral au sud ; de la base du clocher tenant lieu de première travée du chœur liturgique ; d'un chœur rectangulaire d'une seule travée ; de la chapelle de la Vierge de deux travées, située à la suite du collatéral sud, au sud de la base du clocher et du chœur ; et de la chapelle des fonts baptismaux devant la première travée du collatéral proprement dit. La sacristie occupe l'angle entre le chevet de la chapelle de la Vierge et le mur méridional du chœur. Une tribune occidentale forme une travée supplémentaire sans rez-de-chaussée. La base du clocher est voûtée d'arêtes. La chapelle de la Vierge possède deux voûtes d'ogives de la première moitié du XVIe siècle. Les autres voûtes sont des fausses voûtes néogothiques. L'église ne possède qu'un unique accès, en l'occurrence le portail méridional dans la seconde travée du collatéral sud. La structure des toitures est d'une grande simplicité, car les deux vaisseau sont munis d'un toit unique à deux rampants dans le sens longitudinal, avec un décrochement au niveau de la chapelle de la Vierge.

### Intérieur

#### Nef et collatéral

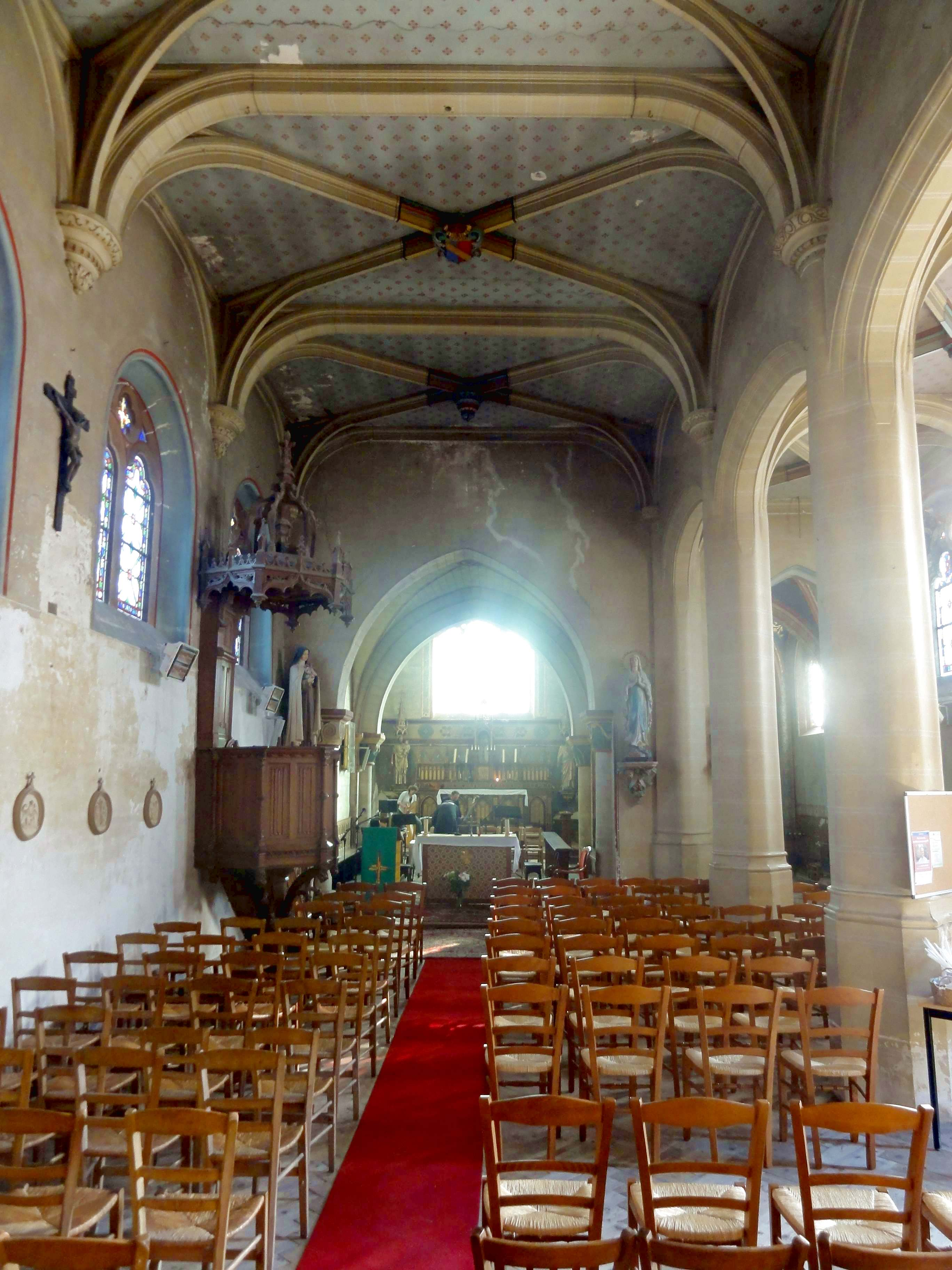
Nef, vue vers l'est.

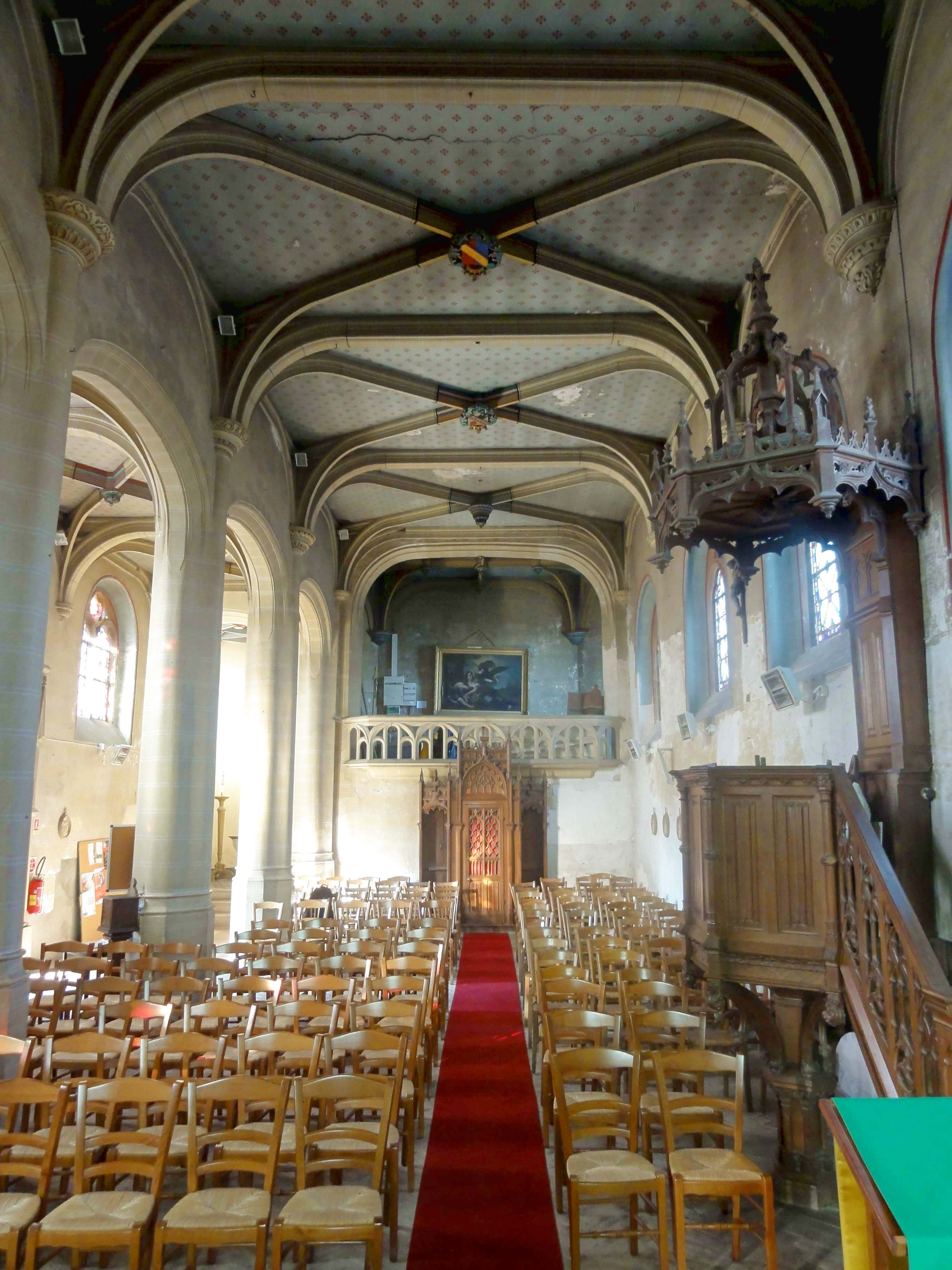
Nef, vue vers l'ouest.

La nef est séparée du collatéral par quatre grandes arcades en anse de panier, aux moulures prismatiques, qui prennent appui sur des piliers ondulés à quatre renflements, avec des plinthes moulurées comme bases, et des socles dodécanaux. Ces arcades reflètent le style gothique flamboyant, mais dans la région, l'emploi de l'anse de panier est réservé aux portails à la période flamboyante. Il semble donc que les arcades sont une création de l'architecte Bruslé, d'autant plus que leur profil réapparaît sur les arcs-doubleaux du collatéral de la nef, qui font partie des voûtes conçues par Bruslé. L'architecte aurait toutefois pu calquer le profil des doubleaux sur celui des grandes arcades. Si l'authenticité des arcades est douteuse, on ne peut pas dire la même chose des piliers, qui sont tout à fait conforme à l'esprit de l'art flamboyant dans la région. On trouve des piliers ondulés semblables à Avrechy, Baron, Neuilly-sous-Clermont, Sarcelles et Vétheuil, par exemple. Plus fréquents encore sont les piliers ondulés à huit renflements. Quant aux plinthes moulurées, elles représente la forme la plus courante des bases pendant la première moitié du XVIe siècle. Une particularité est le faible écart entre la hauteur de la nef et celle du collatéral, ce qui est un trait partagé avec l'église de Pont-Sainte-Maxence. Un éclairage équilibré des deux vaisseau est ainsi assuré. Par ces dispositions, la nef et le collatéral de Chamant ne manquent pas d'élégance, mais la forme aplatie des voûtes trahit que l'on est confronté à un pastiche architectural quelque peu inabouti : on voit bien qu'il s'agit de plafonds plats, contre lesquels des doubleaux, ogives et doubleaux ont été plaqués. Les nervures des voûtes retombent sur des culs-de-lampe au droit des murs, et sur des chapiteaux au sud de la nef. Ces chapiteaux sont reliés par une ondulation aux piliers des grandes arcades, conformément au style flamboyant. Les corbeilles des culs-de-lampe et chapiteaux sont de style néo-Renaissance, et décorées de feuillages et d'oves sur deux ou trois rangs, séparés par des moulures.
Les élévations latérales de la nef et du collatéral se caractérisent par le très haut soubassement des fenêtres, et les proportions trapues des baies, dont la hauteur des piédroits ne dépasse pas la largeur. Si ces proportions ne sont pas inhabituelles à la période flamboyante, comme on peut le constater à Blaincourt-lès-Précy, La Chapelle-en-Serval et au Thillay, par exemple, le maître de l'œuvre de l'époque aurait certainement opté pour des proportions plus élancées si la hauteur des murs l'aurait permis, comme l'illustrent parfaitement le chœur de Mont-l'Évêque, mais aussi la plupart des autres églises flamboyantes des environs. En ce qui concerne l'arc en plein cintre, il réapparaît déjà occasionnellement à la fin de la période flamboyante, à l'approche de la Renaissance, mais le remplage se base alors sur des formes plus simples, et ne s'inspire pas des motifs de type gothique rayonnant. Or, en l'occurrence, le remplage se compose de deux lancettes à têtes tréflées, surmontées d'un quadrilobe et de deux écoinçons ajourés. On note l'épaisseur considérable des meneaux, et l'absence de bases moulurées. Ces caractéristiques ne coïncident pas avec la période de construction supposée du collatéral, soit le second quart du XVIe siècle. Des quadrilobes sont parfois utilisées au tout début de la période flamboyante, comme dans le bas-côté nord de Viarmes, mais pas en union avec l'arc en plein cintre. L'on a vraisemblablement affaire à des créations néogothiques de Philippe Bruslé. Les uniques éléments proprement flamboyants à l'intérieur de la nef et du collatéral seraient alors les piliers des grandes arcades. Le réseau plaqué au-dessus du portail ; la balustrade ajourée de la tribune ; l'ensemble de la travée au-dessus de la tribune ; ainsi que la chapelle des fonts baptismaux datent de toute évidence des années 1863-77. La chapelle est de plan pentagonal, et possède un plafond plat décorée de liernes et tiercerons.

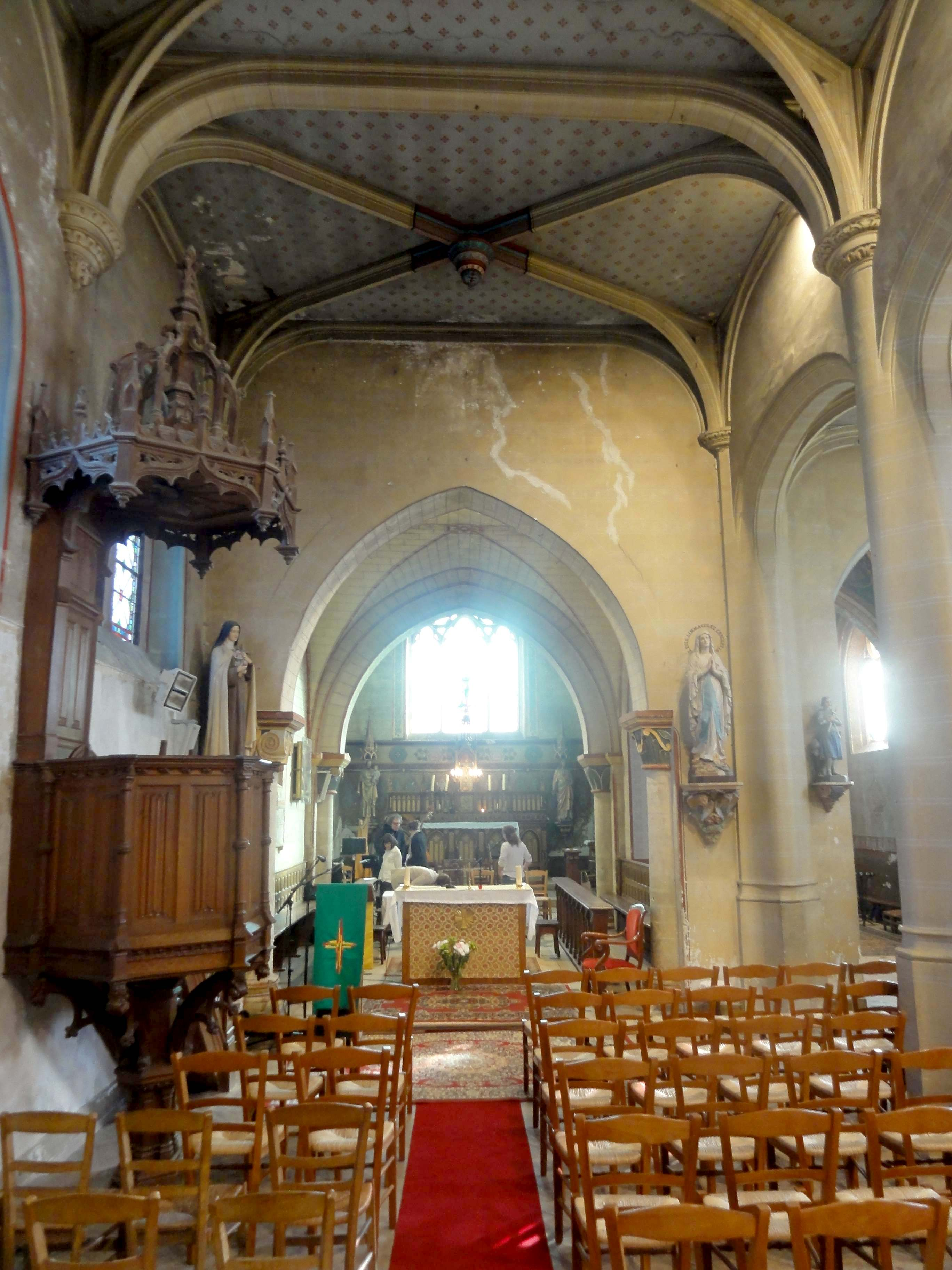
Nef, vue vers l'est.
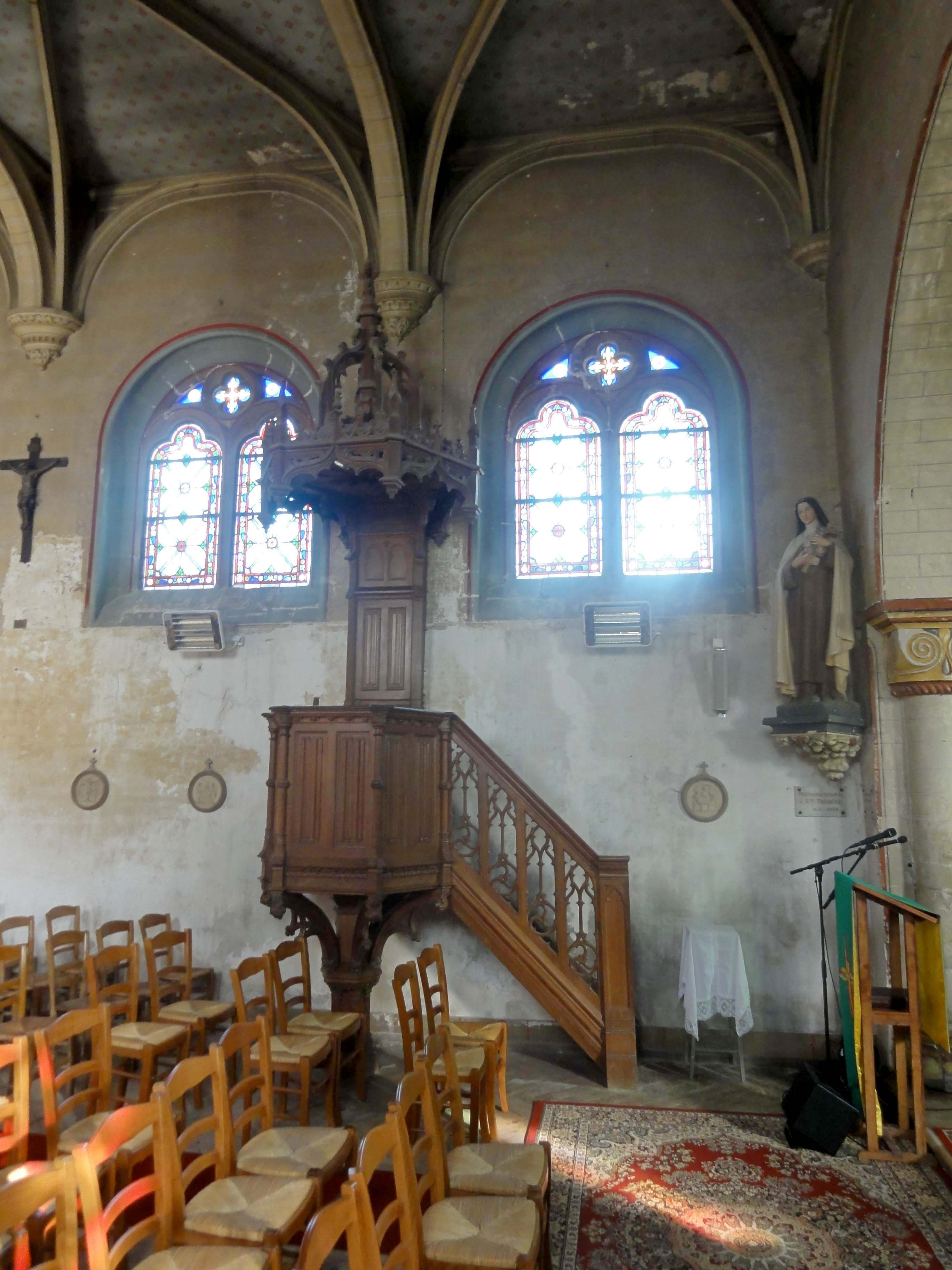
3e et 4e travée, côté nord.
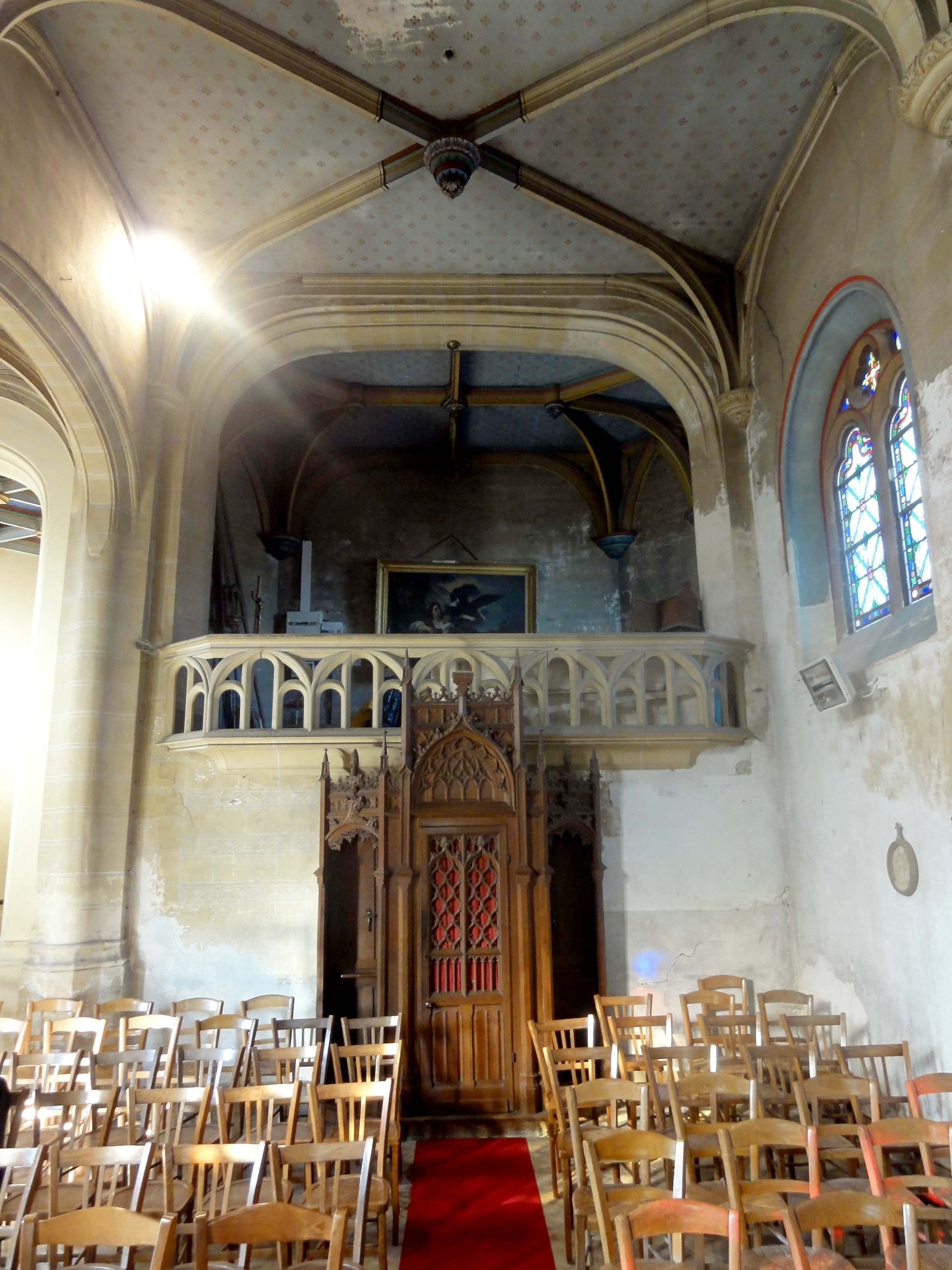
Nef, vue vers l'ouest.
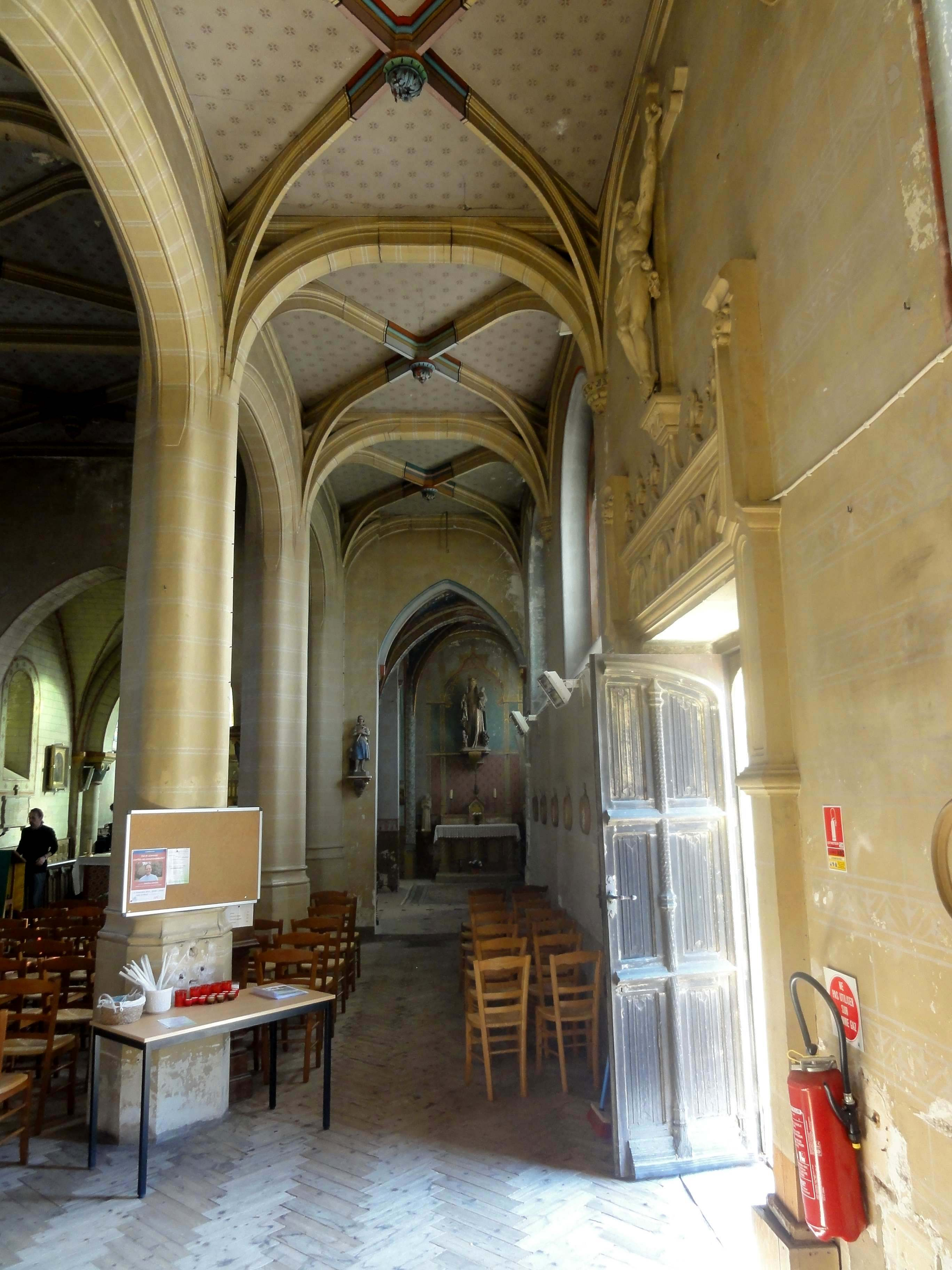
Collatéral, vue vers l'est.
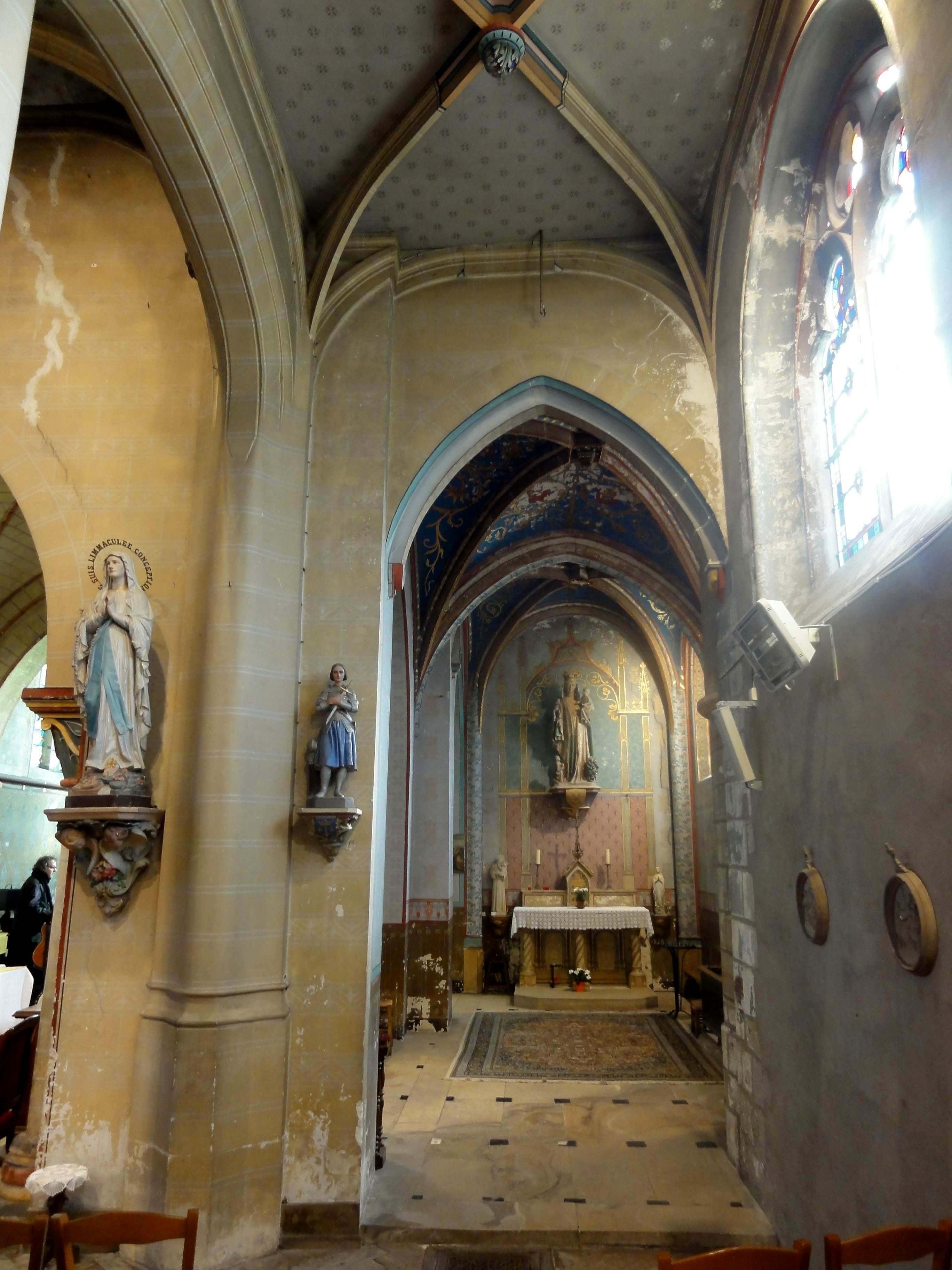
Collatéral, vue vers l'est.
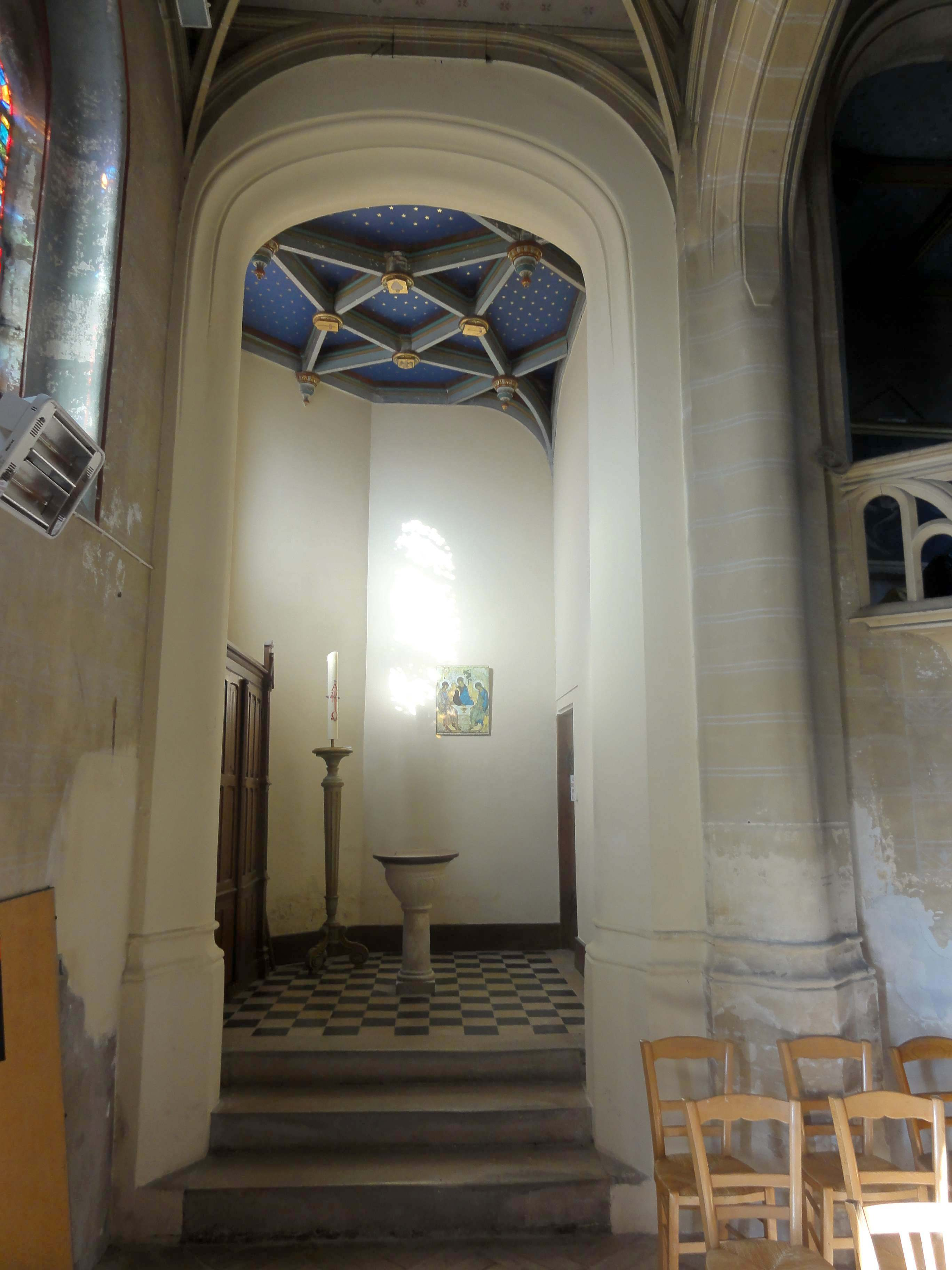
Chapelle baptismale.

#### Base du clocher

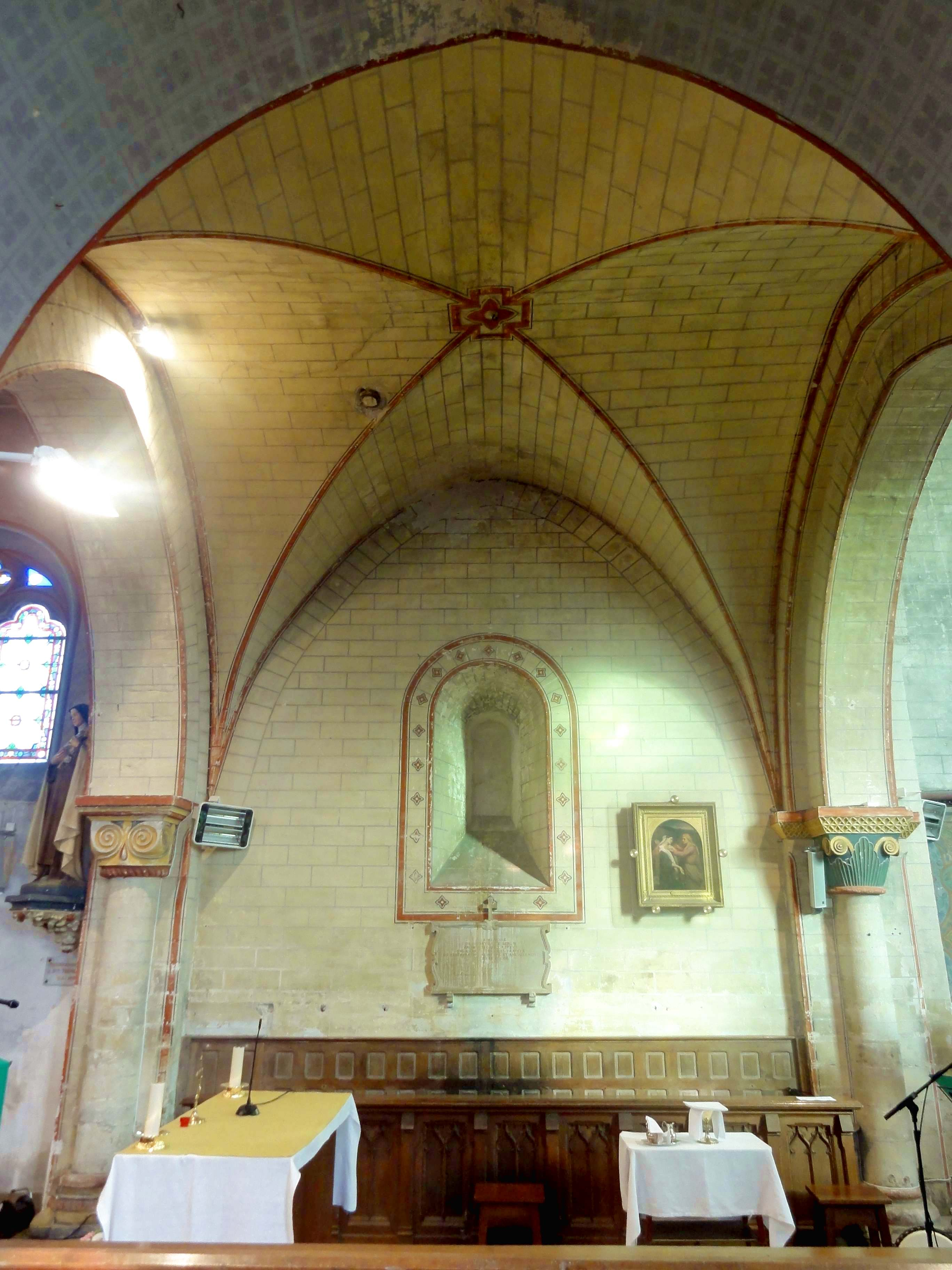
Base du clocher, vue vers le nord.

La base du clocher communique avec la nef et avec la seconde travée du chœur par des arcades en tiers-point non moulurées, dont celle vers la nef est à simple rouleau, tandis que celle vers le chœur gothique est à double rouleau. Les auteurs anciens ne prennent pas note du tracé en arc brisé de ces arcades, qui sont pourtant authentiquement romanes, comme l'indiquent les chapiteaux et tailloirs des colonnes engagées sur lesquelles elles reposent. Or, l'arc brisé n'apparaît pas dans la région avant les années 1120 ou le second quart du XIIe siècle, plus ou moins simultanément dans la nef de Villers-Saint-Paul, le transept de Rieux et dans le chœur de Morienval. C'est donc ce constat qui devrait permettre à Dominique Vermand d'affirmer que la construction de l'église n'a pas commencé avant la fondation de la paroisse en 1129. Le profil déjà relativement complexe des tailloirs de l'arc triomphal vers la nef parle également en faveur d'une date déjà avancée dans le XIIe siècle, alors qu'au sud de l'arcade vers le chœur gothique, le tailloir se limite à une plate-bande et un chanfrein, comme au niveau des baies du clocher (voir ci-dessus), ce qui paraît particulièrement archaïque. En face au nord, le tailloir est sculpté de deux rangs de losanges et de triangles excavés. De différentes variantes d'un tel décor géométrique simple se rencontrent dans les nefs de Cinqueux et Rhuis, sous le clocher-porche de Morienval, et sous les clochers de Saint-Maximin et Saint-Vaast-de-Longmont, par exemple. Aucun de ces exemples n'est beaucoup postérieur à 1100, et à Chamant, la sècheresse, les arêtes vives et les fonds plats des formes semblent trahir une réfection moderne. En plus, le motif n'apparaît pas sur les tailloirs du rouleau supérieur de l'arcade.
Les chapiteaux sont réservés aux rouleaux inférieurs des arcades. Les tailloirs des rouleaux supérieurs retombent directement sur des piliers carrés aux arêtes chanfreinées. Les quatre corbeilles des chapiteaux sont tous différents, et présentent des motifs plus ou moins complexes : Au sud-est, l'on trouve des feuilles plates appliquées, à raison d'une par angle et d'une par face. Au sud-ouest, d'étroits godrons sont surmontés de fines volutes disposées diagonalement, qui se rencontrent aux angles. Deux feuilles simples occupent la partie supérieure de la face frontale. Au nord-est, en dessous du tailloir refait, les feuilles plates appliquées sont traitées à la façon de godrons, ce qui paraît comme une version simplifiée des palmettes, et les volutes d'angle prennent la forme de grosses spirales. Au nord-ouest, les spirales sont encore plus grandes, et sculptées en négatif. Elles cantonnent ce qui apparaît comme une goutte d'eau ou une larme au milieu de la face frontale. L'astragale est ici torsadée. Pour venir aux bases, elles sont également différentes à l'ouest et à l'est de la base du clocher, et le profil est plus complexe à l'ouest, ce qui est aussi le cas des tailloirs. À l'ouest, le profil se compose, du haut vers le bas, d'un gros boudin ; d'un cavet entre deux filets ; et d'un quart-de-rond. Les angles sont flanqués de griffes mutilées. À l'est, le profil se compose d'un petit boudin, d'un cavet, et d'un gros boudin. Ce ne sont non seulement les supports qui font l'intérêt de la base du clocher, mais aussi sa voûte d'arêtes, « dont l'authenticité est probable et constitue l'un des derniers et rares exemples de voûte romane dans une région où la voûte d'ogives apparaît très tôt ». La tour Saint-Rieul de Louvres possède également de telles voûtes d'arêtes tardives en tiers-point, qui sont même pourvues de formerets toriques. Si d'autres voûtes romanes existent sous les clochers de certaines églises des environs (Villers-Saint-Frambourg, Deuil-la-Barre, Duvy, etc.), et dans certains chœurs, ce sont souvent des voûtes en berceau. L'authenticité des voûtes d'arêtes de Bruyères-sur-Oise et Saint-Maximin n'est pas certaine. À Rhuis, l'on trouve un spécimen de la seconde moitié du XIe siècle. Un autre élément authentiquement roman est la petite fenêtre latérale au nord. Aujourd'hui bouchée, elle est en plein cintre et largement ébrasée. L'arcade méridionale vers la première travée de la chapelle de la Vierge a probablement été percée dans le mur au moment de l'adjonction de la chapelle. Cette arcade n'est pas moulurée, et dépourvue de supports.

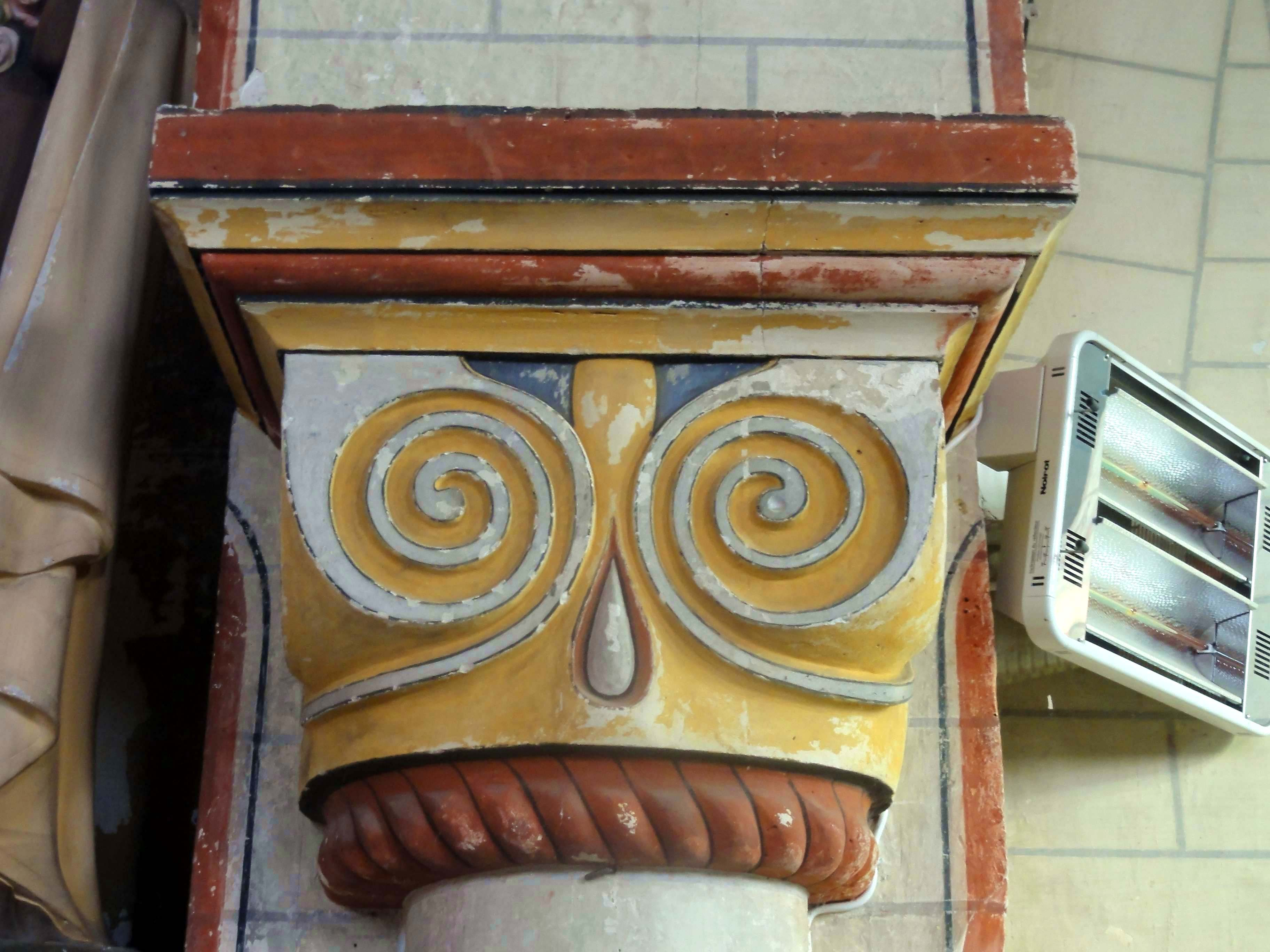
Chapiteau nord-ouest.
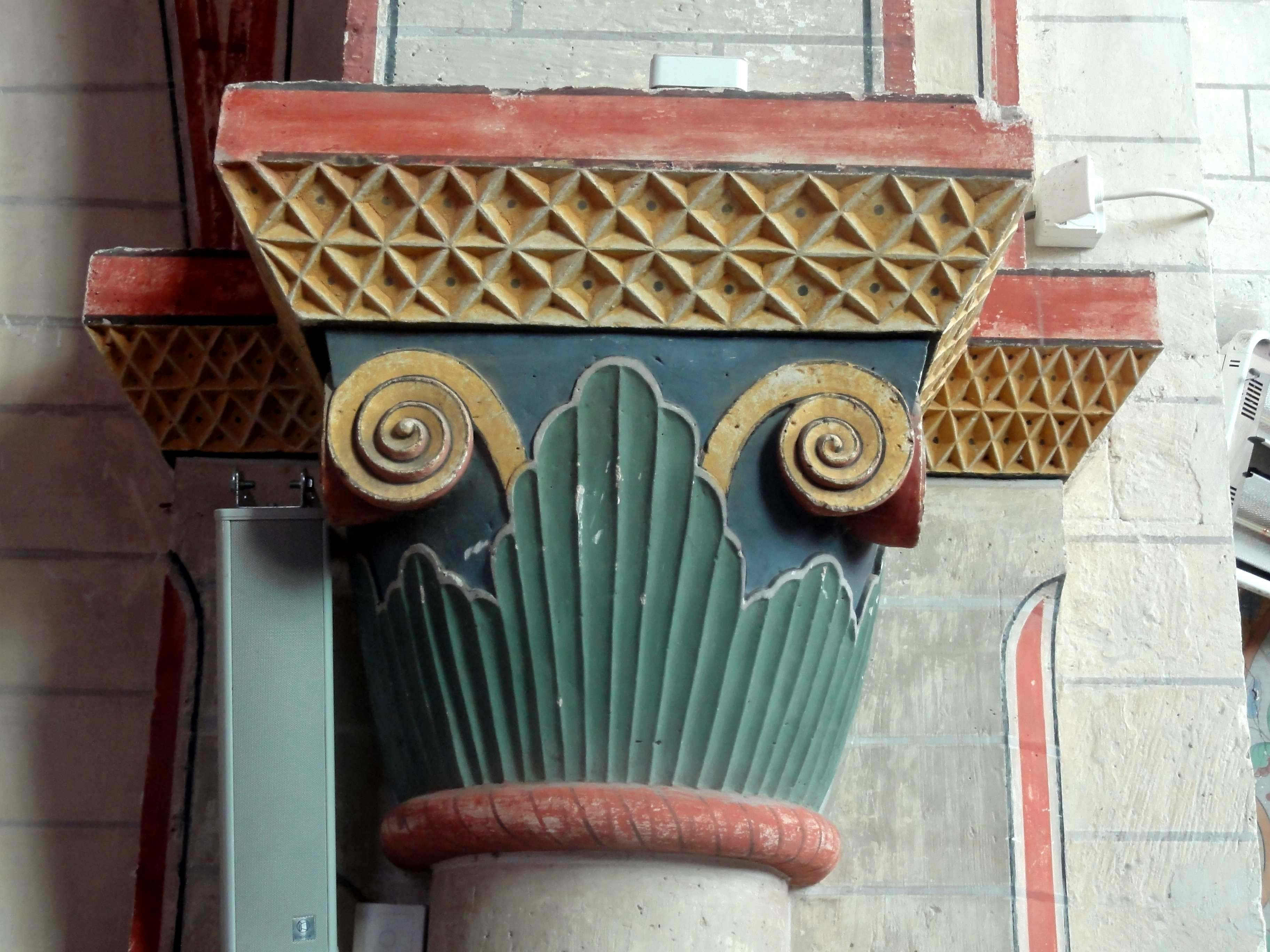
Chapiteau nord-est.
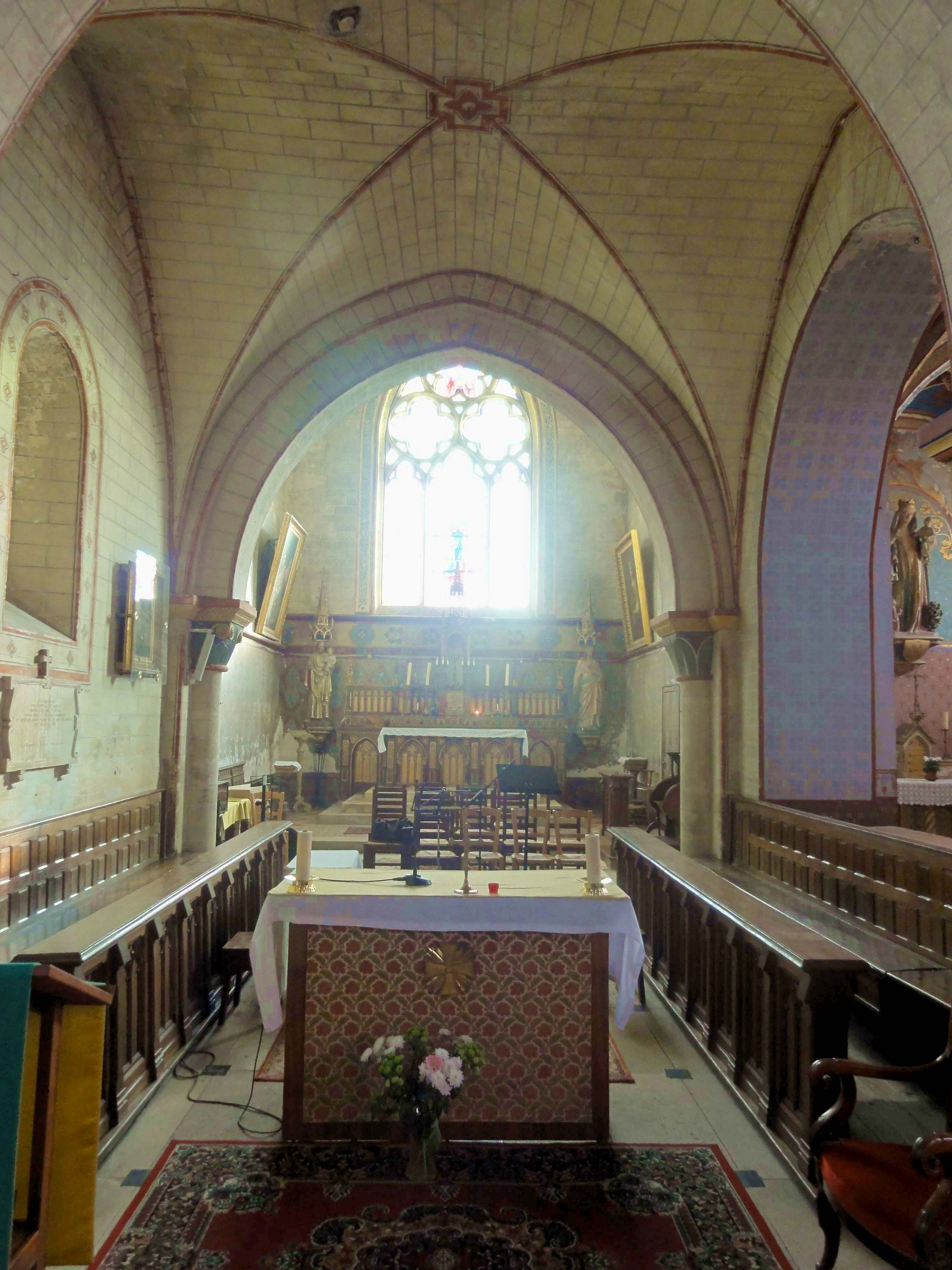
Vue vers l'est.
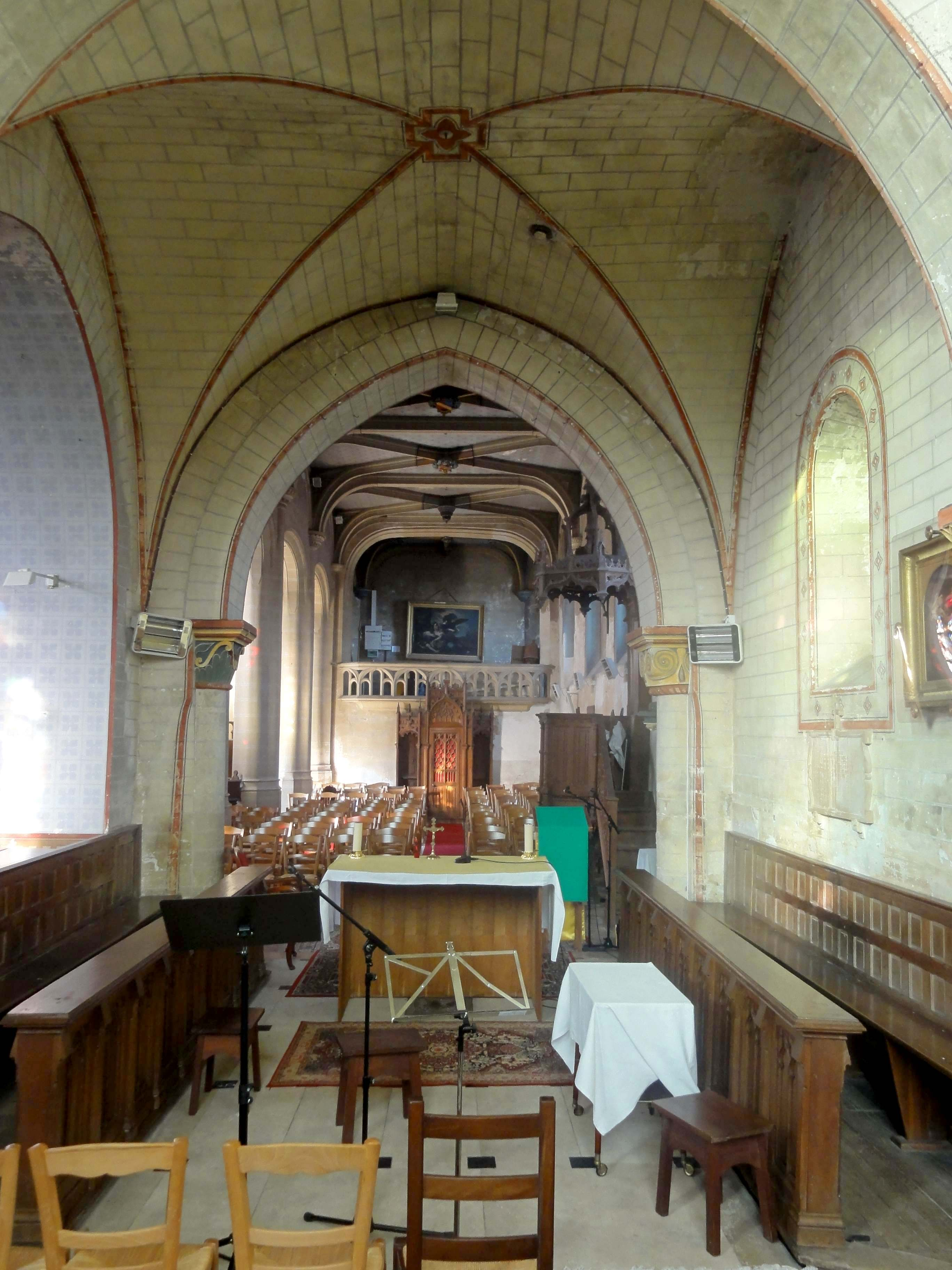
Vue vers l'ouest.
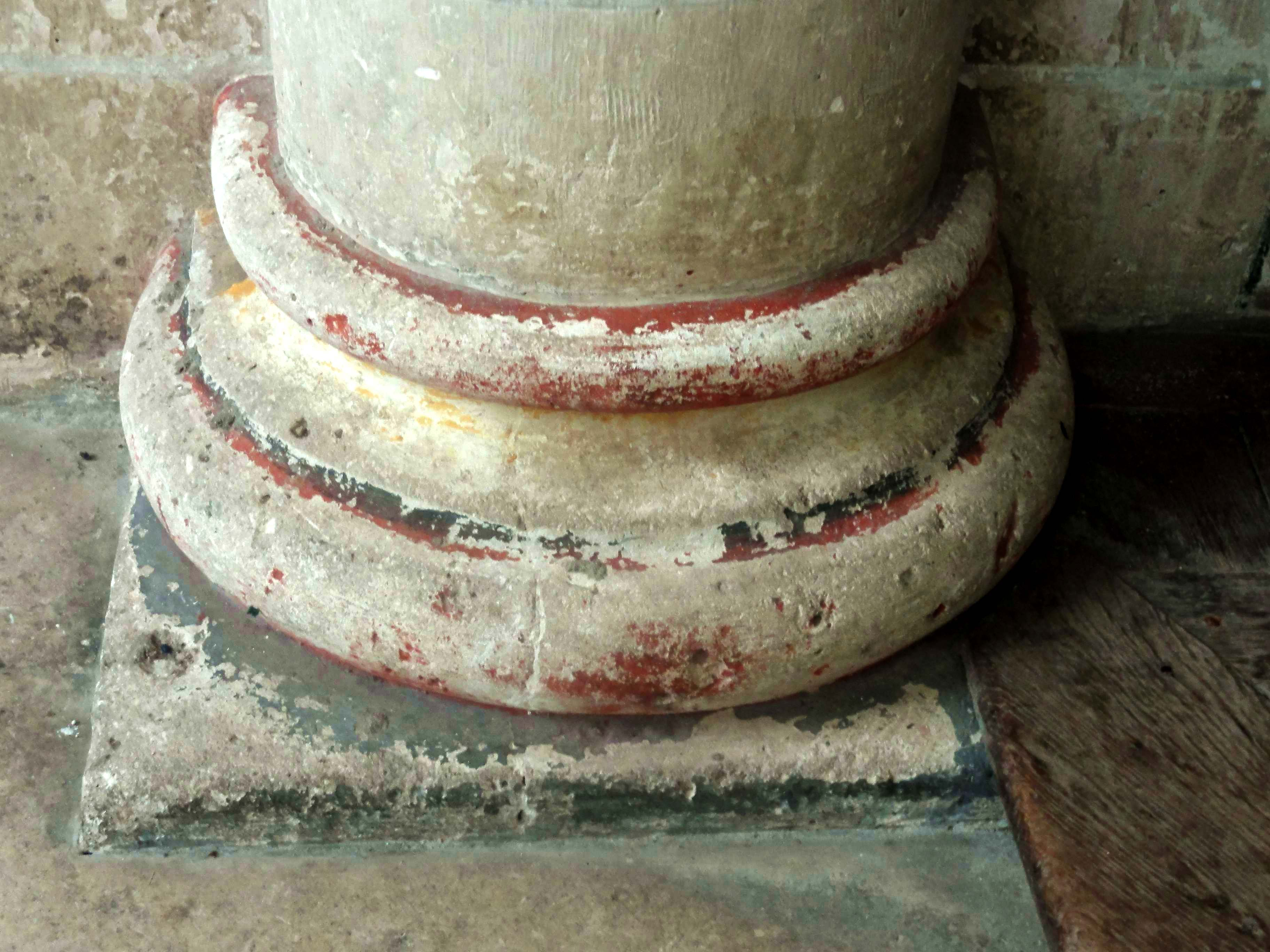
Base de colonne sud-est.
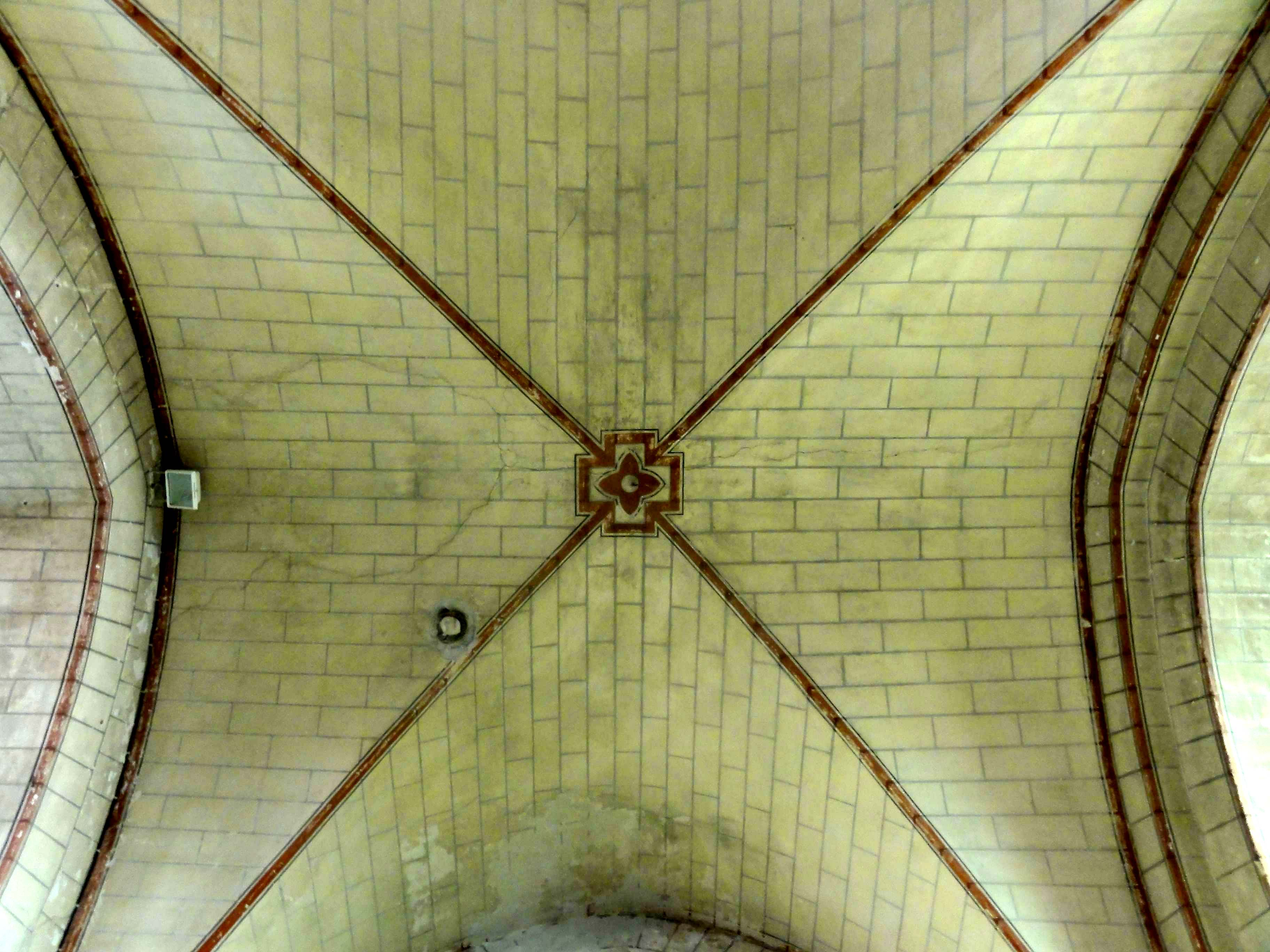
Voûte d'arêtes.

#### Chapelle de la Vierge

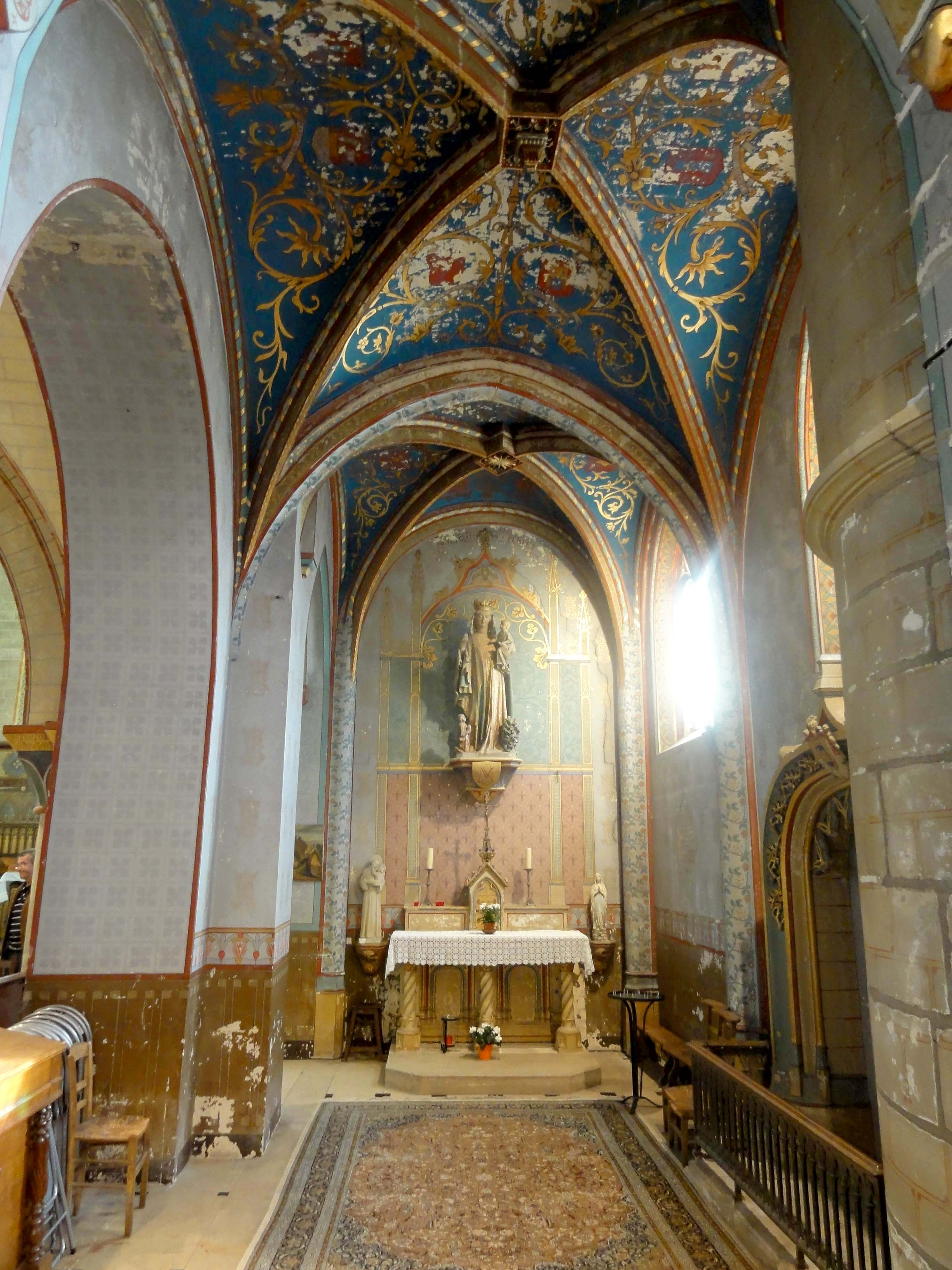
Vue vers l'est.

Dans la chapelle de la Vierge, les peintures murales du plus pur style troubadour sont particulièrement exubérantes, et effacent de quelque sorte le langage de l'architecture. La raison de la richesse décorative est double : la présence de la sépulture de Christine Bonaparte dans la première travée, et l'importance du culte marial. Les deux travées de la chapelle sont inégales, et moins élevées que le collatéral de la nef. L'on entre dans la chapelle par une arcade en tiers-point, depuis le collatéral. La mouluration se limite à l'arc. Elle évoque les grandes arcades et doubleaux des parties orientales. Les deux consoles fantaisistes confirment son caractère néogothique. Au nord, la première grande arcade ouvre sur la base du clocher, et n'est pas moulurée. La seconde grande arcade ouvre sur le chœur gothique, et a été soumise à la même transformation néogothique que son homologue à l'ouest. Le chœur gothique étant plus large que la base du clocher, la seconde grande arcade est placée en avant, ce qui implique un ressaut dans le pilier entre les deux arcades, et une largeur réduite de la seconde travée de la chapelle. Son chevet est aveugle, ce qui évite de devoir contempler la belle statue de la Vierge à l'Enfant à contre-jour. Au sud, la chapelle est éclairée par deux baies en tiers-point, qui sont munies d'un remplage de deux lancettes surmontées d'un oculus. La fenêtre de la seconde travée est plus large, et les lancettes sont en plein cintre. Les meneaux affectent une modénature chanfreinée. Au moins la première fenêtre pourrait aussi bien dater du XIVe siècle que du XVIe siècle. C'est dans l'allège que le petit monument funéraire a été aménagé. Dans l'angle sud-ouest près de l'arcade vers le collatéral, l'on trouve une tourelle d'escalier cylindrique, qui fait également saillir à l'extérieur. Pour venir au voûtement, il fait appel à des ogives au profil prismatique aigu ; un doubleau en arc brisé dont le profil complexe comporte au milieu un boudin ; et à des formerets tantôt en arc brisé, tantôt en plein cintre, ce qui est le cas au chevet. Dans les angles près du chevet et au sud du doubleau, les nervures se fondent dans des piliers à une seule ondulation. Tous ces caractéristiques donnent à penser que les voûtes datent entièrement de la première moitié du XVIe siècle. Seulement les clés de voûte sont susceptibles d'être néogothiques, car ne rappelant rien qui existe dans les autres églises de la région.

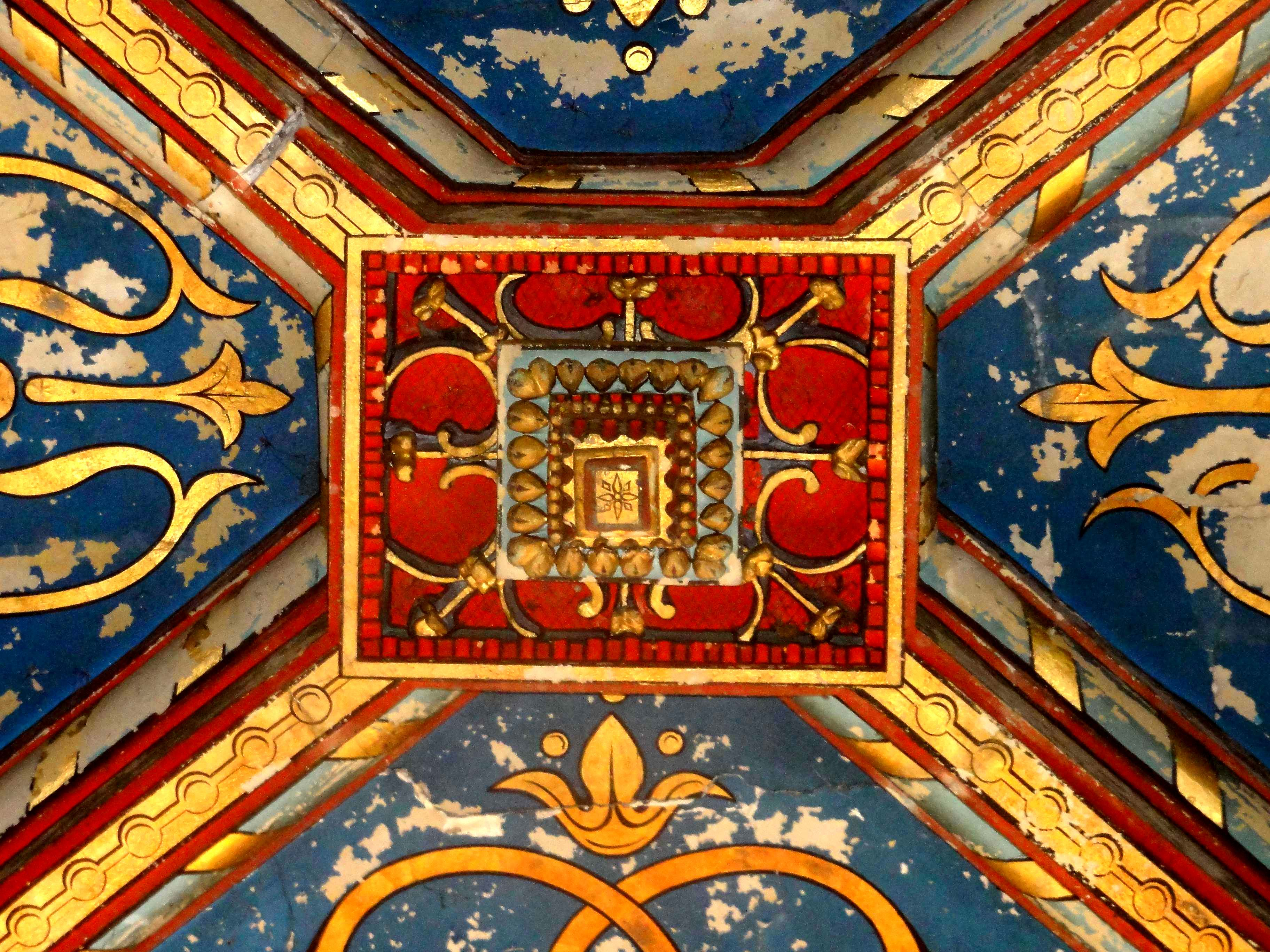
Clé de voûte de la 1re travée.
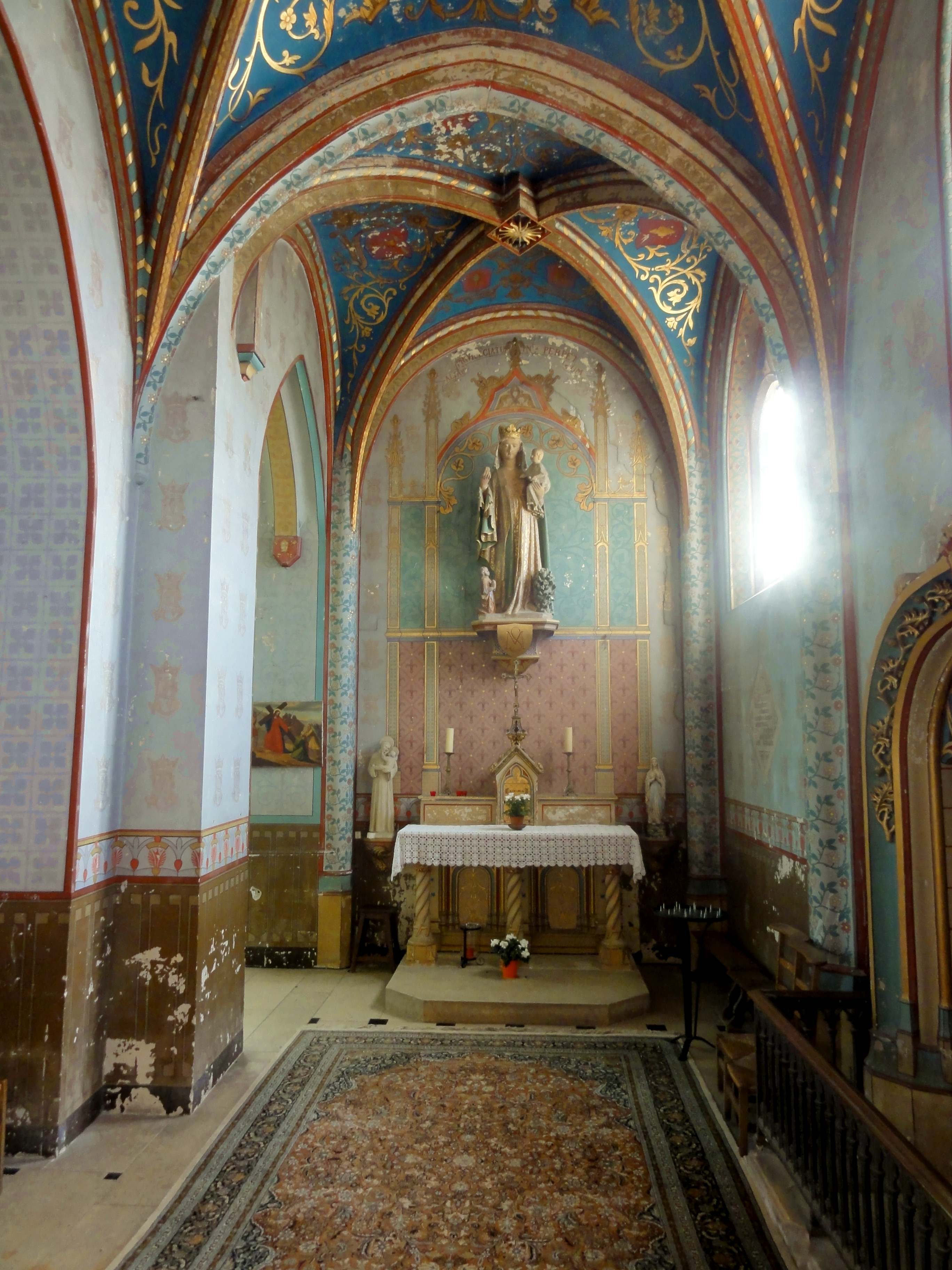
Vue vers l'est.
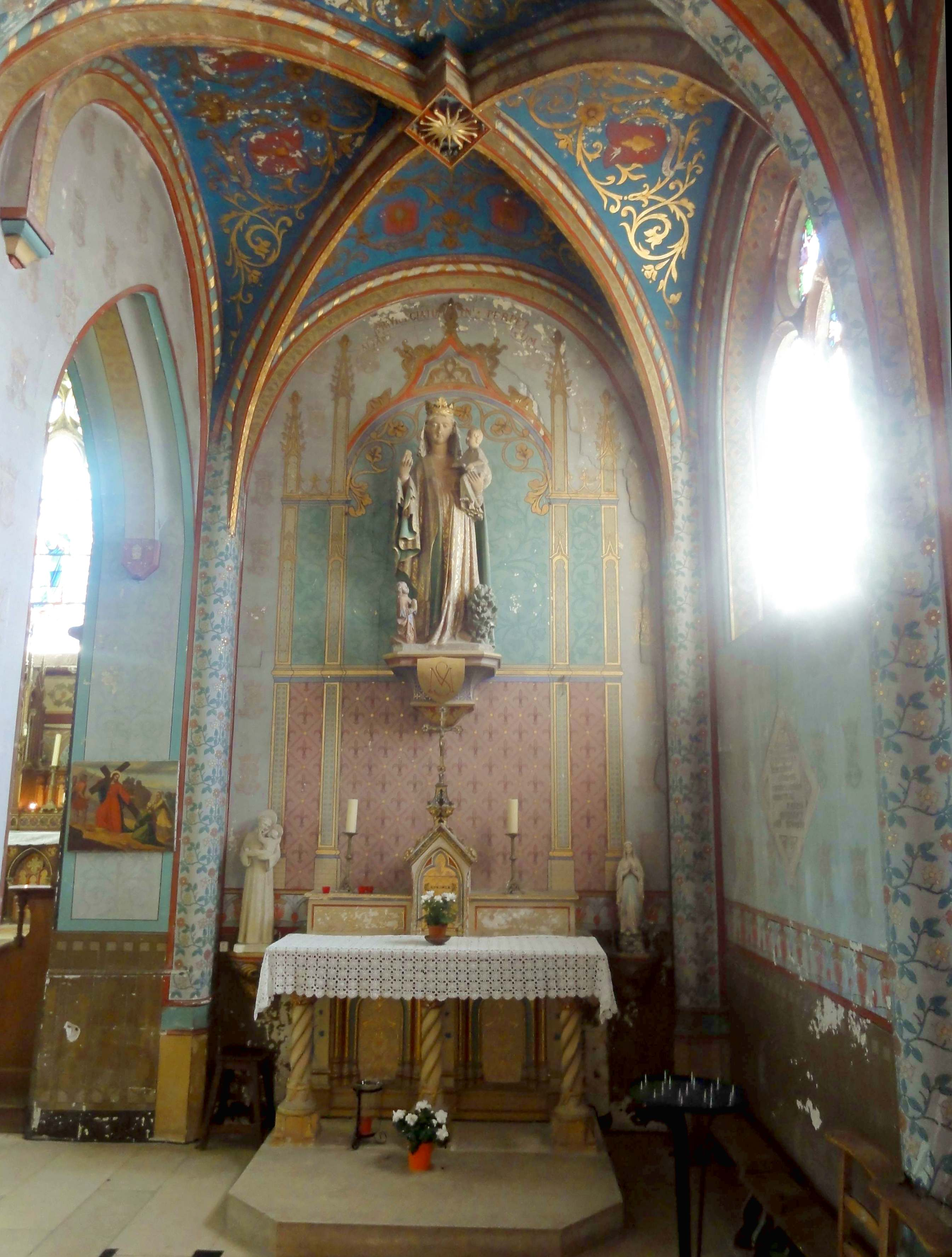
Chevet.
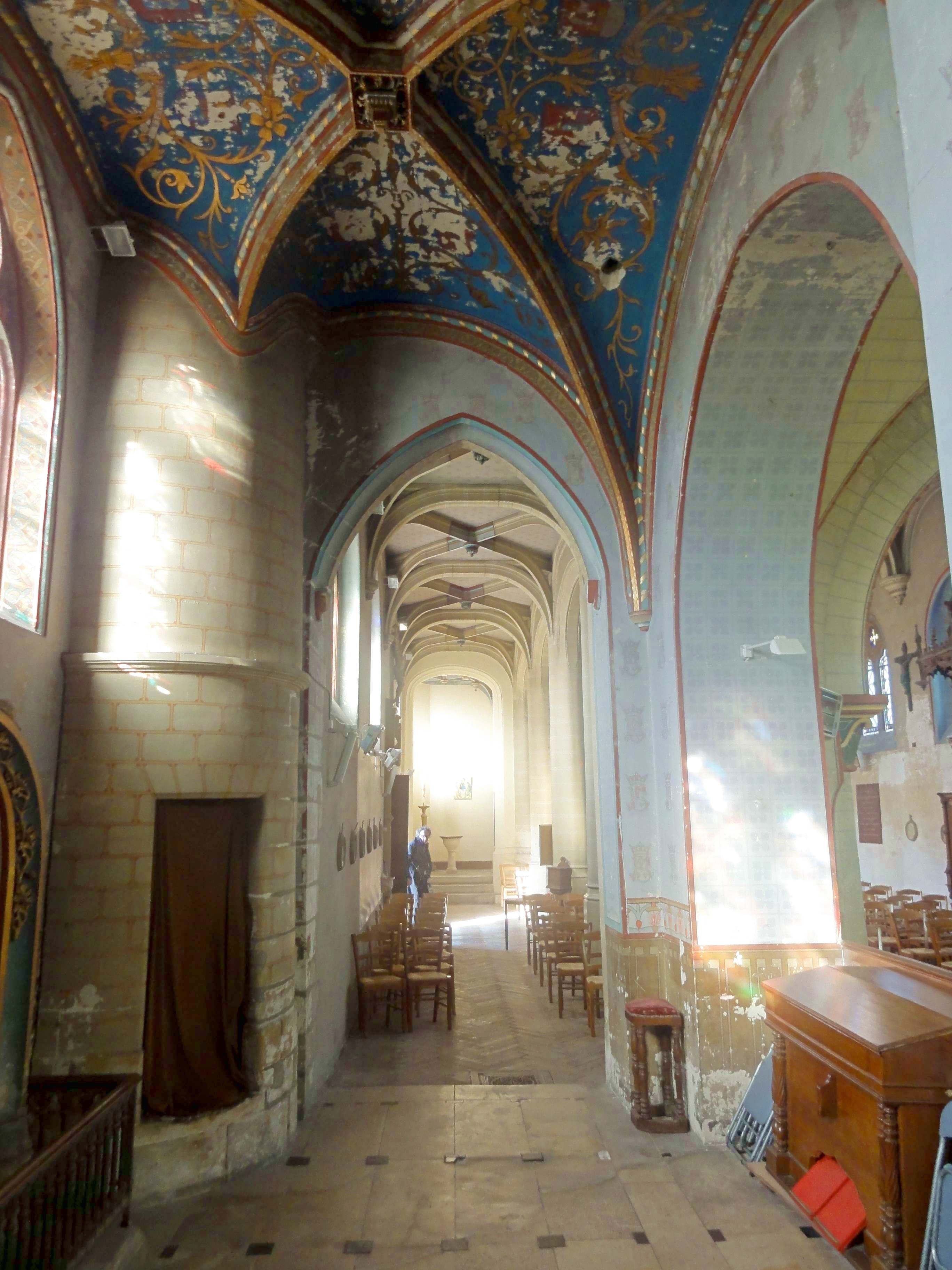
Vue vers l'ouest.
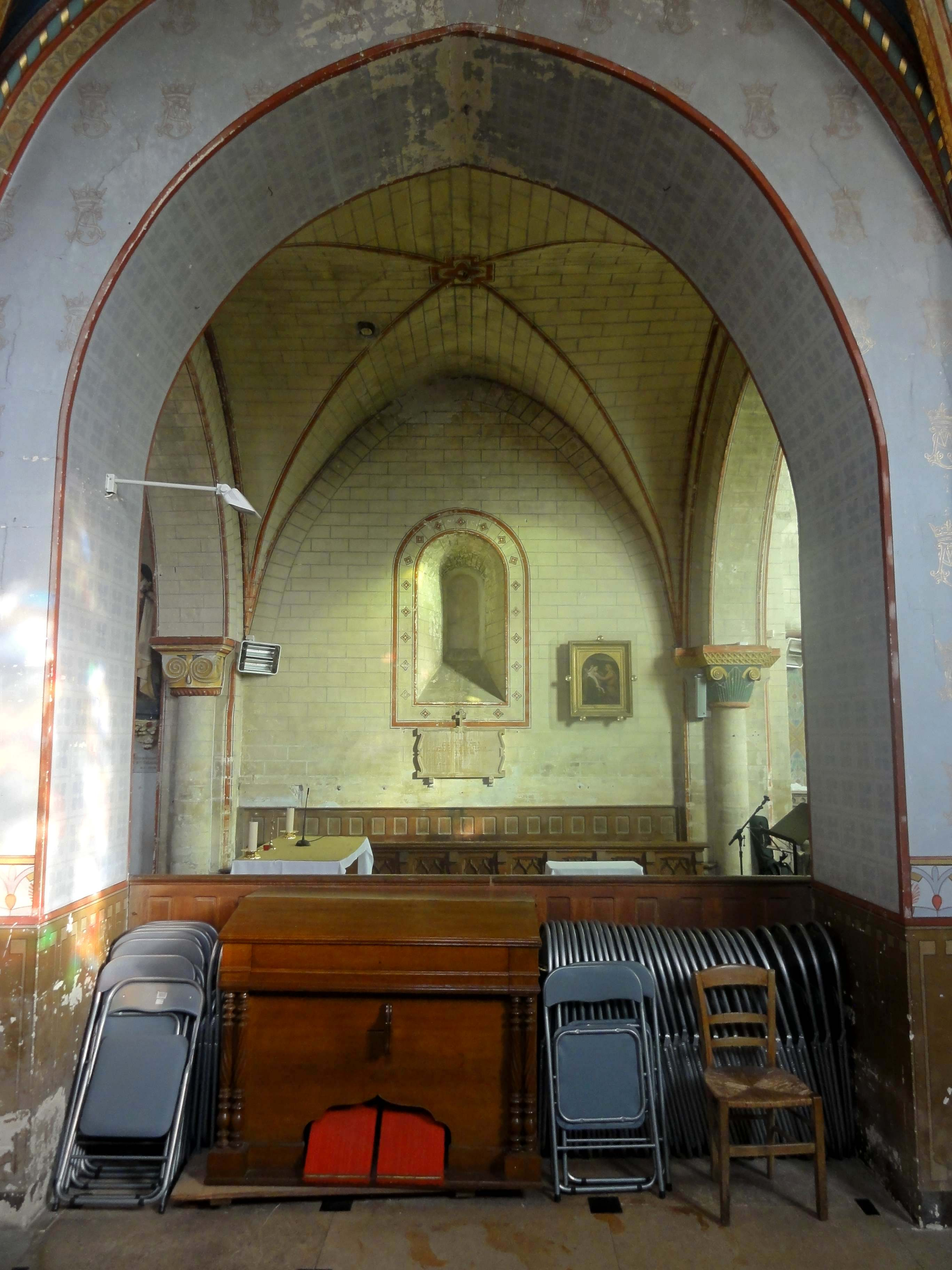
Vue vers le nord dans la base du clocher.
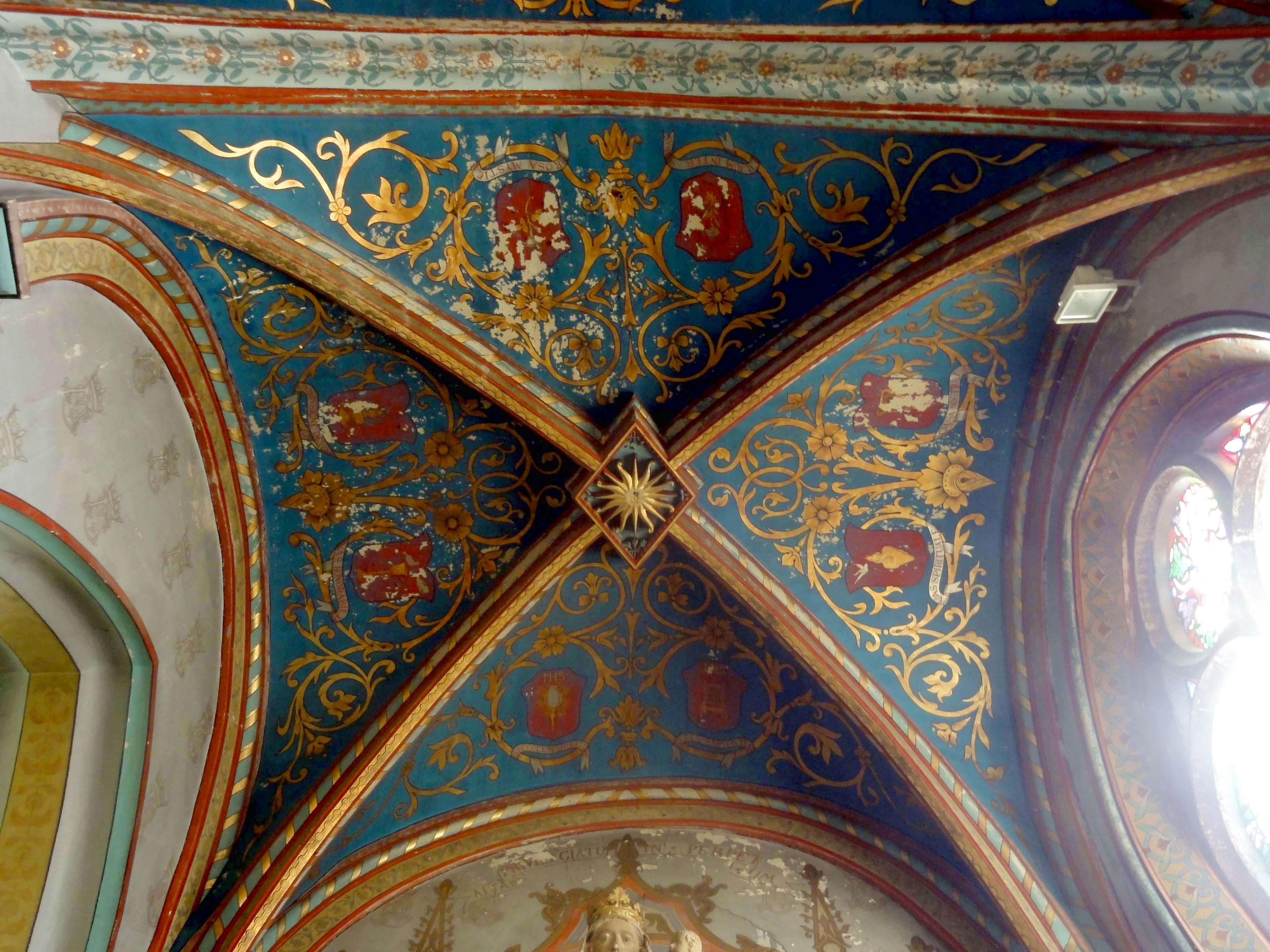
Voûte de la 2e travée.

#### Chœur

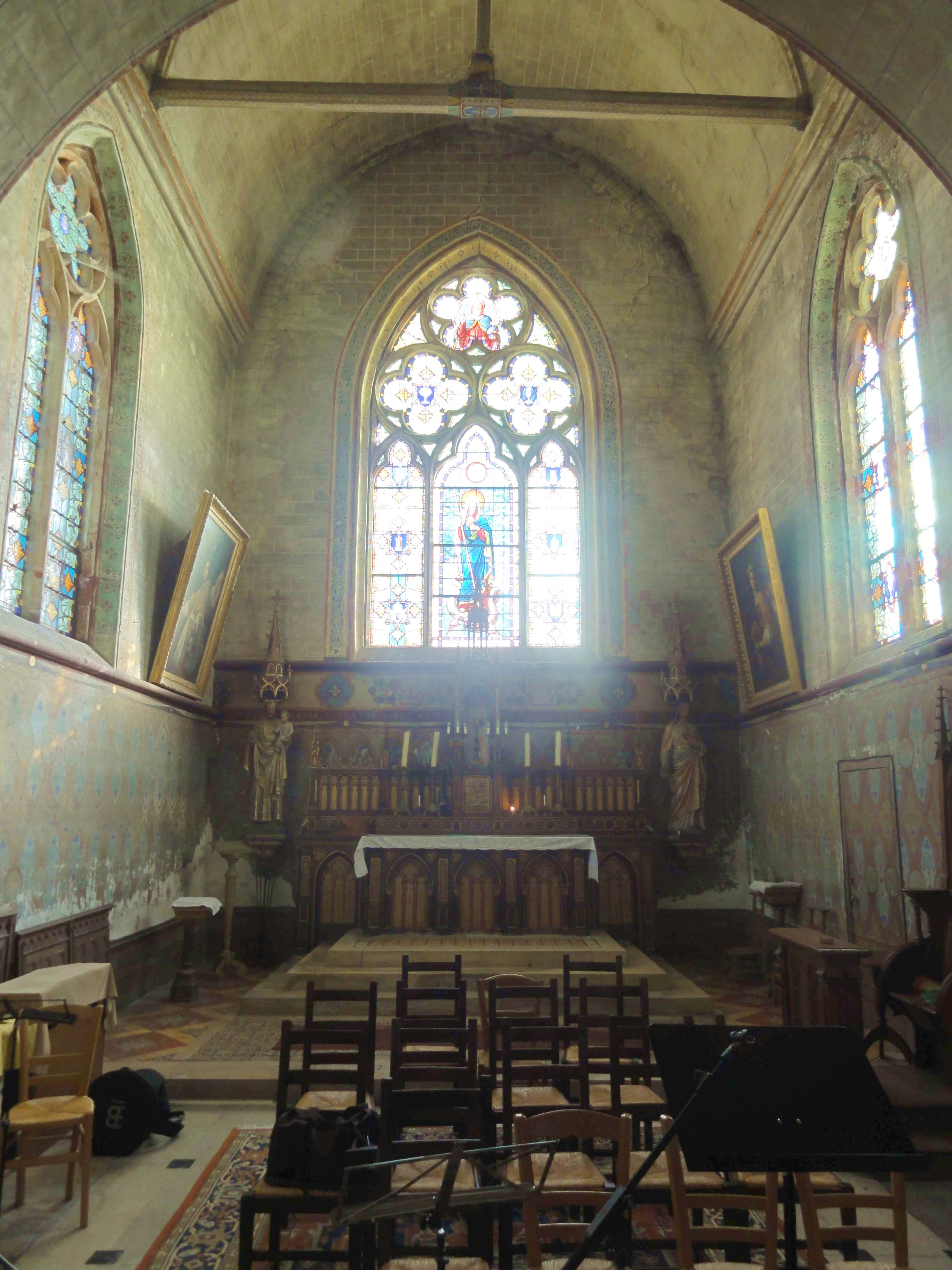
Chœur, vue vers l'est.

Le chœur est nettement plus élevée que la base du clocher, et également plus élevée que la nef. Il communique avec la base du clocher par l'arcade romane à double rouleau déjà décrit, qui est flanquée de deux contreforts plats. Ils ont été arasés jusqu'à mi-hauteur, sans doute afin de donner assez de largeur à l'arcade ouvrant dans la seconde travée de la chapelle de la Vierge, et par souci de symétrie au nord. Malgré l'existence de la chapelle, la fenêtre méridionale du chœur n'est pas obturée. Si l'on ne tient pas compte du décor peint des années 1863-77, le chœur est une simple salle rectangulaire, dont la vocation liturgique en tant que sanctuaire n'est soulignée que par le soin apporté au remplage des fenêtres. Un tore marque la limite des allèges. Il se situe plus haut au chevet que sur les élévations latérales. La fenêtre du chevet est plus large et plus élevée que les fenêtres latérales, et son sommet est situé plus haut que la limite des murs gouttereaux. Cette particularité dément l'existence ancienne d'une voûte d'ogives, car la partie supérieure de la baie aurait d'emblée été cachée par la voûte. De même, il n'y a pas de trace de supports d'une voûte. C'est Jean-Pierre Trombetta qui parle le premier de la suppression de la prétendue voûte. Dans sa brève étude de l'église, il s'intéresse uniquement aux réseaux des fenêtres du chœur. Raymond Poussard s'appuie uniquement sur Trombetta, et bien que parlant de l'église du village où il réside, évoque un plafond plat. Dominique Vermand, habituellement si fiable, a dû se laisser induire en erreur par la lecture de Trombetta, qu'il cite en bibliographie. En fait, le lambris signalée par Louis Graves existe toujours. Il recouvre une charpente en carène renversée, dont l'unique entrait et son poinçon subsistent également. Bruslé s'est contenté de faire repeindre ces deux éléments en charpente, et de faire enduire et peindre en faux-appareil le lambris. L'enduit s'effrite à présent. Il n'y a pas, dans les environs, d'autres chœurs non voûtés du XIIIe siècle, mais à la même époque, les nefs de quelques églises plus importantes, dont Gonesse, Hodenc-en-Bray et Saint-Martin-des-Champs, sont munies de lambris semblables,,.
Il reste à revenir sur le réseau des fenêtres. Pour les baies latérales, il se compose de deux lancettes, dans lesquelles s'inscrivent des têtes trilobées. Elles sont surmontées d'un oculus, dans lequel s'inscrit un pentalobe. Au chevet, le réseau comporte une troisième lancette. La lancette médiane est à la fois plus large et plus élevée que les deux autres. Elles sont surmontées de deux oculi inscrivant des quadrilobes, et d'un troisième oculus inscrivant un pentalobe au sommet. Tous les écoinçons sont ajourés. Les meneaux sont fins et aigus, et dépourvus de bases ; aux points de contact entre les sommets des lancettes et les oculi, ils fusionnent. Les baies sont entourées d'une gorge et d'une baguette. La modénature est identique vers l'extérieur. Ces caractéristiques indiquent la période rayonnante tardive. Dans un premier temps, Jean-Pierre Trombetta penche pour une date proche de 1260, car les pentalobes sont rares jusqu'en 1255-60, et les lobes centraux deviennent outrepassés à partir de 1260. Ici ils sont en hémicycle. Dans un deuxième temps, le même auteur formule des doutes envers sa propre hypothèse. En comptant les têtes trilobées des lancettes, l'on trouve donc une suite 3-4-5 lobes du bas vers le haut, alors que le nombre de formes et 1-2-3 du bas vers le haut, ce qui pour Trombetta révèle l'application d'une continuité arithmétique. Il cite quatre autres exemples en France, qui correspondent à des édifices du début du XIVe siècle,.

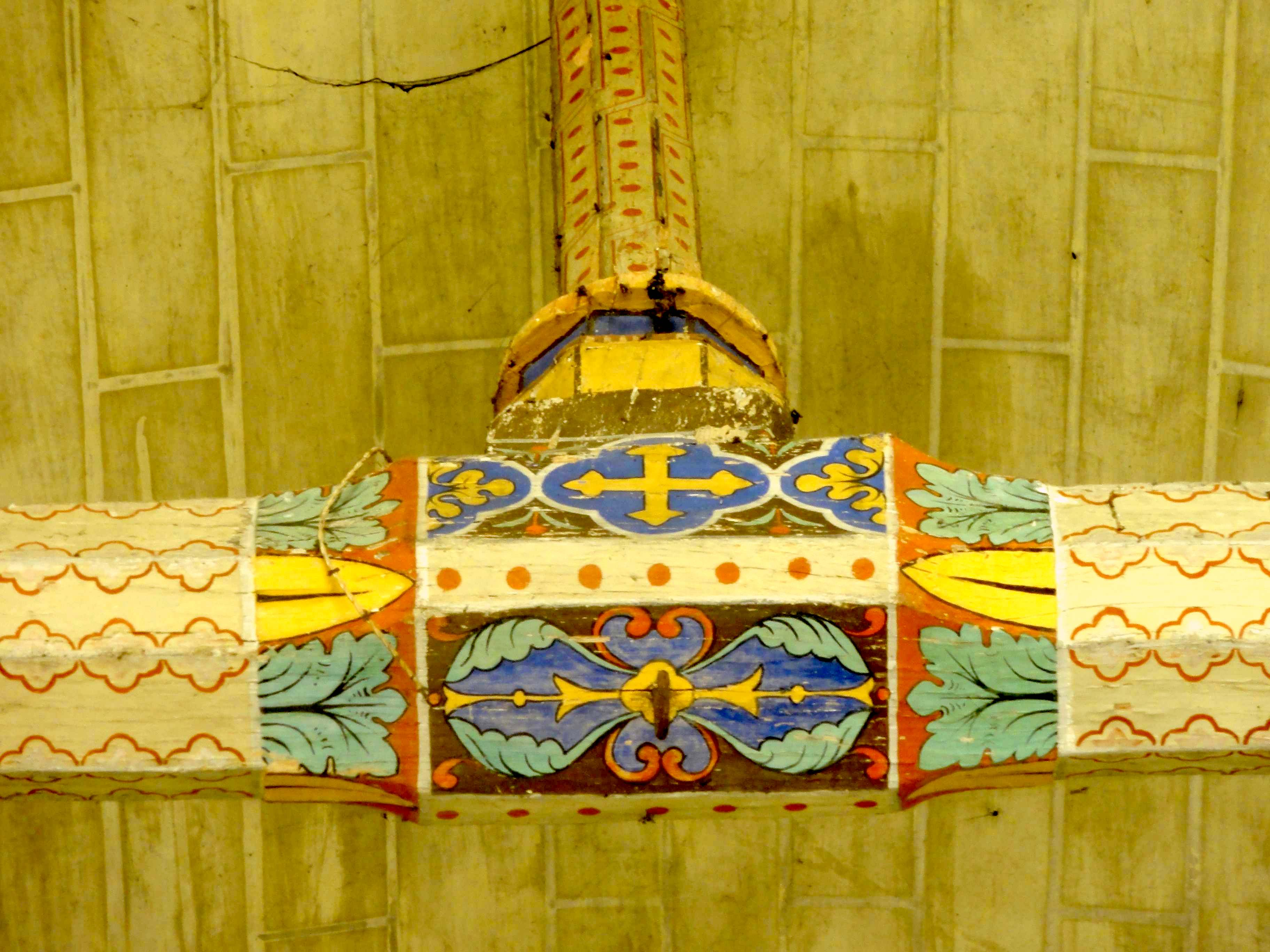
Détail de la charpente.
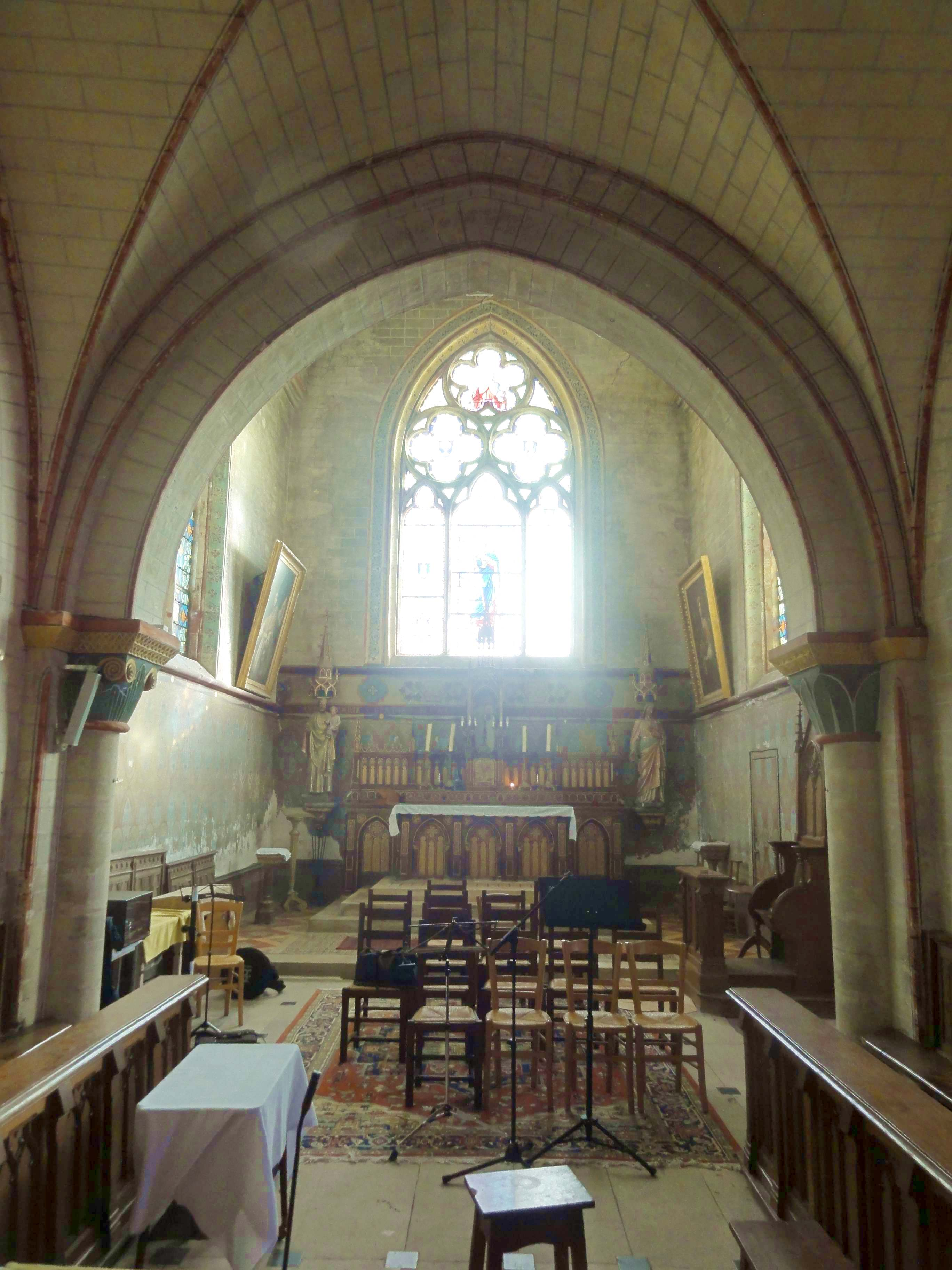
Vue depuis la base du clocher.
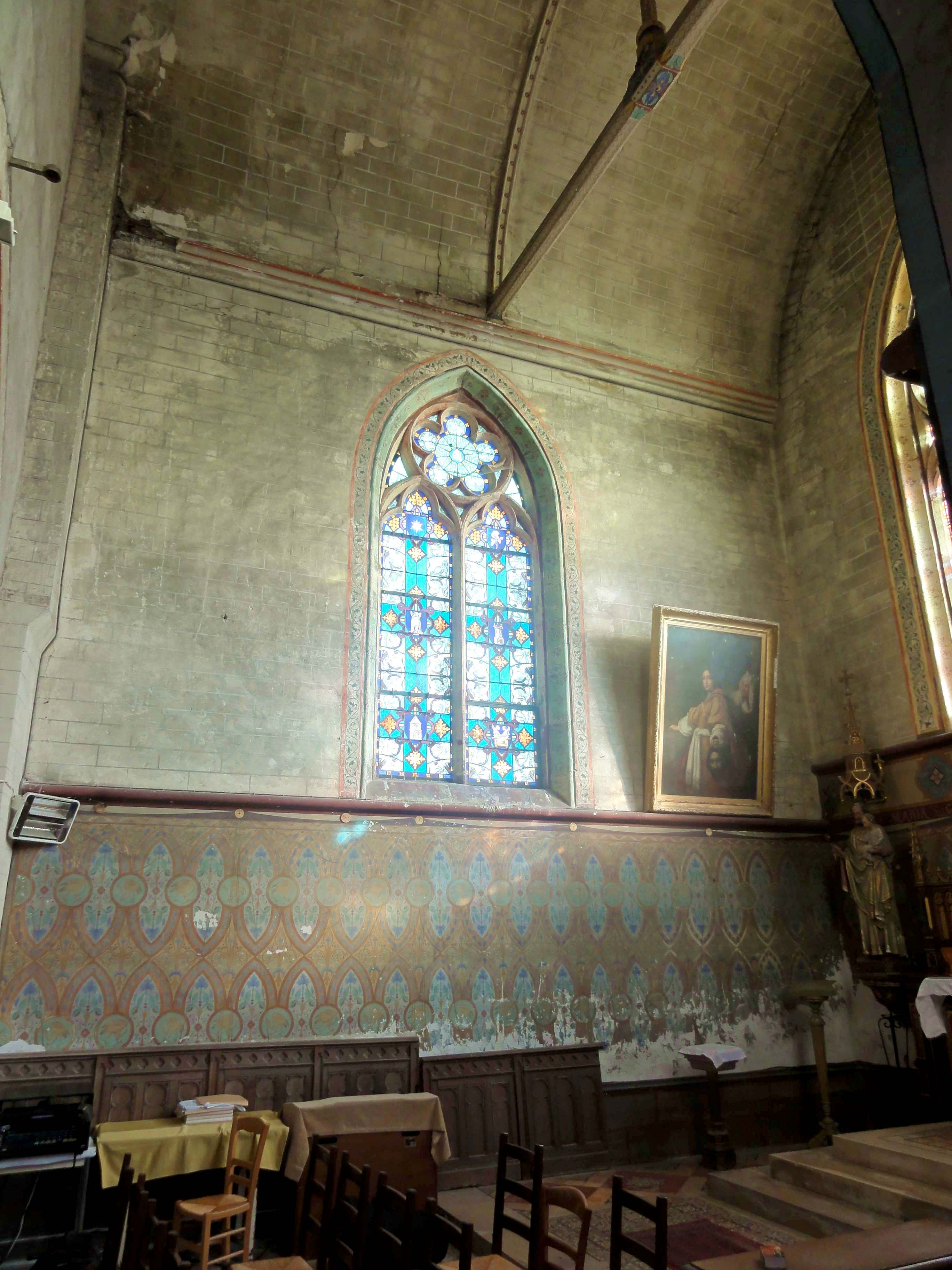
Élévation nord.
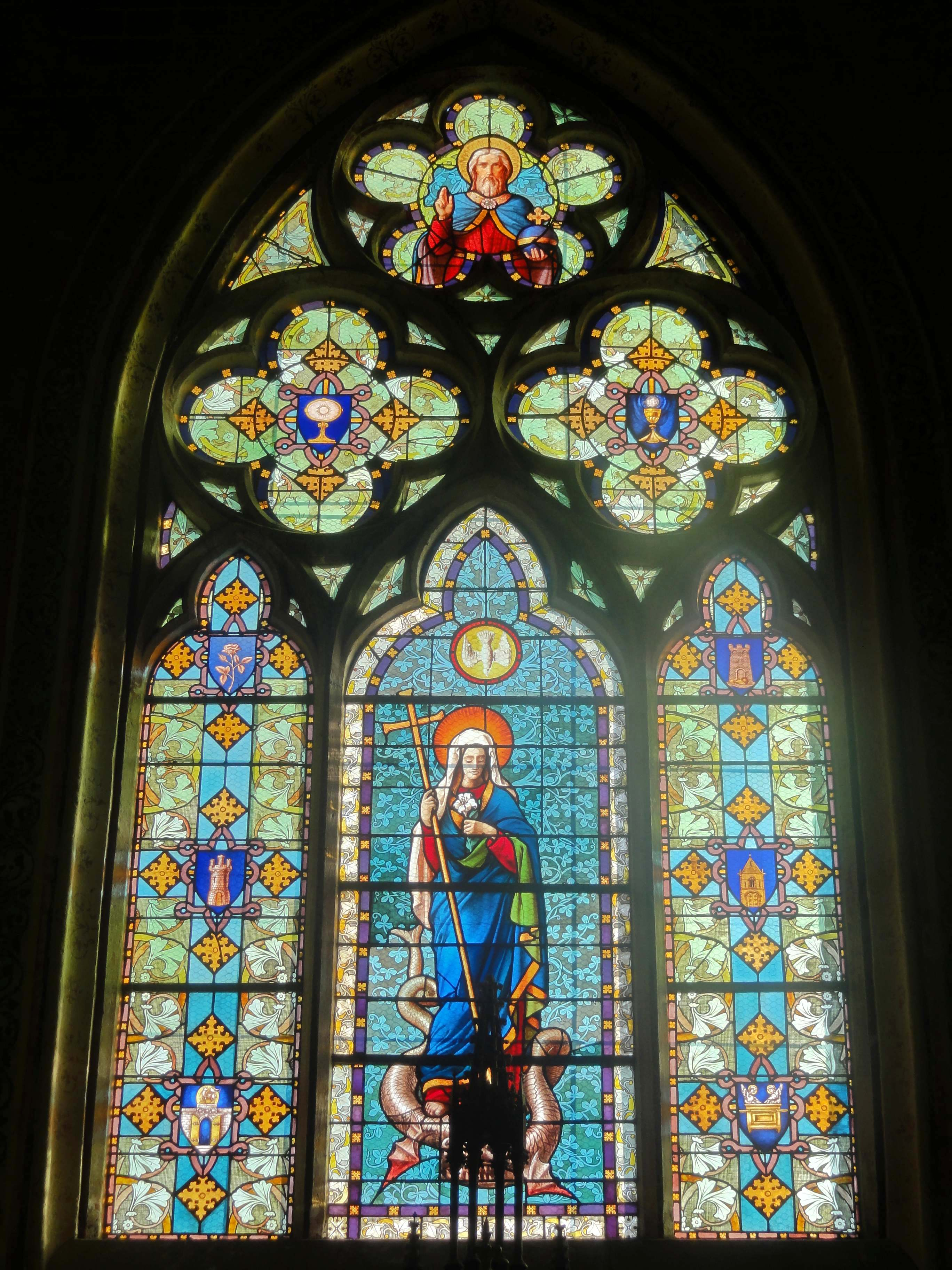
Verrière du chevet.
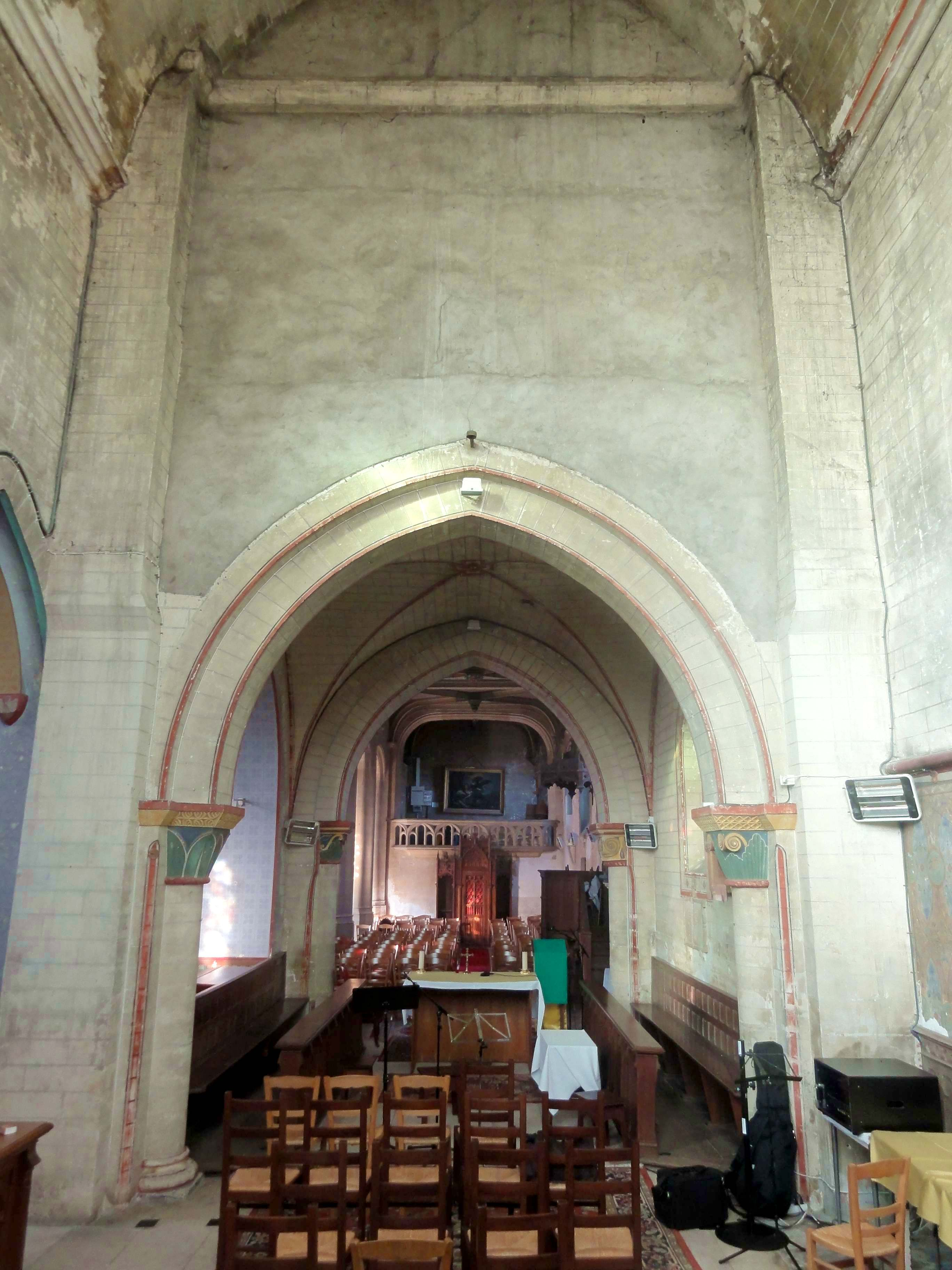
Vue vers l'ouest.
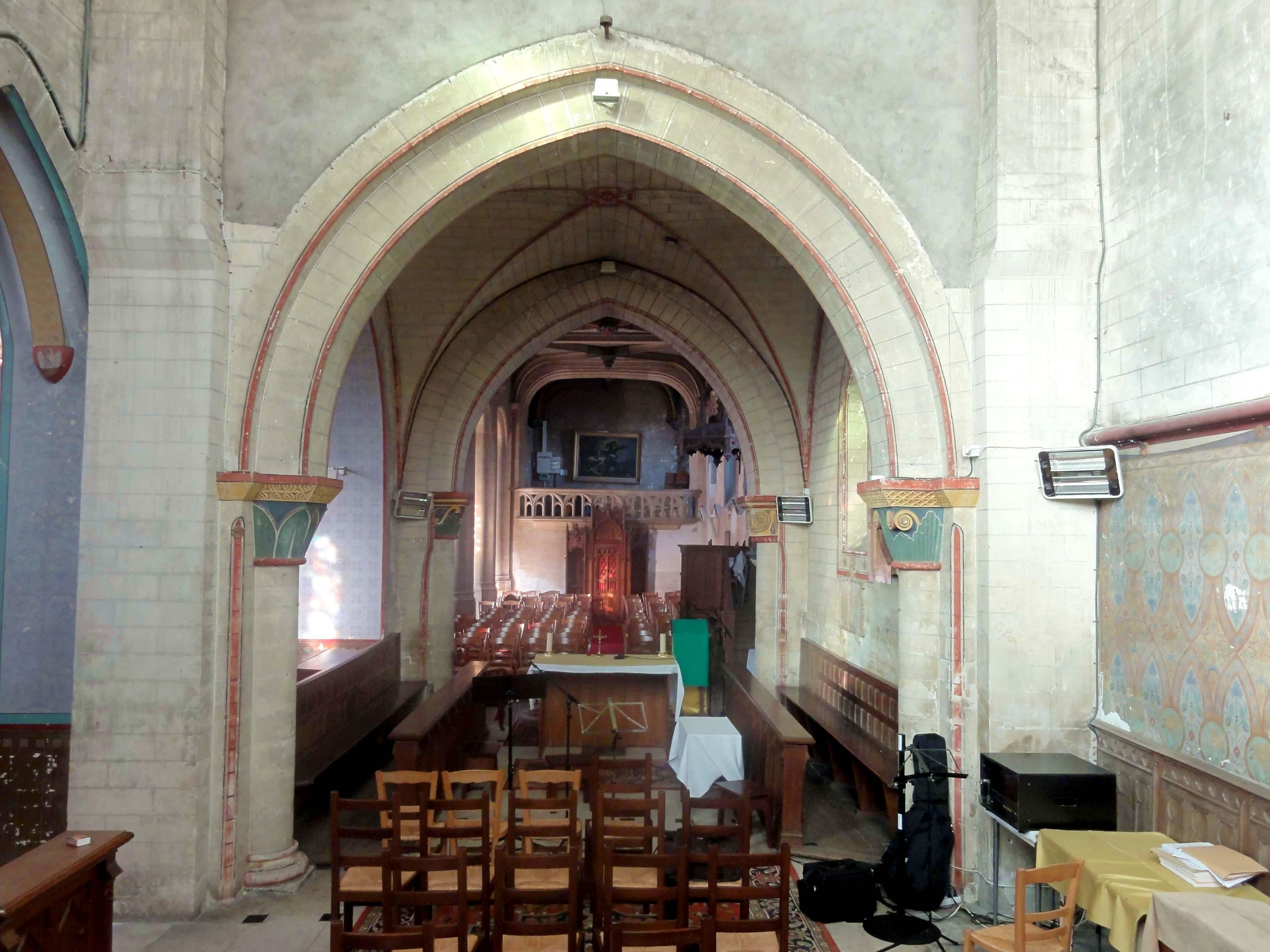
Arcade vers la base du clocher.

### Extérieur

#### Clocher

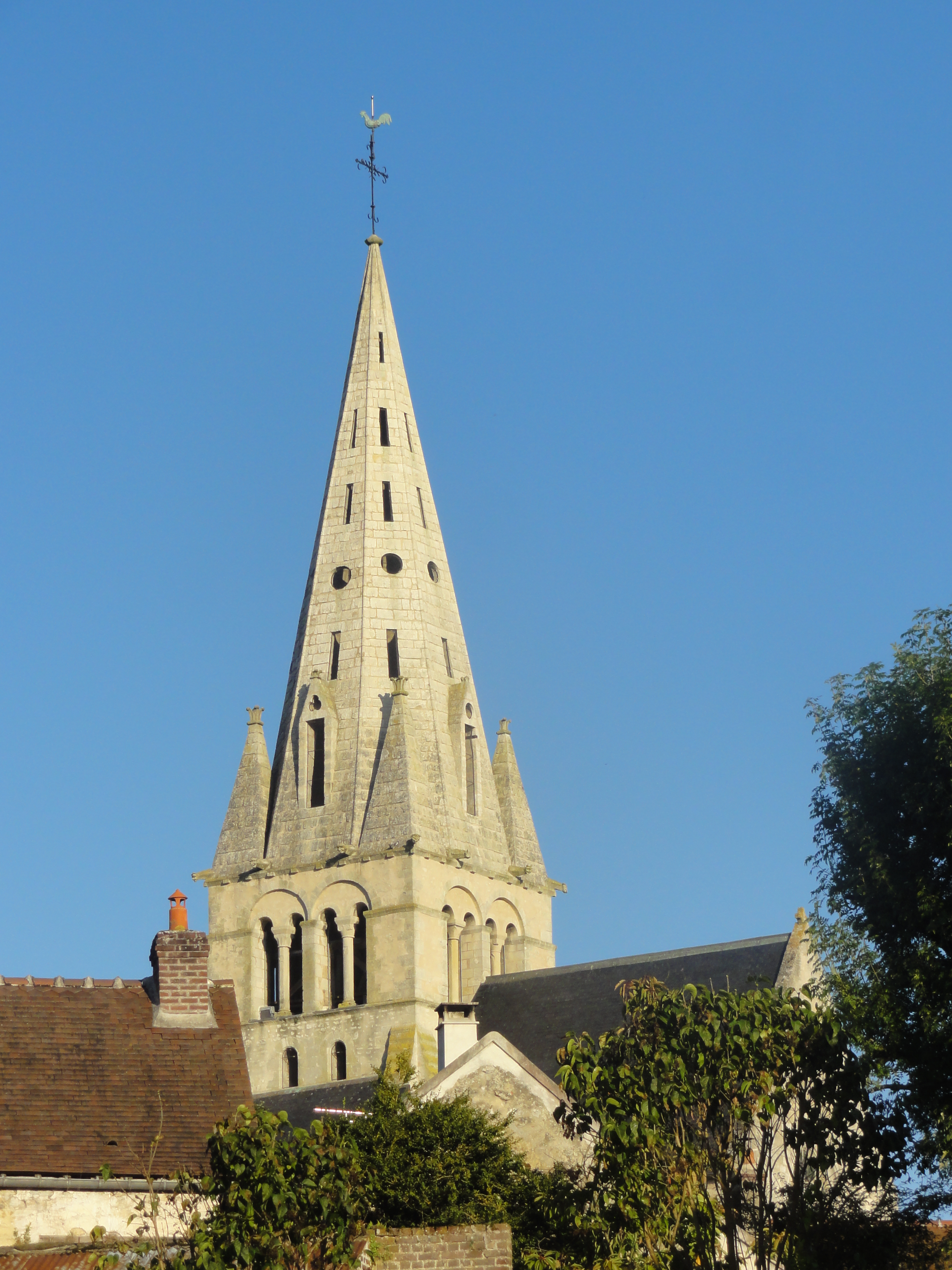
Clocher, vu de loin depuis le sud-est.

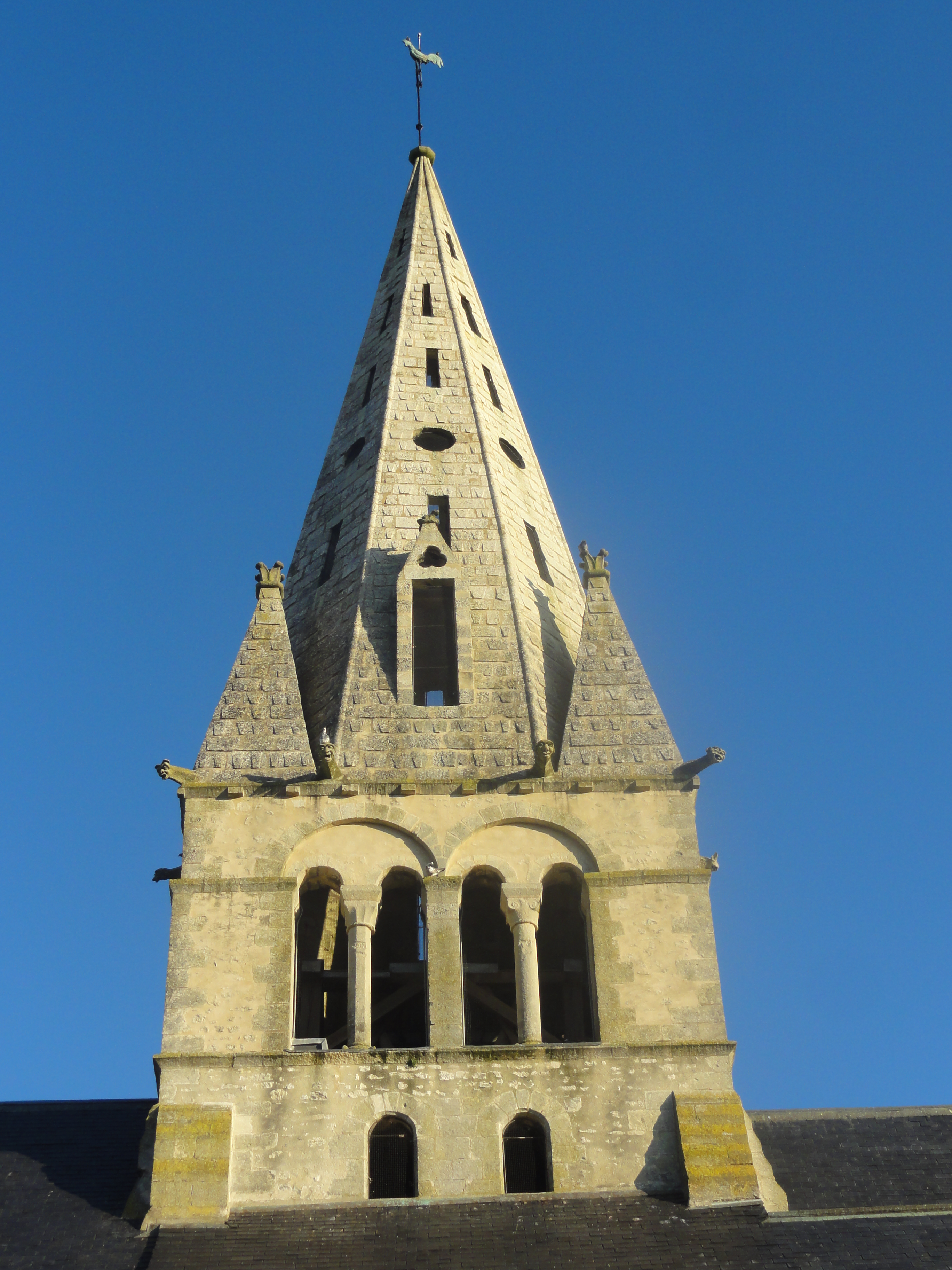
Clocher, côté sud.

Rares sont les églises romanes à plan basilical dans la région, comme Cinqueux, Rhuis et Saint-Rémy-l'Abbaye (commune d'Agnetz). Les petites églises rurales adoptent généralement un plan plus simple, avec une nef unique, une base du clocher et une abside, comme à Chamant. Dominique Vermand estime que plusieurs dizaines d'exemples existent dans le département, tout en soulignant qu'aucun n'est conservé en l'état. Souvent les bases des clochers ont été transformées en croisées du transept par adjonction de deux chapelles. Dans les environs, plusieurs autres clochers s'élevant au-dessus de la première travée du chœur liturgique sont encore libres d'un côté : Béthisy-Saint-Martin, Saintines, Saint-Vaast-de-Longmont, et Villers-Saint-Frambourg. Le clocher de Chamant possède trois étages, ce qui est assez rare, mais on ne peut pas le comparer avec la plupart des autres des clochers de ce petit groupe, qui comptent deux, voire trois étages de baies décorées. En effet, contrairement à Bruyères-sur-Oise, Morienval, Nogent-sur-Oise, Rhuis, Saint-Pierre de Senlis, Saint-Vaast-de-Longmont, le clocher de Chamant comporte deux étages intermédiaires. Le premier étage est du reste de faible hauteur, et visible uniquement depuis le nord, où il est percé d'une étroite baie en arc en mitre selon Eugène Müller, mais il s'agit plutôt de deux pierres posées en bâtière. Le second étage est percé, sur chaque face, de deux hautes baies en plein cintre tout aussi étroites. Peu avant la fin du second étage, les contreforts s'amortissent par un long glacis à gradins. À la limite entre les deux premiers étages, ils sont en outre scandés par un bandeau convexe accompagné d'une corniche biseautée. Cette corniche seule se retrouve à la limite entre le second et le dernier étage, ainsi qu'au niveau des impostes des baies du dernier étage.
L'étage de beffroi est d'une grande austérité : il n'y a pas de colonnettes à chapiteaux aux angles, ni par ailleurs de contreforts, et de larges pans de mur séparent les baies des angles. Mais selon Eugène Müller, « l'ornementation sévère n’exclut pas le charme poétique ». Chaque face est ajourée de deux baies abat-son gémelées, qui, sous un arc de décharge en plein cintre, sont réséquées en deux étroites arcatures en plein cintre par une colonnette à chapiteau supportant un tympan. La même disposition se retrouve à Jaux et Saint-Vaast-de-Longmont, et avec une ornementation plus riche, à Béthisy-Saint-Martin, Glaignes, Néry et Orrouy. Certains fûts sont octogonaux. Les corbeilles des chapiteaux sont sculptées de volutes d'angle ou de godrons, ce qui sont des motifs simples et relativement archaïques, semblant justifier une datation assez haute dans le XIIe siècle, comme le propose Eugène Müller. Presque immédiatement au-dessus des arcs des fenêtres, une corniche composée d'un bandeau biseauté et de dix corbeaux cubiques par face termine l'étage. Afin de permettre la transition du plan carré vers le plan octogonal de la flèche, des trompes sont ménagées à l'intérieur des angles de l'étage, et quatre pyramidons sont placés autour de la flèche. Ils sont sommés d'un fleuron, caractéristique du style gothique. Les faces des pyramidons et des flèches sont décorées, sur une assise sur deux, de trapèzes taillés en bas-relief. Sur la flèche uniquement, les arêtes entre deux faces sont garnies d'un boudin. Des gargouilles sous la forme de têtes grimaçantes font saillie à l'intersection entre les pyramidons et la flèche. Les gargouilles indiquent également le style gothique. C'est aussi le cas des quatre lucarnes qui agrémentent la partie basse de la flèche entre deux pyramidons. Elles ont des ouvertures rectangulaires, et sont munies d'un gâble percé d'un trèfle, et couronné d'un fleuron. De telles lucarnes, encore plus élaborées, existent également à Mogneville, où l'influence par la cathédrale de Chamant est également évidente. Au-dessus des lucarnes, les huit faces de la flèche sont allégées par trois rangs d'ouvertures rectangulaires, et un rang d'oculi. Abstraction faite des lucarnes, des flèches comparables existent à Béthisy-Saint-Martin, Saint-Vaast-de-Longmont, Marolles, Néry, Villers-sous-Saint-Leu, ou, d'une forme moins élancée, à Saintines et Villers-Saint-Frambourg. William Morris, citée par Eugène Müller, considère le clocher de Chamant comme l'un des meilleurs exemples des clochers d'Île-de-France à flèche octogone que l'on puisse étudier. Il fait toutefois erreur en situant les clochetons aux angles « de bonne heure au XIIe siècle ». Par conséquent, les trompes ne sont plus une innovation au moment qu'elles apparaissent à Chamant, contrairement à ce que croit Raymond Poussard en se fiant à cet auteur du XIXe siècle.

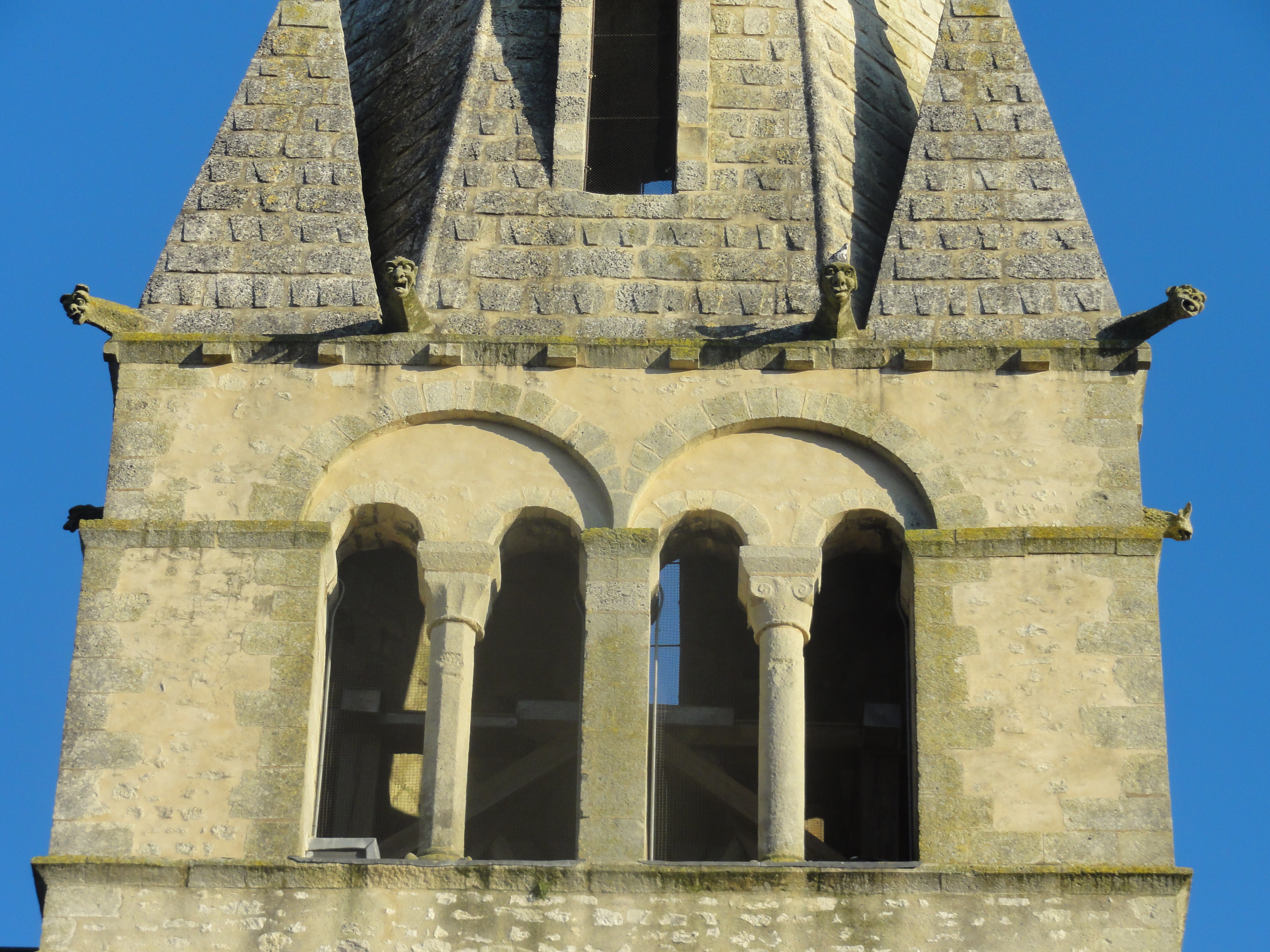
Étage de beffroi, côté sud.
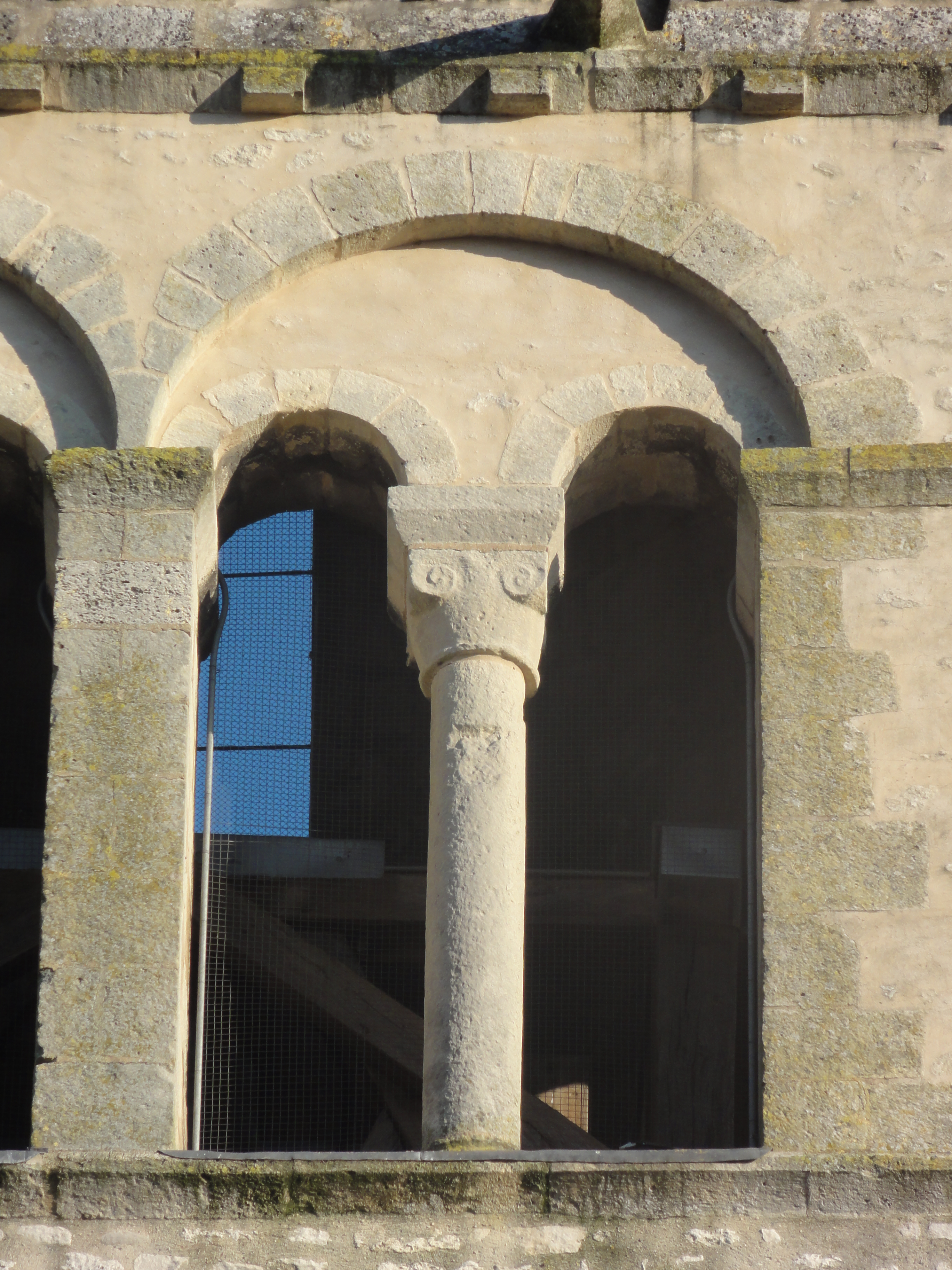
Baie de gauche.
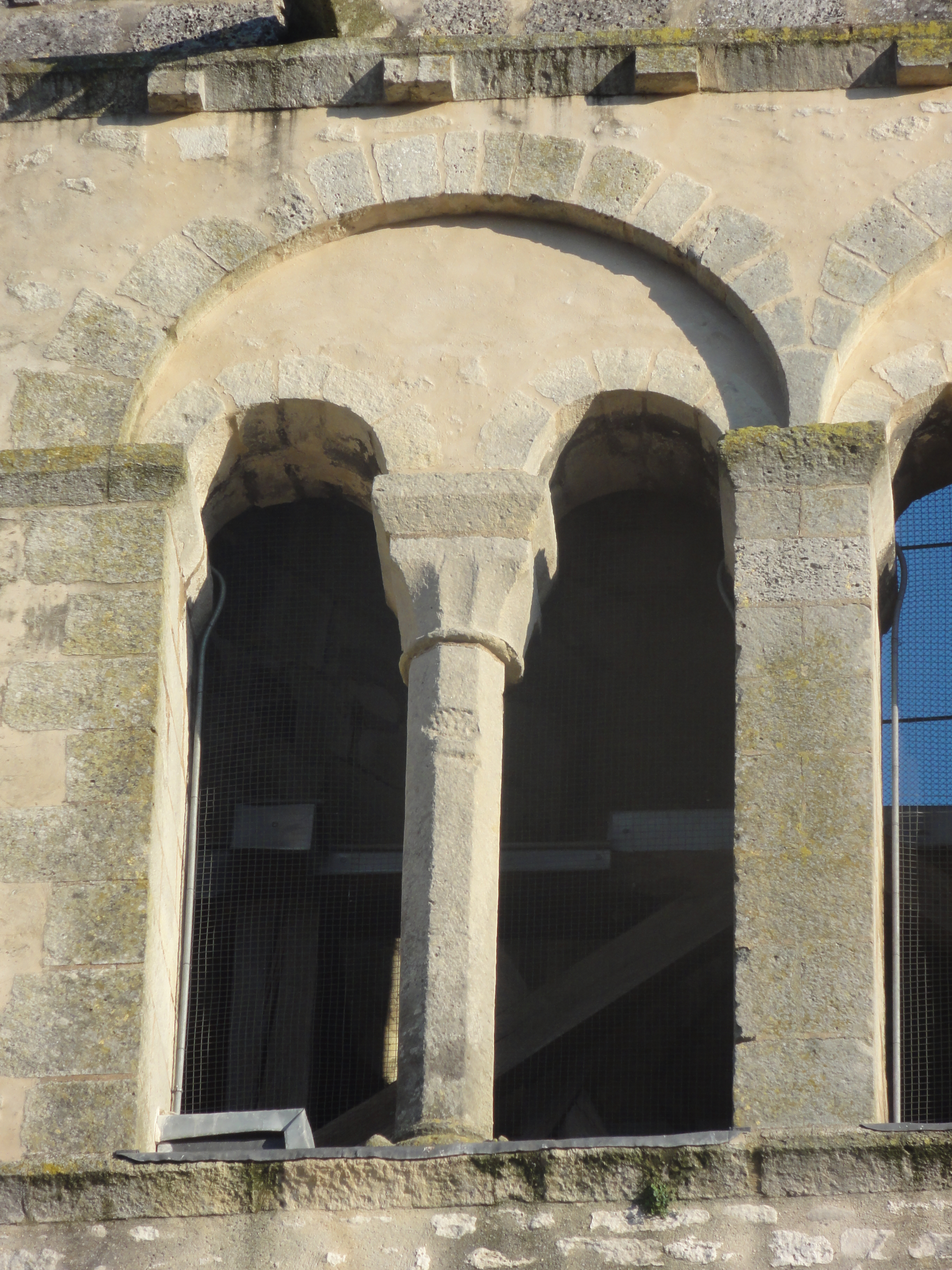
Baie de droite.
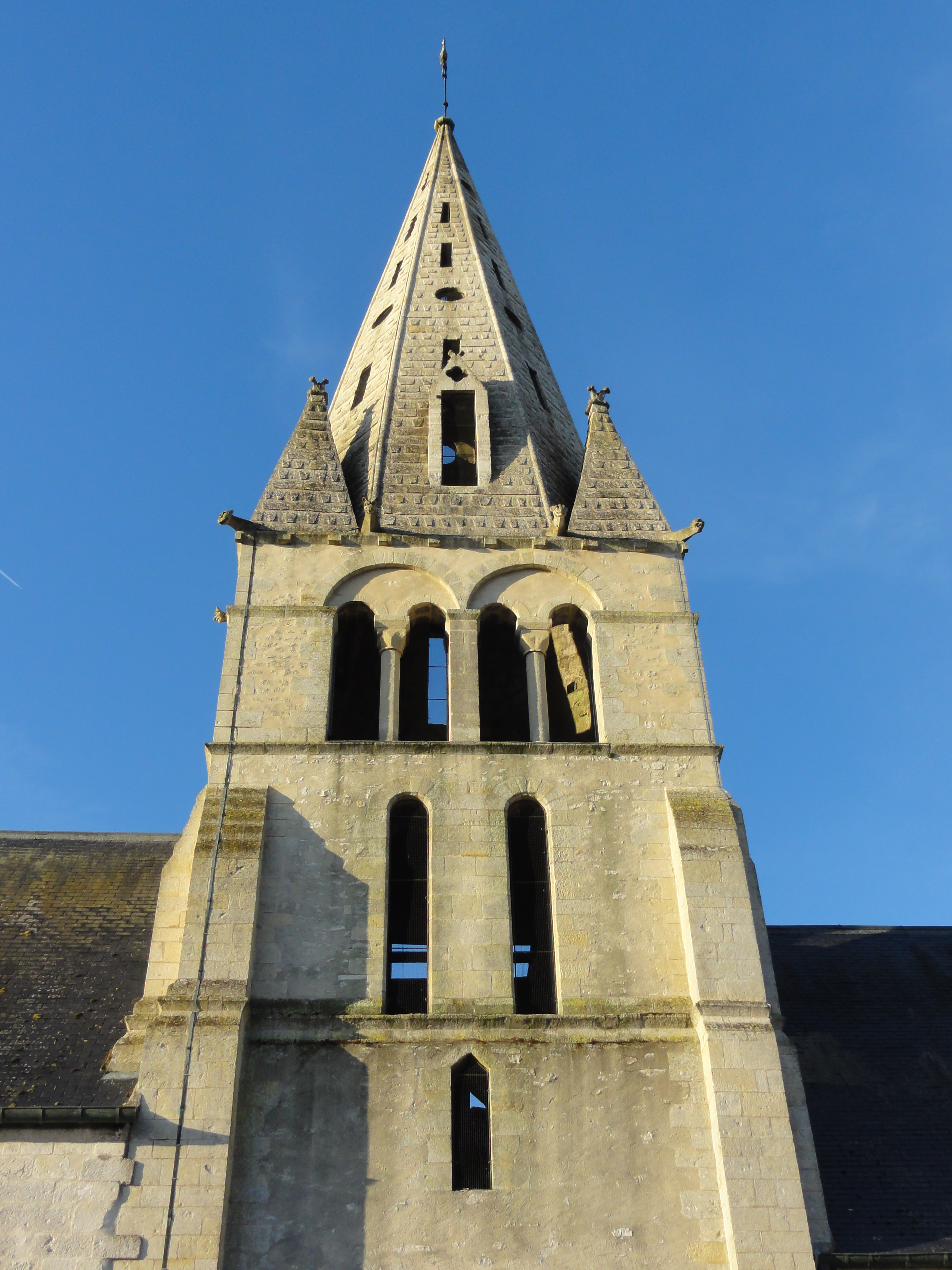
Vue depuis le nord.
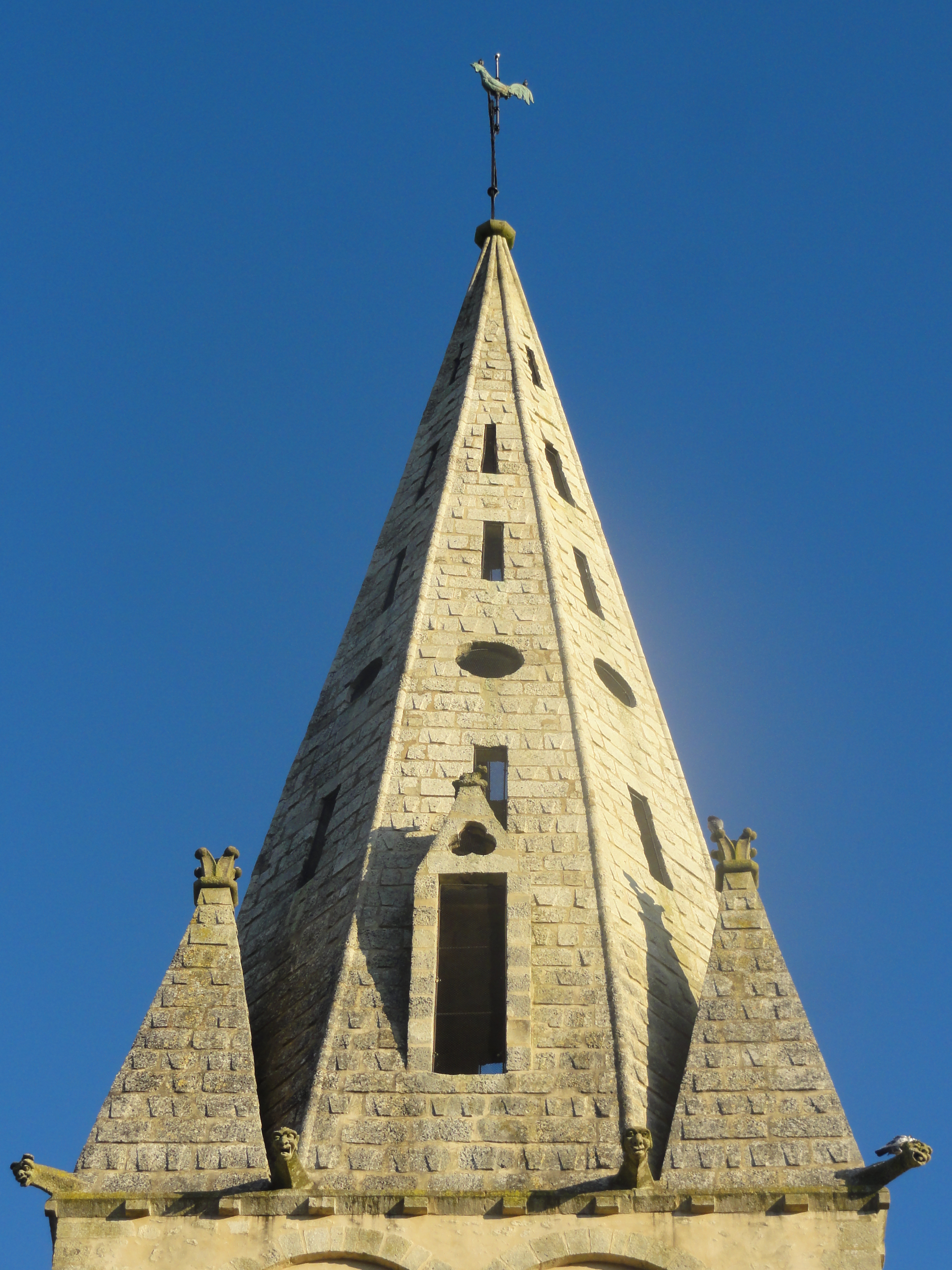
Flèche, côté sud.
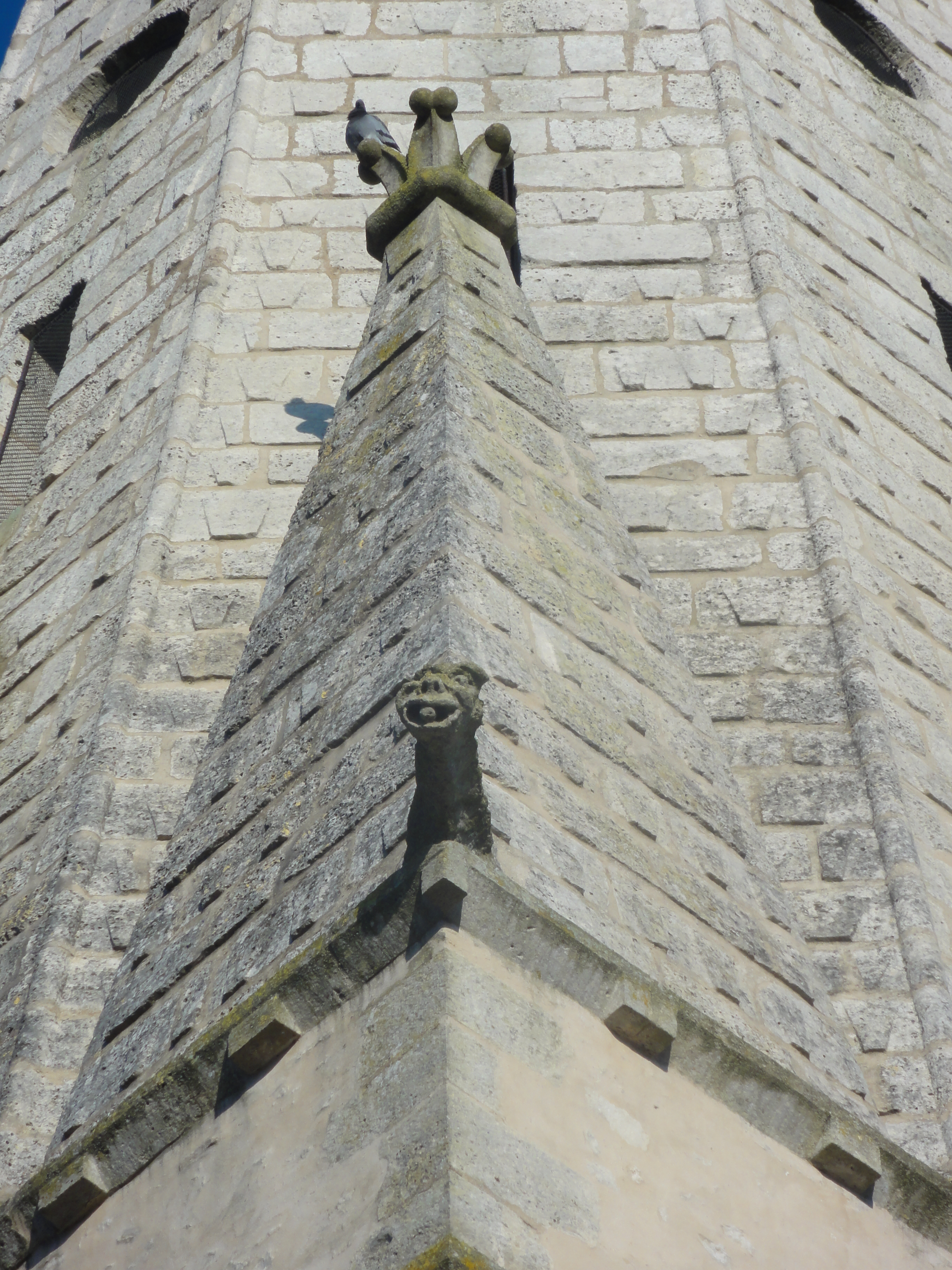
Pyramidon à l'angle.

#### Élévations latérales et chevet

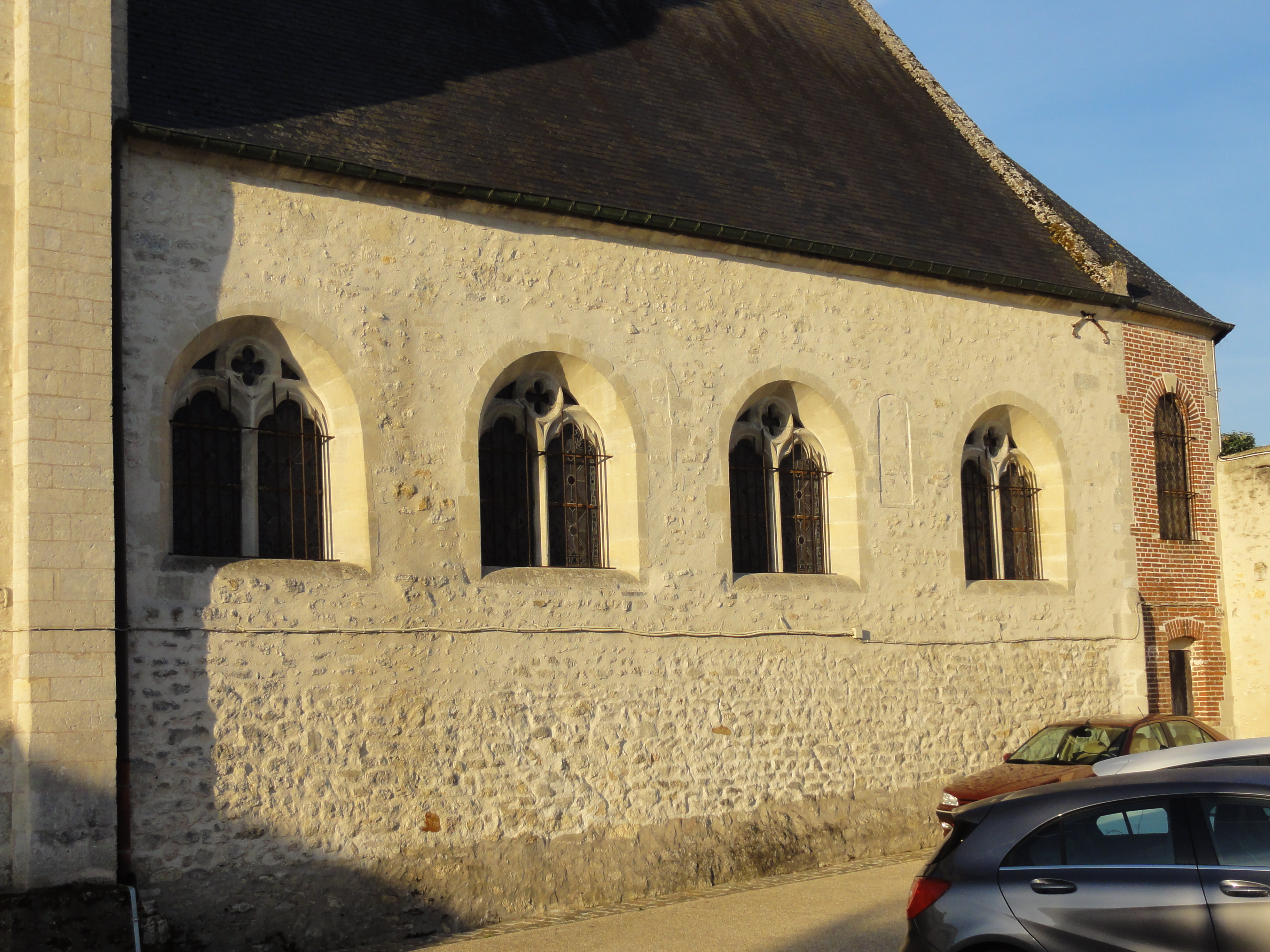
Nef, vue depuis le nord.

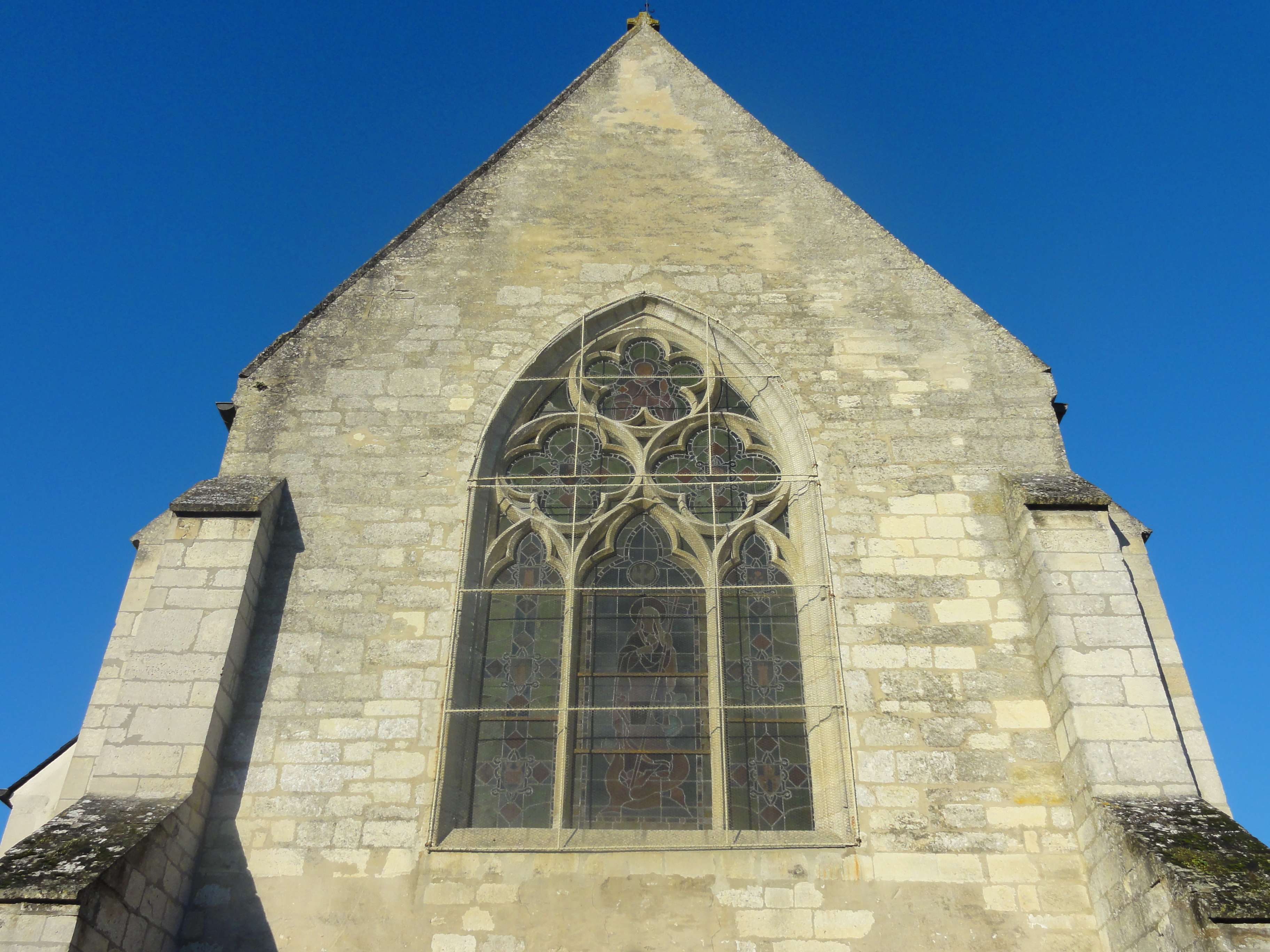
Chevet, parties hautes.

Les élévations latérales du collatéral et de la nef comportent, comme unique élément intéressant, le portail dans la seconde travée du collatéral. L'appareil est constitué de moellons enduits, l'emploi de la pierre de taille étant réservé aux chaînages, aux pourtours des fenêtres et aux contreforts. Après les premières assises, les murs se retraitent par un fruit. Des contreforts n'existent qu'au nord et aux angles, où ils sont placés de biais, comme d'accoutumé à l'approche du milieu du XVIe siècle. Les fenêtres, déjà décrites, prennent appui sur un larmier, qui marque la limite des soubassements. Au nord, les traces de deux petites fenêtres bouchées demeurent visibles entre la première et la deuxième, ainsi qu'entre la deuxième et la troisième fenêtre. Ces anciennes fenêtres sont curieusement en cintre surbaissé ou en anse de panier. Il n'y a pas de corniche. Le portail, en anse de panier, mesure 157 cm de largeur et 261 cm de hauteur, et conserve ses deux vantaux d'origine. Ils sont en bois de chêne, et composés de panneaux à fenestrages décorés de plis de serviettes, alors que les meneaux sont couverts de petites écailles. Ces deux vantaux sont par ailleurs classés monument historique au titre objet depuis 1912.
Le portail lui-même est orné d'une double archivolte agrémenté de moulures prismatiques. L'archivolte inférieure est prise dans l'épaisseur du mur. Elle s'estompe à mi-hauteur des piédroits, où elle repose sur des bases polygonales flamboyantes. L'archivolte supérieure est plus épaisse, et se fond dans deux petits contreforts, qui se présentent par un angle saillant sur la face frontale. Les contreforts sont pourvues de multiples moulures, et au niveau du sommet du portail, ils s'évasent pour céder la place à des niches à statues. Des feuilles de vigne enveloppent les socles des statues. Celles-ci sont apparemment en terre cuite, et représentent des anges tenant un phylactère. La statue de gauche a perdu sa tête et ses mains. Les niches sont surmontées de dais s'amortissant par un clocheton plaqué garni de crochets, et sculpté de motifs floraux sur sa partie inférieure. Fait assez rare, les dais sont protégés par de courts glacis, qui ont pour but de dévier les eaux pluviales ruisselant sur le mur. Une troisième niche à statue, plus grande que les deux autres, occupe le centre au-dessus de la petite accolade de l'archivolte supérieure, qui est ornée d'une carde. Un petit animal, apparemment un chien, est par ailleurs couché sur le flanc gauche de l'accolade. Le socle de la statue est polygonal, et sculpté de feuilles de chêne. Il supporte une statue du Sacré-Cœur de Jésus, qui est surmontée d'un dais ajouré finement ciselé. Sa partie supérieure a disparu.
Une tourelle d'escalier se situe à l'angle sud-ouest de la chapelle de la Vierge. Elle se présente par un angle saillant, et sa hauteur ne dépasse pas la gouttière de la chapelle. L'architecture de celle-ci ne montre pas de différence notable avec le collatéral, abstraction faite du réseau des deux fenêtres. En raison du voûtement d'ogives, un contrefort intermédiaire existe à l'intersection entre les deux travées. Tous les contreforts sont scandés par le larmier déjà signalé, et s'achèvent par un long glacis formant larmier. En ce qui concerne le chœur de la seconde moitié du XIIIe siècle, ses murs sont réalisés en pierre de moyen appareil et non enduits, mais pour le reste, cette partie la plus importante de l'église n'a pas fait l'objet d'un soin particulier. Comme à l'intérieur, le décor se résume au réseau des fenêtres. Deux contreforts orthogonaux épaulent les deux angles. Ils n'atteignent pas tout à fait la hauteur des murs gouttereaux, où ils se terminent par un court glacis formant larmier. Si la partie supérieure des contreforts est presque plate, la partie inférieure est fortement saillante. À l'instar de son homologue à l'ouest, le pignon est sommé d'une croix en antéfixe.

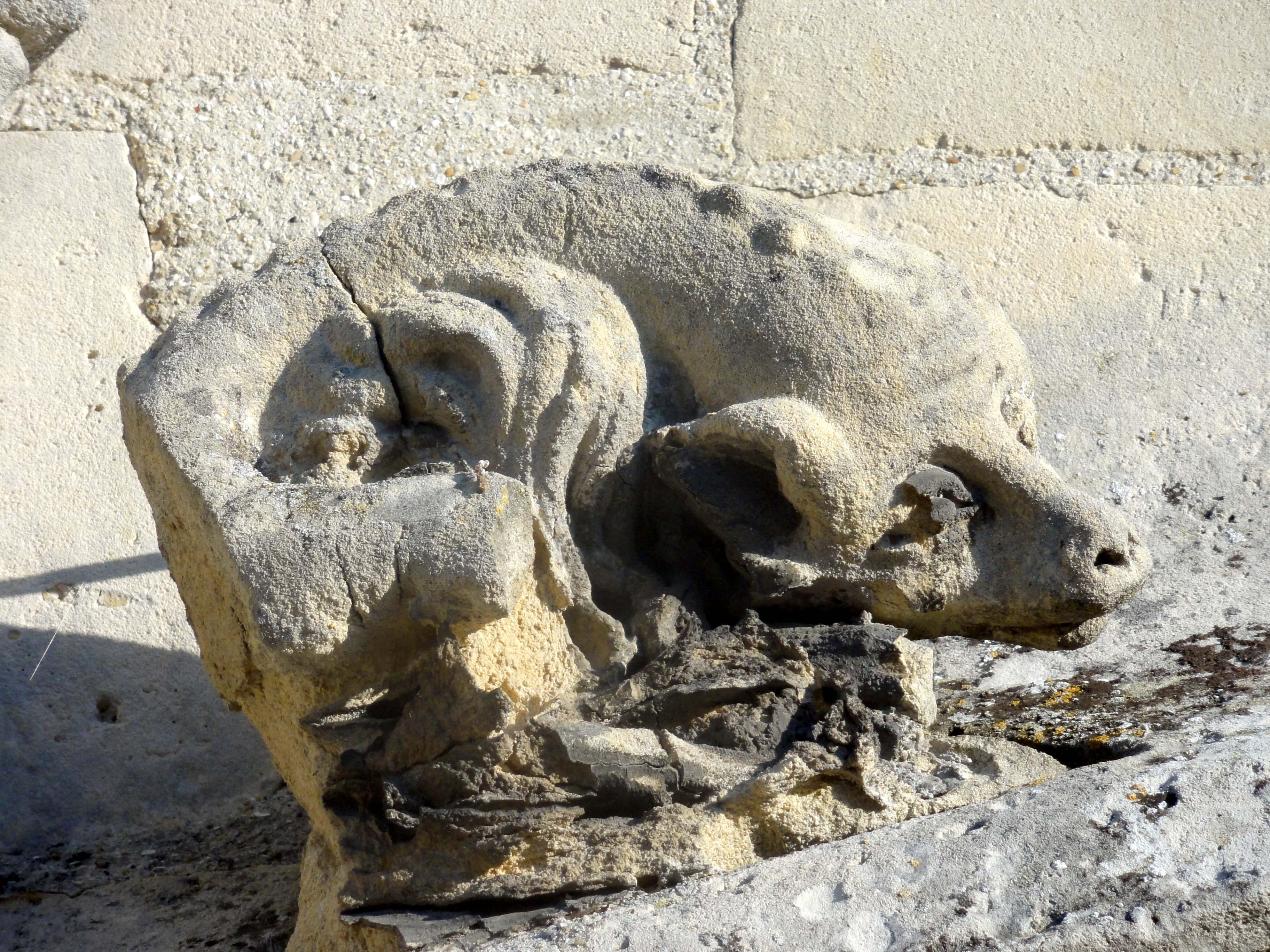
Chimère du portail.
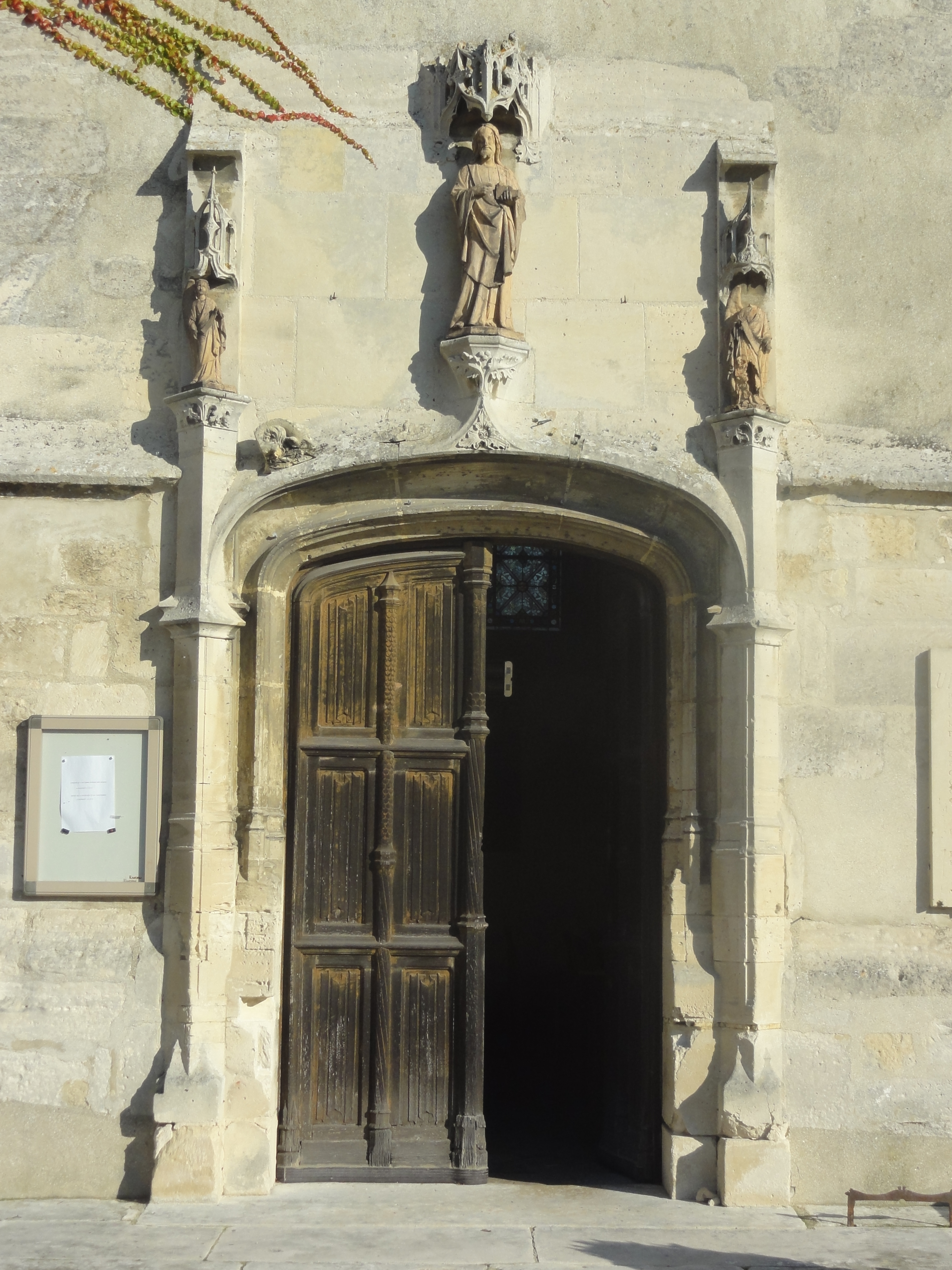
Portail.
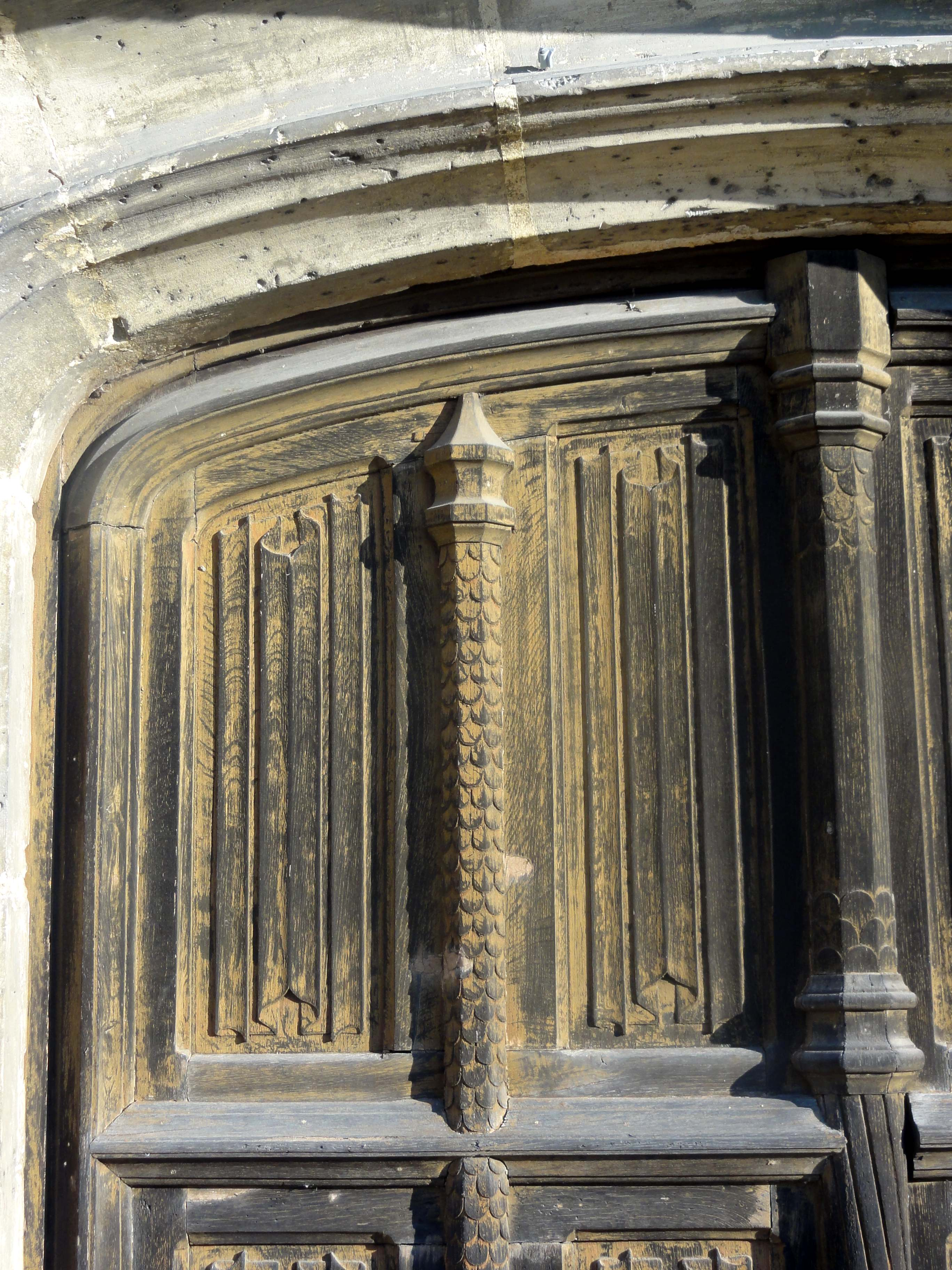
Détail d'un vantail.
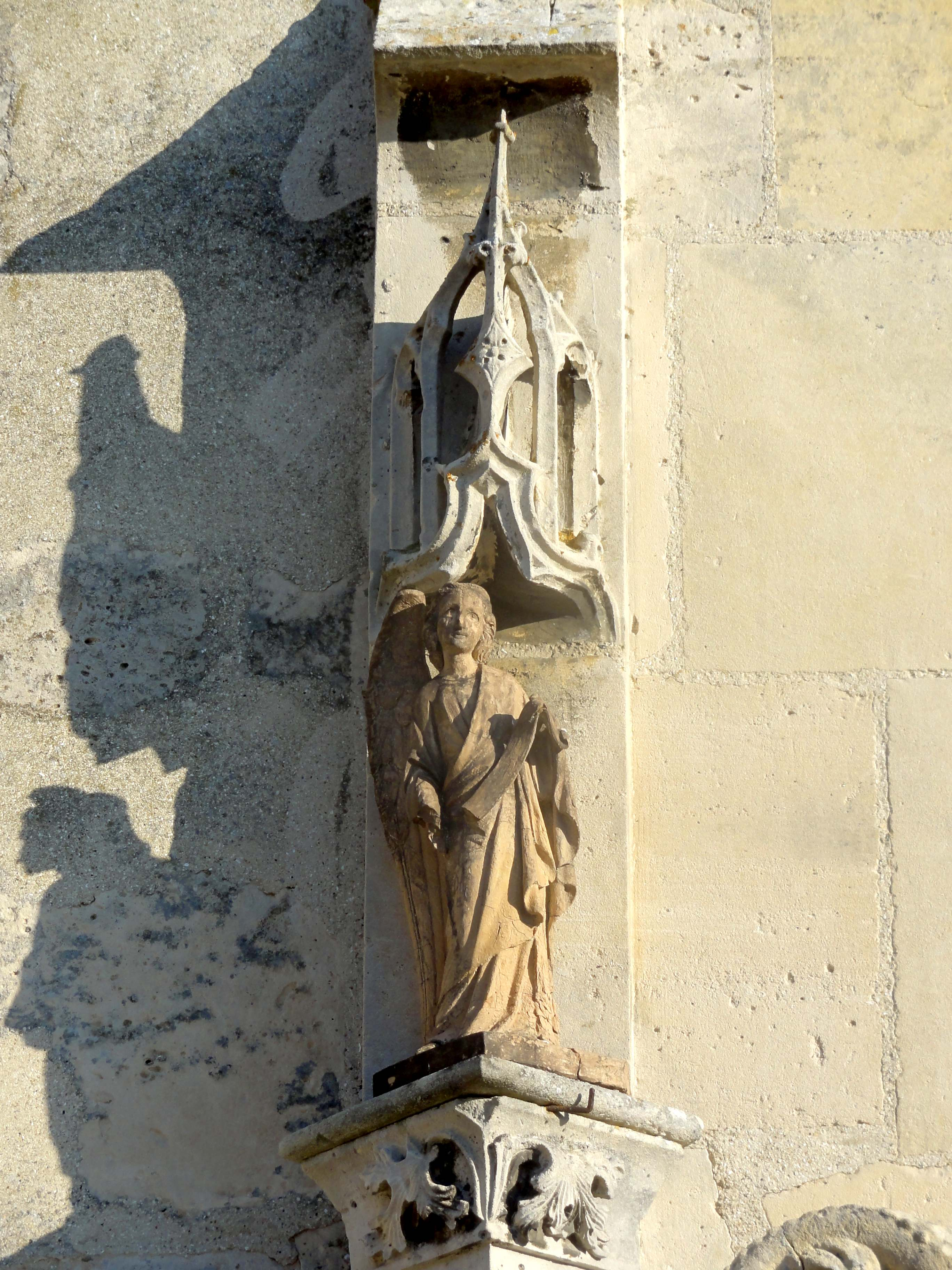
Statue d'un ange.
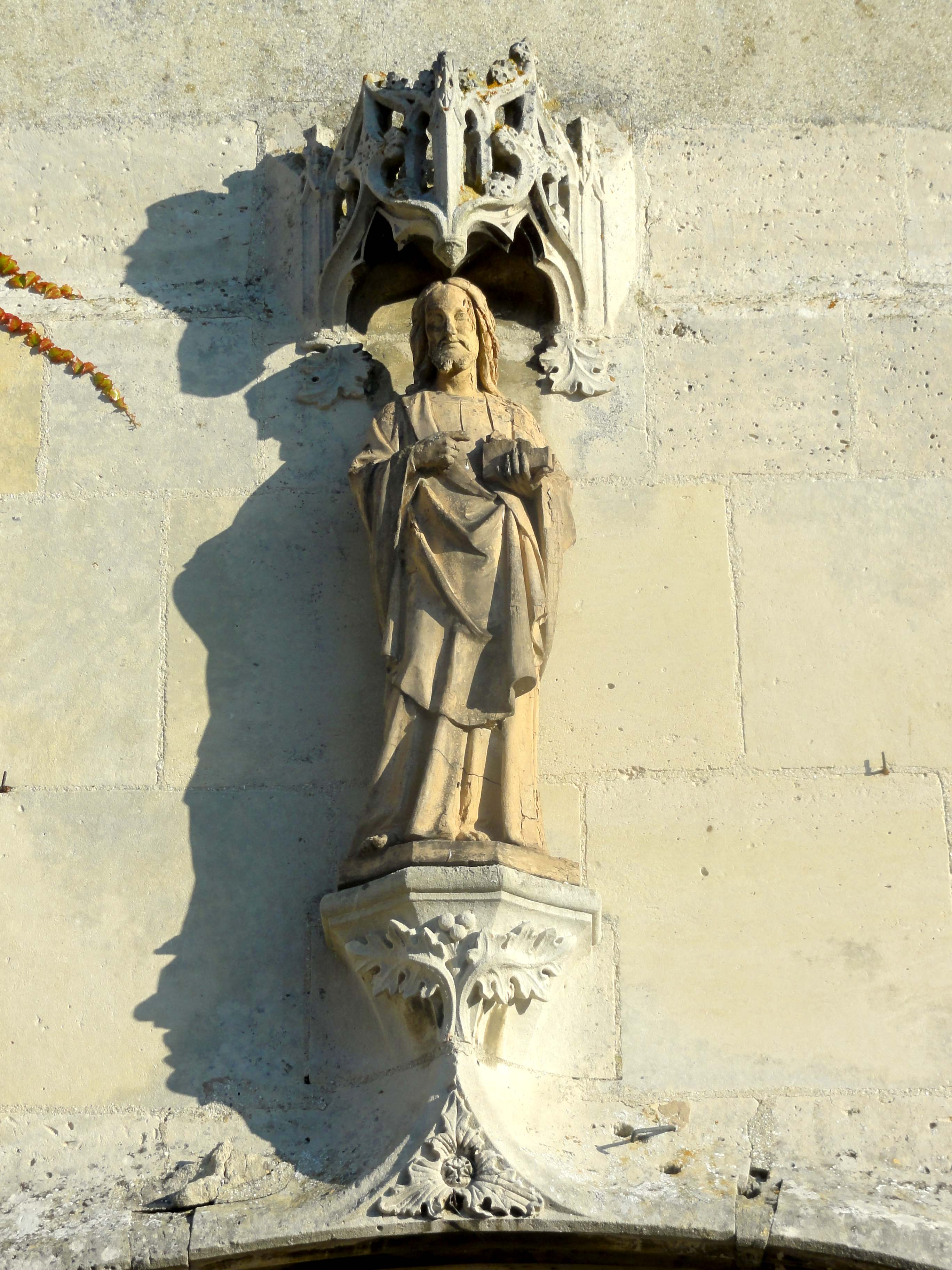
Statue du Sacré-Cœur.
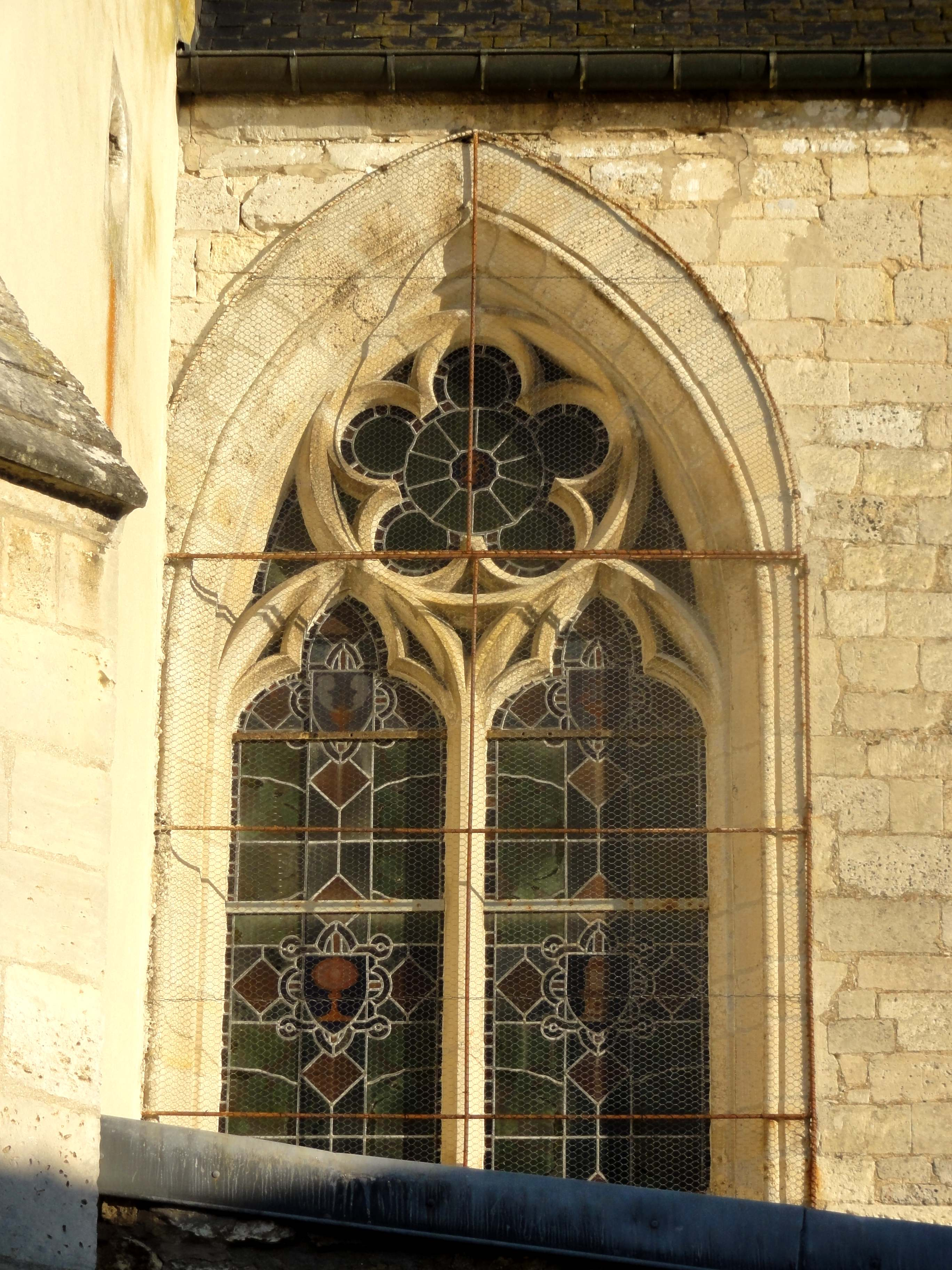
Fenêtre sud du chœur.

## Mobilier
Parmi le mobilier de l'église, la statue de la Vierge à l'Enfant et une plaque funéraire sont classées monument historique au titre objet. En dehors du mobilier proprement dit, les vantaux du portail sont également classés au titre objet (voir ci-dessus).
- La Vierge à l'Enfant en pierre polychrome date de la limite XIIIe siècle / XIVe siècle au plus tôt, ou de la fin du XIVe siècle au plus tard, et mesure 163 cm de haut. Elle a été entièrement repeinte en 1869, dans le même style troubadour que le reste de l'église, ce qui dénature l'œuvre et lui ôte son expressivité. La Vierge est accompagnée d'une petite figure de donateur agenouillée à sa gauche, et d'un buisson ardent, comme à Survilliers, où la petite figure représente clairement Moïse. En l'occurrence, aucune trace n'indique que la figure de donateur remplace une autre, ce qui soulève la question si, de l'autre côté, il s'agit réellement d'un buisson ardent. Une autre particularité est la grenade que la mère expose dans sa main droite, et que l'Enfant Jésus semble fixer de ses yeux[25].
- La petite plaque funéraire du curé Jehan Ponderon, mort le 8 août 1572, est encastrée dans le mur de la chapelle de la Vierge, et mesuré 63 cm de côté. Il s'agit nullement d'une dalle funéraire à effigie gravée, contrairement à ce qu'affirme la base Palissy, bien qu'illustrant sa notice d'une photographie. La plaque est losangée, et pourvue d'un décor gravé : on y voit un squelette qui tient une pancarte, sous laquelle disparaît son corps, en ne laissant apparaître que le buste, les mains et les pieds. La pancarte comporte l'inscription suivante en caractères gothiques : « Cy gist venerables et discrette personnes me Jehan ponderon en son vivant cure de lessy en normandie et chapellain et aumolnier de feu mogr le duc de montmorency pere et connestable de france qui decedda le viiime jour daoust 1572 priez dieu pour lui ». Des têtes d'angelots figurent à gauche et à droite de la pancarte. Enfin, une bordure de rinceaux complète le décor[26].
- Le monument funéraire de Christine-Éléonore Boyer, première épouse de Lucien Bonaparte, se compose d'une inscription murale sous une arcature plaquée en anse de panier. Elle est à double archivolte, comme le portail, et pourvue d'une accolade ébauchée. Les flancs de l'accolade sont garnis de crochets épars. Les armes de la défunte figurent au sommet de l'archivolte supérieure, qui est décorée de rinceaux végétaux en bas-relief. L'intrados de l'archivolte inférieure s'accompagné de petites arcatures trilobées retombant sur des culs-de-lampe. L'inscription est la suivante : « ICI REPOSE LE CORPS DE CHRISTINE - ÉLÉONORE BOYER FEMME DE LUCIEN BONAPARTE DÉCÉDÉE A PARIS LE XIV MAI MDCCC. / LA RESTAURATION DE CE MONUMENT ET DE CETTE CHAPELLE EST DUE A LA PIEUSE MUNIFICENCE DE S.M. NAPOLEON III MDCCCLXIX ». L'inscription n'est pas conforme à la réalité historique. D'après Eugène Müller, « Ce monument […]  a remplacé un autre monument, en marbre blanc, entouré d’une grille, que Lucien avait fait élever dans le parc de son château du Plessis-Chamant, avec cette inscription, que l’histoire déclare méritée : « Amante, épouse, mère sans reproche... 24 floréal an 8 » (14 mai 1800) »[19].

Tout le reste du mobilier est postérieur à 1850. La chaire à prêcher, le confessionnal et le maître-autel sont des réalisations néogothiques d'une rare qualité, et imitent le style du temps de saint Louis. Dans son ouvrage sur Chamant, Raymond Poussard ne publie aucun renseignement à leur propos.

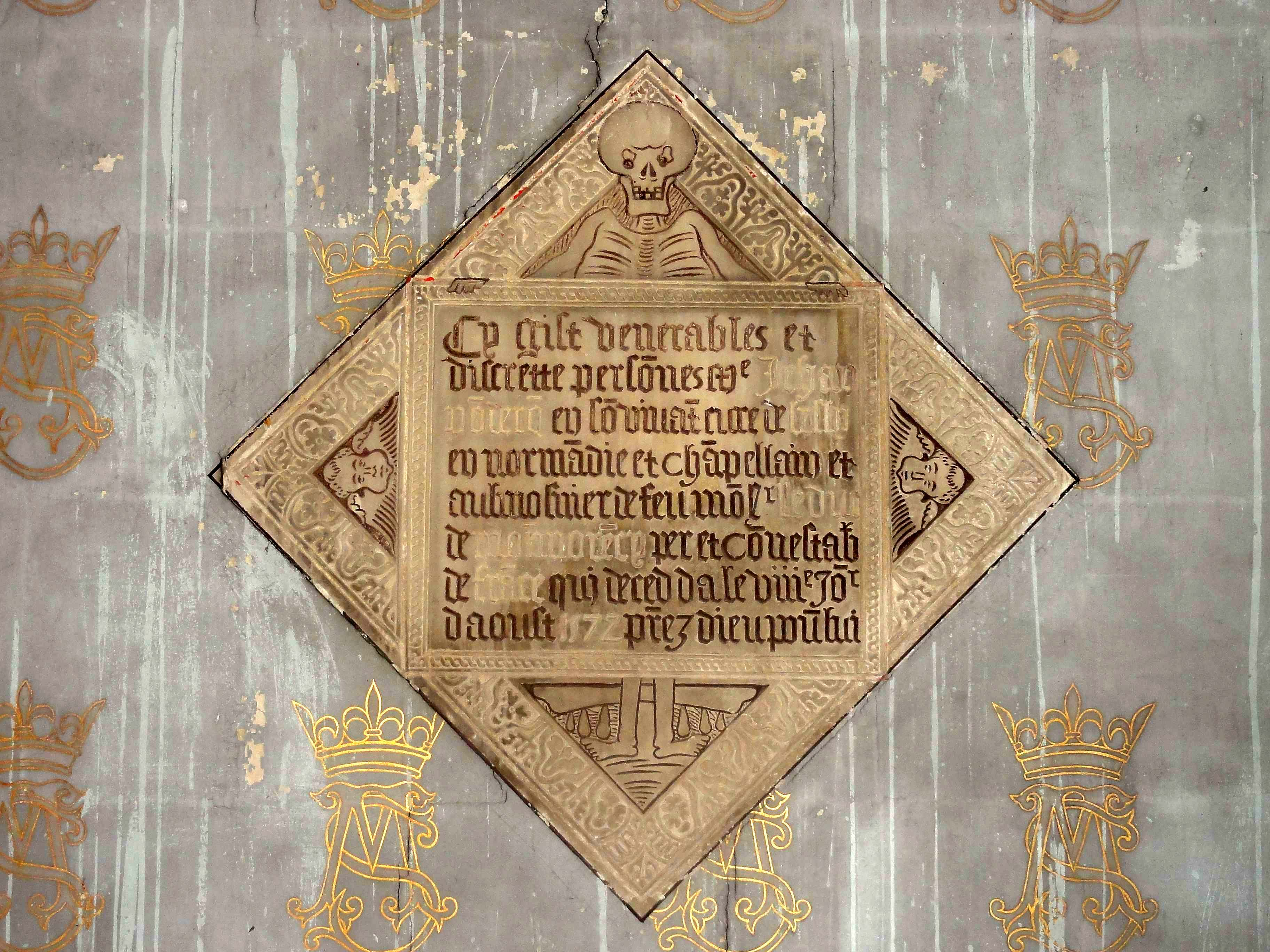
Plaque funéraire de Jehan Ponderon.
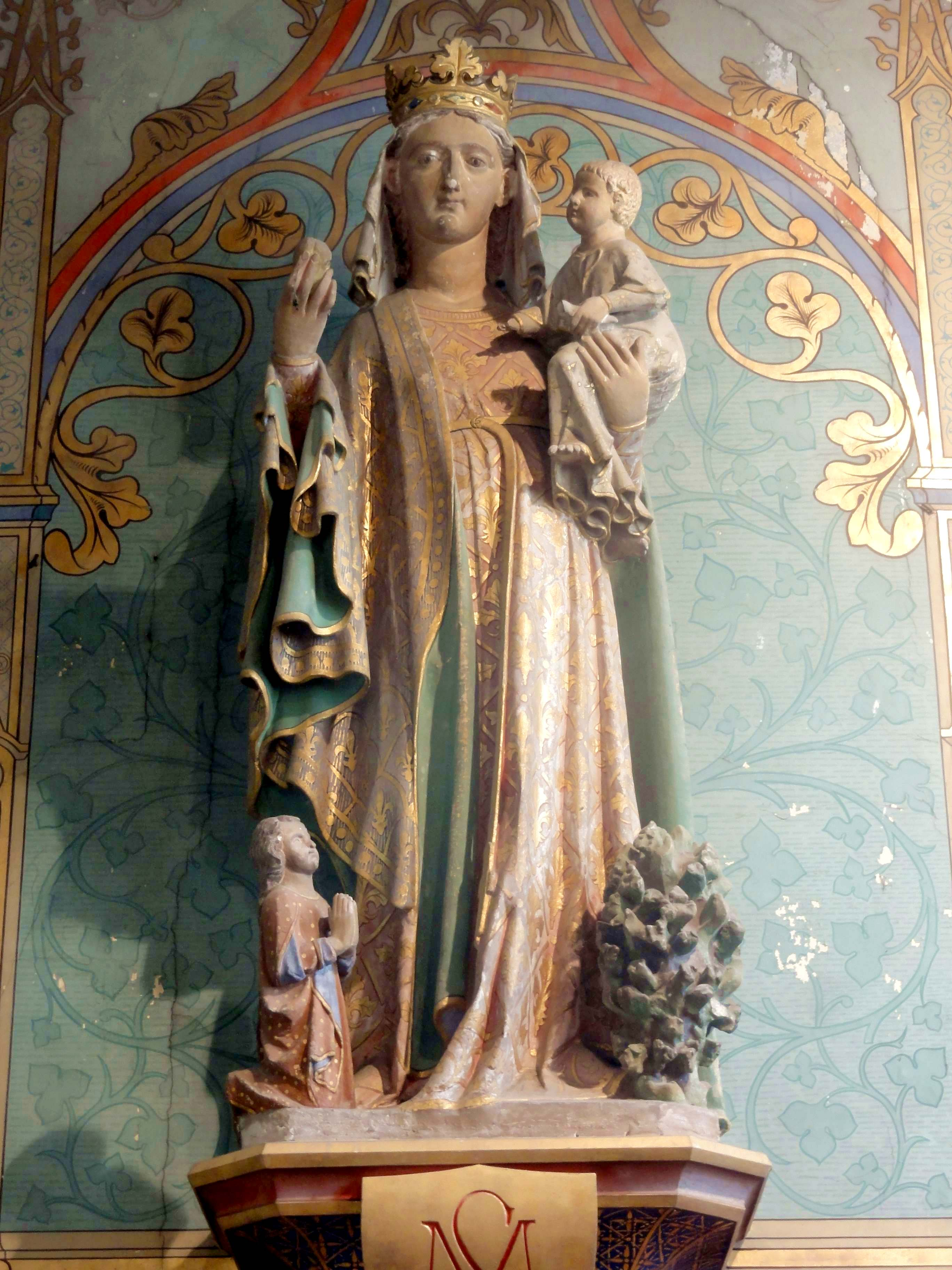
Vierge à l'Enfant.
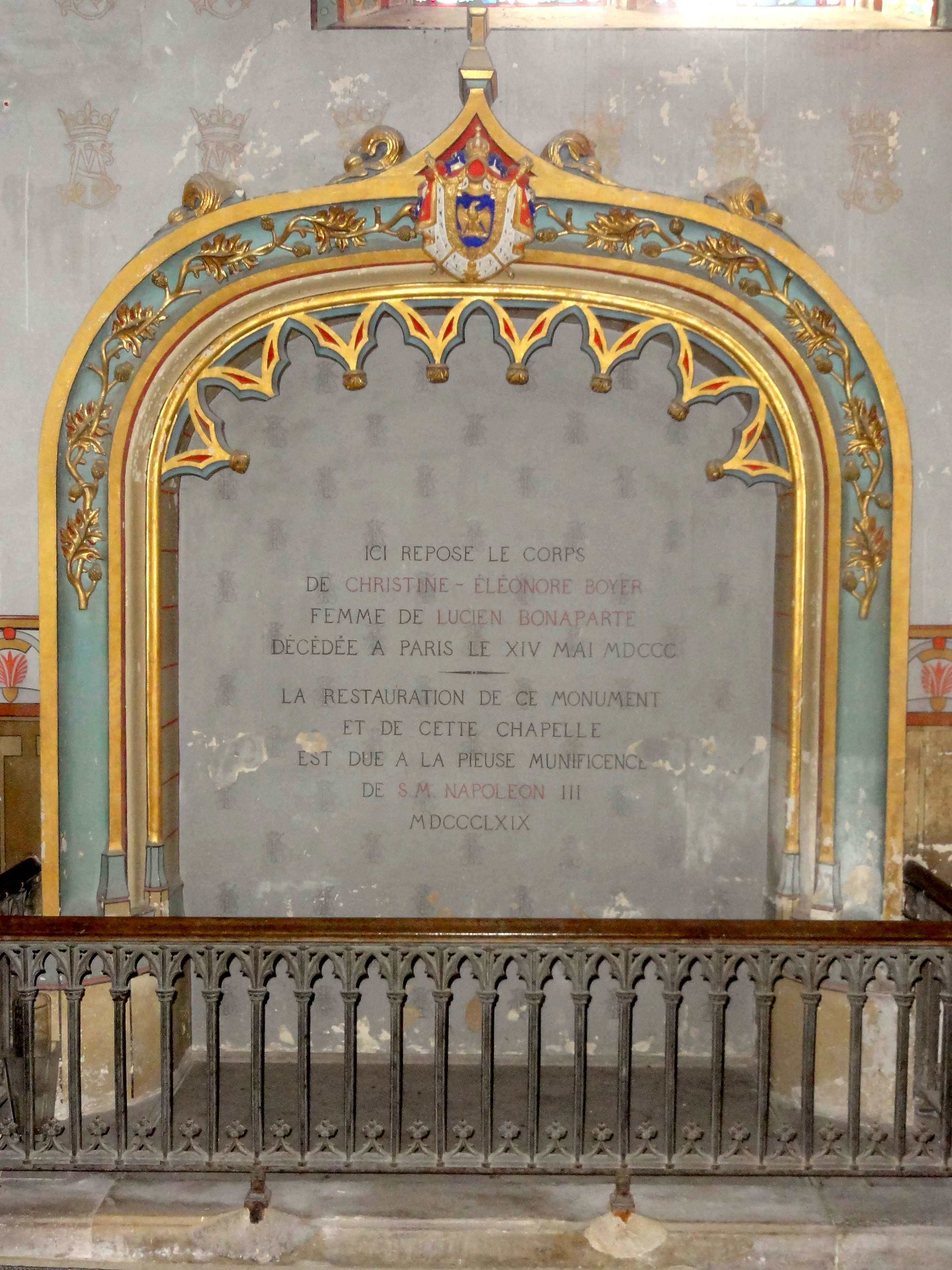
Monument funéraire pour Christine Boyer.
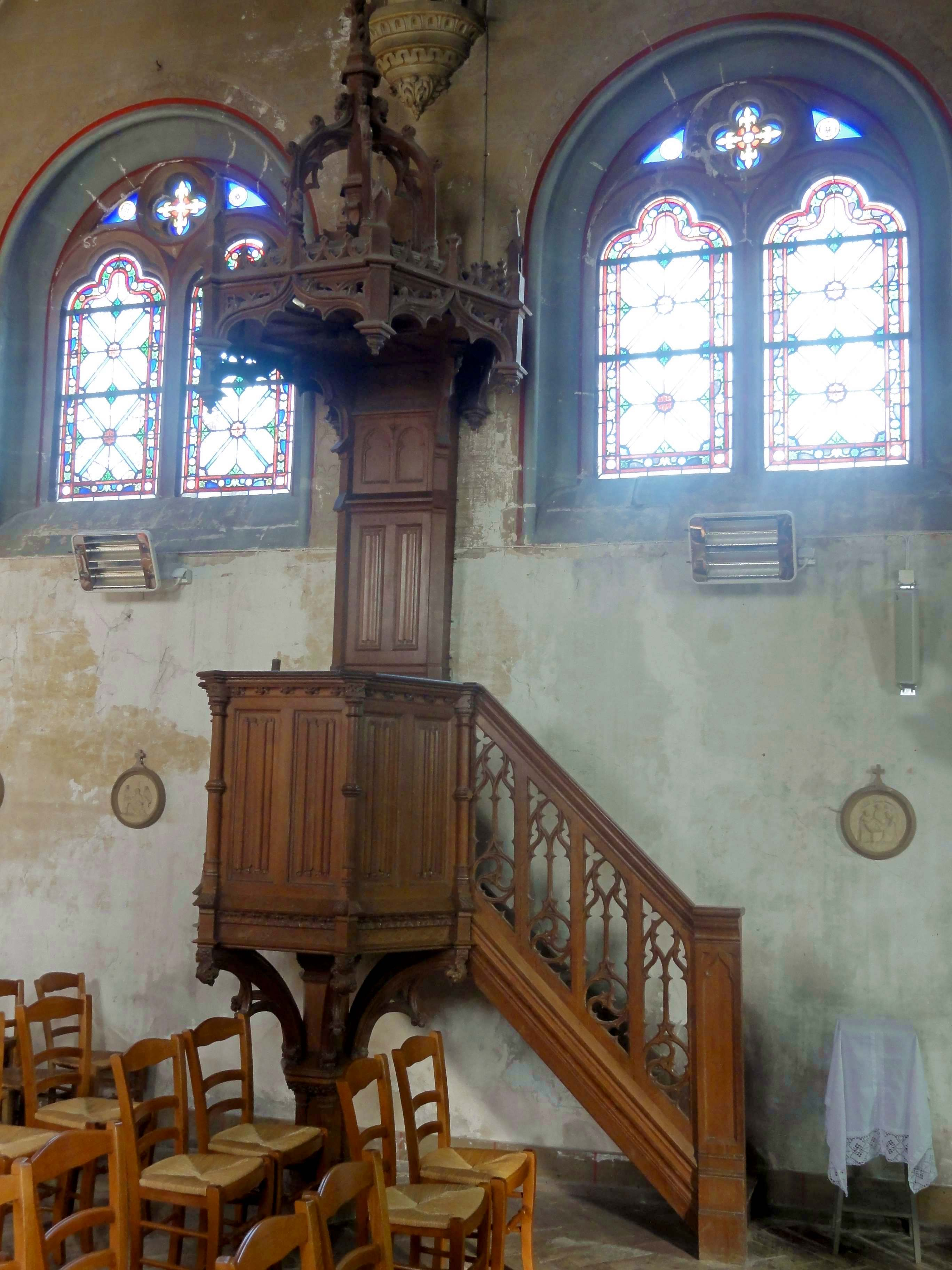
Chaire à prêcher.
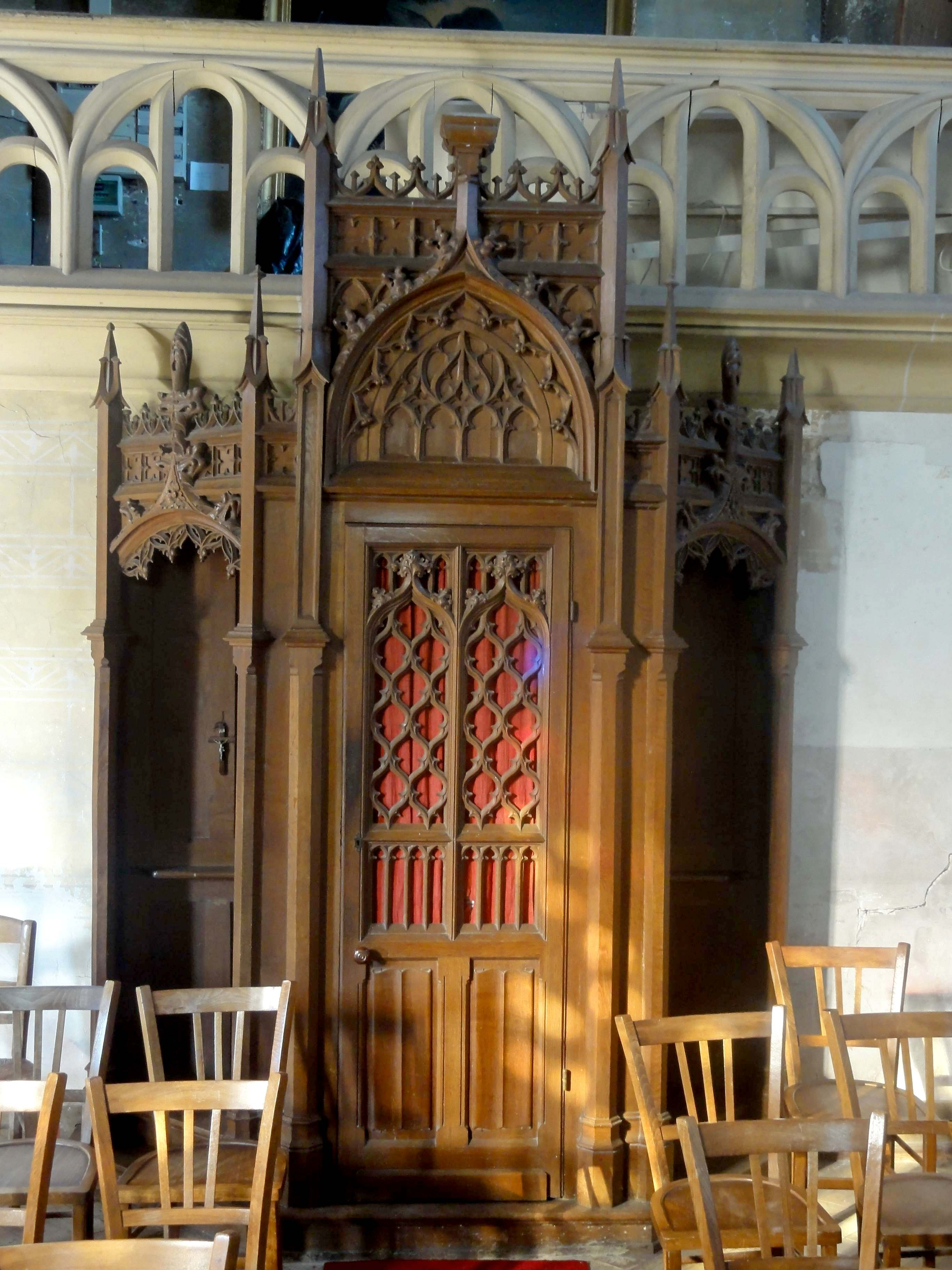
Confessionnal.
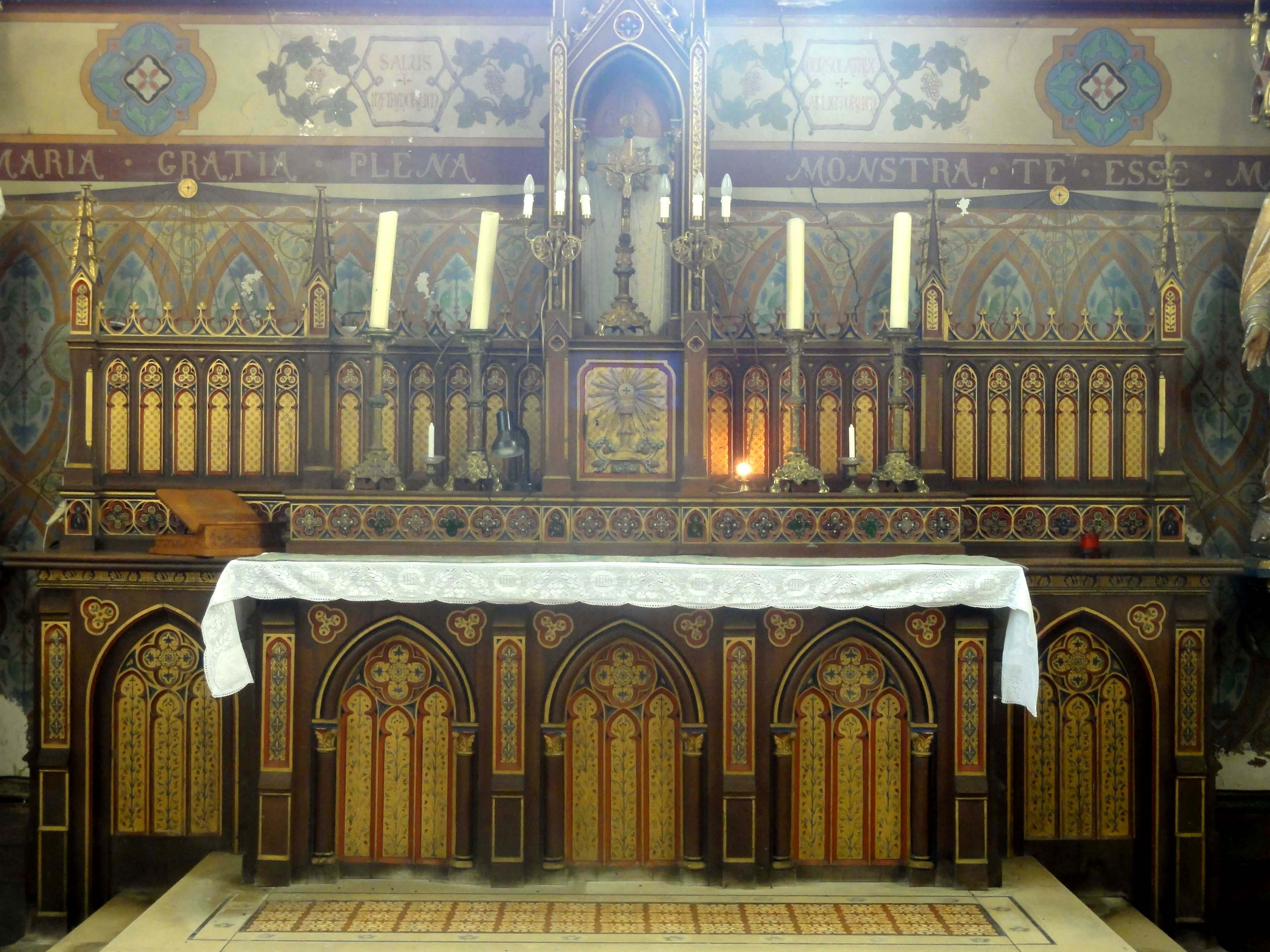
Ancien maître-autel et tabernacle.